# Listă de biblioteci din România
Aceasta este o listă de biblioteci din România.
Informațiile din această listă sunt preluate parțial de pe pagina web a Bibliotecii Naționale a României. În fapt situația poate fi diferită datorită, în principal, condițiilor socio-economice.

## Alba
- Biblioteca Județeană „Lucian Blaga” din Alba Iulia Pagina web
- Biblioteca Municipală „Liviu Rebreanu” din Aiud
- Biblioteca Municipală „Școala Ardeleană” din Blaj
- Biblioteca Municipală „Lucian Blaga” din Sebeș
- Biblioteca Orășenească din Abrud
- Biblioteca Orășenească „Dr. Lazăr Chirilă” din Baia de Arieșj
- Biblioteca Orășenească „Avram Iancu” din Câmpeni
- Biblioteca Orășenească „Mircea Cenușă” din Ocna Mureș
- Biblioteca Orășenească din Teiuș
- Biblioteca Orășenească „Sava Albescu” din Zlatna
- Biblioteca Comunală din Albac
- Biblioteca Comunală din Almașu Mare
- Biblioteca Comunală din Arieșeni
- Biblioteca Comunală din Avram Iancu
- Biblioteca Comunală din Berghin
- Biblioteca Comunală din Bistra
- Biblioteca Comunală din Blandiana
- Biblioteca Comunală din Bucium
- Biblioteca Comunală din Cenade
- Biblioteca Comunală din Ceru Băcăinți
- Biblioteca Comunală din Cergău
- Biblioteca Comunală din Cetatea de Baltă
- Biblioteca Comunală din Ciuruleasa
- Biblioteca Comunală din Câlnic
- Biblioteca Comunală din Cricău
- Biblioteca Comunală din Crăciunel
- Biblioteca Comunală din Ciugud
- Biblioteca Comunală din Cut
- Biblioteca Comunală din Daia Româna
- Biblioteca Comunală din Doștat
- Biblioteca Comunală din Fărău
- Biblioteca Comunală din Galda de Jos
- Biblioteca Comunală din Gârbova
- Biblioteca Comunală din Gârda
- Biblioteca Comunală din Hopârta
- Biblioteca Comunală din Horea
- Biblioteca Comunală din Ighiu
- Biblioteca Comunală din Întregalde
- Biblioteca Comunală din Jidvei
- Biblioteca Comunală din Livezile
- Biblioteca Comunală din Lopadea Nouă
- Biblioteca Comunală din Lunca Mureșulu
- Biblioteca Comunală din Lupșa
- Biblioteca Comunală din Meteș
- Biblioteca Comunală din Mirăslău
- Biblioteca Comunală din Mihalț
- Biblioteca Comunală din Mogoș
- Biblioteca Comunală din Noșlac
- Biblioteca Comunală din Ocoliș
- Biblioteca Comunală din Ohaba
- Biblioteca Comunală din Pianu de Sus
- Biblioteca Comunală din Poiana Vadulu
- Biblioteca Comunală din Ponor
- Biblioteca Comunală din Poșaga
- Biblioteca Comunală din Rădești
- Biblioteca Comunală din Rimetea
- Biblioteca Comunală din Râmeț
- Biblioteca Comunală din Roșia Montana
- Biblioteca Comunală din Roșia de Secaș
- Biblioteca Comunală din Sălciua
- Biblioteca Comunală din Săliștea
- Biblioteca Comunală din Săsciori
- Biblioteca Comunală din Scărișoara
- Biblioteca Comunală din Sâncel
- Biblioteca Comunală din Sântimbru
- Biblioteca Comunală din Stremț
- Biblioteca Comunală din Sohodol
- Biblioteca Comunală din Șibot
- Biblioteca Comunală din Șona
- Biblioteca Comunală din Șpring
- Biblioteca Comunală din Șugag
- Biblioteca Comunală din Unirea
- Biblioteca Comunală din Vadu Moților
- Biblioteca Comunală din Valea Lungă
- Biblioteca Comunală din Vidra
- Biblioteca Comunală din Vințu de Jos
- Biblioteca Muzeului Național al Unirii din Alba Iulia Pagina web
- Biblioteca Colegiului Național Militar „Mihai Viteazu” din Alba Iulia Pagina web Arhivat în 7 mai 2021, la Wayback Machine.
- Biblioteca Batthyaneum din Alba Iulia Pagina web
- Bibilioteca Documentară „Bethlen Gábor” din Aiud[6]
- Biblioteca Casei Corpului Didactic a Județului Alba
- Biblioteca Colegiului Național „Horea, Cloșca și Crișan” din Alba Iulia
- Biblioteca Colegiului Economic „Dionisie Pop Marțian” din Alba Iulia
- Biblioteca Colegiului Tehnic „Dorin Pavel” din Alba Iulia
- Biblioteca Colegiului Tehnic „Al. Domșa” din Alba Iulia
- Biblioteca Colegiului Tehnic „Apulum” din Alba Iulia
- Biblioteca Liceului de Muzică și Arte Plastice din Alba Iulia
- Biblioteca Liceului de Arte „Regina Maria” din Alba Iulia
- Biblioteca Liceului Sportiv din Alba Iulia
- Biblioteca Liceului Teologic Romano-catolic din Alba Iulia
- Biblioteca Seminarului Teologic Liceal Ortodox „Mitropolit Simion Ștefan” din Alba Iulia
- Biblioteca Școlii cu clasele I-VIII „Avram Iancu” din Alba Iulia
- Biblioteca și Centrul de Documentare și Informare a Școlii Gimnaziale „Vasile Goldiș” din Alba Iulia
- Biblioteca Școlii Speciale din Alba Iulia
- Biblioteca Liceului „Horea, Cloșca și Crișan” din Abrud
- Biblioteca Școlii cu clasele I-VIII „Avram Iancu” din Abrud
- Biblioteca Colegiului Național „Titu Maiorescu” din Aiud
- Biblioteca Colegiului Național „Bethlen Gabor” din Aiud
- Biblioteca Școlii Gimnaziale „Ovidiu Hulea” din Aiud
- Biblioteca Colegiului Tehnic din Aiud
- Biblioteca Școlii cu clasele I-VIII „Axente Sever” din Aiud
- Biblioteca Liceului „Dr. Lazăr Chirilă” din Baia de Arieș
- Biblioteca Liceului Tehnologic „Timotei Cipariu” din Blaj
- Biblioteca Liceului Tehnologic „Stefan Manciulea” din Blaj
- Biblioteca Școlii cu clasele I-VIII „Toma Cocisiu” din Blaj
- Centrul de Documentare și Informare al Colegiului Național „Inochentie Micu Clain” din Blaj
- Biblioteca Colegiului Național „”Avram Iancu” din Câmpeni
- Biblioteca Școlii cu clasele I-VIII din Câmpeni
- Biblioteca Liceului Tehnologic Agricol „Alexandru Borza” din Ciumbrud
- Biblioteca Colegiului Național „David Prodan” din Cugir
- Biblioteca Colegiului Tehnic „Ion D. Lăzărescu” din Cugir
- Biblioteca Școlii cu clasele I-VIII „I. Pervain” din Cugir
- Biblioteca Școlii cu clasele I-VIII nr.2 din Cugir
- Biblioteca Liceului Tehnologic din Jidvei
- Biblioteca Liceului Tehnologic din Ocna Mureș
- Biblioteca Liceului Tehnologic din Ocna Mureș
- Biblioteca Liceului Teoretic „Petru Maior” din Ocna Mureș
- Biblioteca Liceului cu Program Sportiv din Sebeș
- Biblioteca Școlii cu clasele I-VIII nr 2 din Sebeș
- Biblioteca Liceului Industrial „Avram Iancu” din Zlatna
- Biblioteca Școlii cu clasele I-VIII „S. Cărpinișanu” din Sebeș
- Biblioteca Școlii cu clasele I-VIII din Albac
- Biblioteca Școlii cu clasele I-VIII din Berghin
- Biblioteca Școlii cu clasele I-VIII din Crăciunelu de Jos
- Biblioteca Școlii cu clasele I-VIII din Cricău
- Biblioteca Școlii cu clasele I-VIII din Fărău
- Biblioteca Școlii cu clasele I-VIII „ Dr. Petru Șpan” din Lupșa
- Biblioteca Școlii cu clasele I-VIII Meteș
- Biblioteca Școlii cu clasele I-VIII „Horia” din Horia
- Biblioteca Școlii cu clasele I-VIII din Livezile
- Biblioteca Școlii Gimnaziale „Simion Lazar” din Lunca Mureș
- Biblioteca Școlii cu clasele I-VIII Noșlac
- Biblioteca Școlii cu clasele I-VIII din Petrești
- Biblioteca Școlii cu clasele I-VIII din Poșaga
- Biblioteca Școlii cu clasele I-VIII din Poiana Vadului
- Biblioteca Școlii cu clasele I-VIII din Roșia Montană
- Biblioteca Școlii cu clasele I-VIII din Roșia de Secaș
- Biblioteca Școlii cu clasele I-VIII din Vidra
- Biblioteca Școlii cu clasele I-VIII „Avram Iancu” din Unirea
- Biblioteca Școlii cu clasele I-VIII „Ion Bianu” din Valea Lungă
- Biblioteca Școlii cu clasele I-VIII „Iuliu Maniu” din Vințu de Jos
- Biblioteca Școlii cu clasele I-VIII „Horea” din Zlatna

## Arad
- Biblioteca Județeană „A.D. Xenopol” din Arad Pagina web
- Biblioteca Orășenească din Chișineu-Criș
- Biblioteca Orășenească din Curtici
- Biblioteca Orășenească din Ineu
- Biblioteca Orășenească din Lipova
- Biblioteca Orășenească din Nădlac
- Biblioteca Orășenească din Pâncota
- Biblioteca Orășenească din Pecica
- Biblioteca Orășenească din Sântana
- Biblioteca Orășenească din Sebiș
- Biblioteca Comunală din Almaș
- Biblioteca Comunală din Apateu
- Biblioteca Comunală din Archiș
- Biblioteca Comunală din Bârsa
- Biblioteca Comunală din Bârzava
- Biblioteca Comunală din Bata
- Biblioteca Comunală din Beliu
- Biblioteca Comunală din Birchiș
- Biblioteca Comunală din Bocsig
- Biblioteca Comunală din Brazii
- Biblioteca Comunală din Buteni
- Biblioteca Comunală din Cărand
- Biblioteca Comunală din Cermei
- Biblioteca Comunală din Chisindia
- Biblioteca Comunală din Conop
- Biblioteca Comunală din Covăsânț
- Biblioteca Comunală din Craiva
- Biblioteca Comunală din Dezna
- Biblioteca Comunală din Dieci
- Biblioteca Comunală din Fântânele
- Biblioteca Comunală din Felnac
- Biblioteca Comunală din Ghioroc
- Biblioteca Comunală din Grăniceri
- Biblioteca Comunală din Gurahonț
- Biblioteca Comunală din Hălmăgel
- Biblioteca Comunală din Hălmagiu
- Biblioteca Comunală din Hășmaș
- Biblioteca Comunală din Ignești
- Biblioteca Comunală din Iratoșu
- Biblioteca Comunală din Livada
- Biblioteca Comunală din Macea
- Biblioteca Comunală din Mișca
- Biblioteca Comunală din Moneasa
- Biblioteca Comunală din Olari
- Biblioteca Comunală din Păuliș
- Biblioteca Comunală din Peregu Mare
- Biblioteca Comunală din Petriș
- Biblioteca Comunală din Pilu
- Biblioteca Comunală din Pleșcuța
- Biblioteca Comunală din Socodor
- Biblioteca Comunală din Săvârșin
- Biblioteca Comunală din Secusigiu
- Biblioteca Comunală din Semlac
- Biblioteca Comunală din Șicula
- Biblioteca Comunală din Sintea-Mare
- Biblioteca Comunală din Șagu
- Biblioteca Comunală din Șeitin
- Biblioteca Comunală din Șepreuș
- Biblioteca Comunală din Șilindia
- Biblioteca Comunală din Șimand
- Biblioteca Comunală din Șiria
- Biblioteca Comunală din Șiștarovăț
- Biblioteca Comunală din Șofronea
- Biblioteca Comunală din Tauț
- Biblioteca Comunală din Târnova
- Biblioteca Comunală din Ususău
- Biblioteca Comunală din Vărădia de Mureș
- Biblioteca Comunală din Vârfurile
- Biblioteca Comunală din Vinga
- Biblioteca Comunală din Vladimirescu
- Biblioteca Comunală din Zăbrani
- Biblioteca Comunală din Zărand
- Biblioteca Comunală din Zimandu-Nou
- Biblioteca „Cornelia Bode” a Universității „Aurel Vlaicu” din Arad Pagina web Arhivat în 8 octombrie 2021, la Wayback Machine.
- Biblioteca „Tudor Arghezi” a Universității de Vest „Vasile Goldiș” din Arad Pagina web
- Biblioteca Casei Corpului Didactic „Alexandru Gavra” a Județului Arad
- Biblioteca Colegiului Național „Vasile Goldis” din Arad
- Biblioteca Colegiului Național „Elena Ghiba Birta” din Arad
- Biblioteca Colegiului Național „Moise Nicoară” din Arad
- Biblioteca Colegiului „Csiky Gergely” din Arad
- Biblioteca Colegiului Economic din Arad
- Biblioteca Colegiului Tehnic de Constructii și Protectia Mediului din Arad
- Biblioteca Colegiului Tehnic „Aurel Vlaicu” din Arad
- Biblioteca Liceului Național de Informatică din Arad
- Biblioteca Liceului Teoretic „Adam Muller Guttenbrunn” din Arad
- Biblioteca Liceului Tehnologic de Industrie Alimentară din Arad
- Biblioteca Liceului Tehnologic „Iuliu Moldovan” din Arad
- Biblioteca Liceului de Artă „Sabin Drăgoi” din Arad
- Biblioteca Liceului Pedagogic „Dimitrie Tichindeal” din Arad
- Biblioteca Liceului Tehnologic de Electronica si Automatizari  „Caius Iacob” din Arad
- Biblioteca Liceului Tehnologic „Francisc Neuman” din Arad
- Biblioteca Liceului Teoretic din Pâncota
- Biblioteca Liceului Teoretic din Sebiș
- Biblioteca Liceului Tehnologic din Vinga
- Biblioteca Liceului Tehnologic de Transporturi Auto „Henri Coandă” din Arad
- Biblioteca Liceului cu Program Sportiv din Arad
- Biblioteca Liceului Teologic Baptist „Alexa Popovici” din Arad
- Biblioteca Școlii Generale nr. 12 din Arad
- Biblioteca Școlii Generale nr. 2 din Curtici
- Biblioteca Școlii Generale nr. 3 din Arad
- Biblioteca Școlii Generale nr. 5 din Arad
- Biblioteca Școlii Generale „Aron Cotruș” din Arad
- Biblioteca Școlii Generale „Cicio Pop” din Arad
- Biblioteca Școlii Generale „Ioan Slavici” din Arad
- Biblioteca Școlii Generale „Mihai Eminescu” din Arad
- Biblioteca Liceului Teoretic „Mihai Veliciu” din Chișineu-Criș
- [[Biblioteca Liceului Tehnologic „Ion Creangă” din Curtici]
- Biblioteca Liceului „Ioan Buteanu” din Gurahonț
- Biblioteca Colegiului „Mihai Viteazul” din Ineu
- Centrul de Informare și Documentare al Liceului Tehnologic „Sava Brancovici” din Ineu
- Biblioteca Liceului „Atanasie Marienescu” din Lipova
- Biblioteca Liceului Teoretic „Josef Gregor Tajovsk” din Nădlac
- Biblioteca Liceului Teoretic „Gh. Lazăr” din Pecica

## Argeș
- Biblioteca Județeană „Dinicu Golescu” din Pitești Pagina web
- Biblioteca Municipală „Ion Barbu” din Câmpulung Muscel
- Biblioteca Municipală din Curtea de Argeș
- Biblioteca Orășenească din Costești
- Biblioteca Orășenească din Mioveni
- Biblioteca Orășenească din Topoloveni
- Biblioteca Orășenească din Ștefăneșt
- Biblioteca Comunală din Albeștii de Argeș
- Biblioteca Comunală din Albeștii de Muscel
- Biblioteca Comunală din Albota
- Biblioteca Comunală din Aninoasa
- Biblioteca Comunală din Arefu
- Biblioteca Comunală din Băbana
- Biblioteca Comunală din Băiculești
- Biblioteca Comunală din Bălilești
- Biblioteca Comunală din Bârla
- Biblioteca Comunală din Bascov
- Biblioteca Comunală din Beleți-Negrești
- Biblioteca Comunală din Berevoiești
- Biblioteca Comunală din Bogați
- Biblioteca Comunală din Boteni
- Biblioteca Comunală din Boțești
- Biblioteca Comunală din Bradu
- Biblioteca Comunală din Brăduleț
- Biblioteca Comunală din Budeasa
- Biblioteca Comunală din Bughea de Jos
- Biblioteca Comunală din Bughea de Sus
- Biblioteca Comunală din Buzoiești
- Biblioteca Comunală din Căldăraru
- Biblioteca Comunală din Călinești
- Biblioteca Comunală din Cățeasca
- Biblioteca Comunală din Cepari
- Biblioteca Comunală din Cetățeni
- Biblioteca Comunală din Cicănești
- Biblioteca Comunală din Ciofrângeni
- Biblioteca Comunală din Ciomăgeșt
- Biblioteca Comunală din Cocu
- Biblioteca Comunală din Corbeni
- Biblioteca Comunală din Corbi
- Biblioteca Comunală din Coșești
- Biblioteca Comunală din Cotmeana
- Biblioteca Comunală din Cuca
- Biblioteca Comunală din Dâmbovicioara
- Biblioteca Comunală din Dârmănești
- Biblioteca Comunală din Davidești
- Biblioteca Comunală din Dobrești
- Biblioteca Comunală „Luca Paul” din Domnești
- Biblioteca Comunală din Drăganu
- Biblioteca Comunală din Dragoslavele
- Biblioteca Comunală din Godeni
- Biblioteca Comunală din Hârsești
- Biblioteca Comunală din Hârtiești
- Biblioteca Comunală din Izvoru
- Biblioteca Comunală din Leordeni
- Biblioteca Comunală din Lerești
- Biblioteca Comunală din Lunca Corbului
- Biblioteca Comunală din Măluren
- Biblioteca Comunală din Mărăcineni
- Biblioteca Comunală din Merișani
- Biblioteca Comunală din Micești
- Biblioteca Comunală din Mihăești
- Biblioteca Comunală din Mioarele
- Biblioteca Comunală din Miroși
- Biblioteca Comunală din Morărești
- Biblioteca Comunală din Moșoaia
- Biblioteca Comunală din Mozăceni
- Biblioteca Comunală din Mușătești
- Biblioteca Comunală din Negrași
- Biblioteca Comunală din Nucșoara
- Biblioteca Comunală din Oarja
- Biblioteca Comunală din Pietroșani
- Biblioteca Comunală din Poiana Lacului
- Biblioteca Comunală din Poienarii de Argeș
- Biblioteca Comunală din Poienarii de Muscel
- Biblioteca Comunală din Popești
- Biblioteca Comunală din Priboieni
- Biblioteca Comunală din Rătești
- Biblioteca Comunală din Râca
- Biblioteca Comunală din Recea
- Biblioteca Comunală din Rociu
- Biblioteca Comunală din Rucăr
- Biblioteca Comunală din Salătrucu
- Biblioteca Comunală din Săpata
- Biblioteca Comunală din Schitu-Golești
- Biblioteca Comunală din Slobozia
- Biblioteca Comunală din Stâlpeni
- Biblioteca Comunală din Stoenești
- Biblioteca Comunală din Stolnici
- Biblioteca Comunală din Suseni
- Biblioteca Comunală din Ștefan cel Mare
- Biblioteca Comunală din Șuici
- Biblioteca Comunală din Teiu
- Biblioteca Comunală din Tigveni
- Biblioteca Comunală din Țițești
- Biblioteca Comunală din Uda
- Biblioteca Comunală din Ungheni
- Biblioteca Comunală din Valea Danului
- Biblioteca Comunală din Valea Iașului
- Biblioteca Comunală din Valea Mare Pravăț
- Biblioteca Comunală din Vedea
- Biblioteca Comunală din Vlădești
- Biblioteca Comunală din Vulturești
- Biblioteca Universității din Pitești Pagina web
- Biblioteca Muzeului Național Brătianu din Ștefănești
- Biblioteca Școlii Militare de Maiștri Militari și Subofițeri a Forțelor Terestre „Basarab I” din Pitești Pagina web
- Biblioteca Casei Corpului Didactic a Județului Argeș
- Biblioteca Colegiului Național „Ion C. Brătianu” din Pitești
- Biblioteca Colegiului Național „Zinca Golescu” din Pitești
- Biblioteca Colegiului Național „Vlaicu Vodă” din Curtea de Argeș
- Biblioteca Liceului Teoretic „Dan Barbilian” din Câmpulung

## Bacău
- Biblioteca Județeană „Costache Sturdza” din Bacău Pagina web
- Biblioteca Municipală „Radu Rosetti” din Onești
- Biblioteca Municipală „Ștefan Luchian” din Moinești
- Biblioteca Orășenească „George Bacovia” din Buhuși
- Biblioteca Orășenească din Comănești
- Biblioteca Orășenească din Dărmănești
- Biblioteca Orășenească din Slănic Moldova
- Biblioteca Orășenească „Claude Sernet” din Târgu Ocna
- Biblioteca Comunală din Agăș
- Biblioteca Comunală din Ardeoani
- Biblioteca Comunală din Asău
- Biblioteca Comunală din Balcani
- Biblioteca Comunală din Berești-Bistrița
- Biblioteca Comunală din Berești-Tazlău
- Biblioteca Comunală din Berzunți
- Biblioteca Comunală din Bîrsănești
- Biblioteca Comunală din Blăgești
- Biblioteca Comunală din Brusturoasa
- Biblioteca Comunală din Buhoci
- Biblioteca Comunală din Căiuți
- Biblioteca Comunală din Cașin
- Biblioteca Comunală din Cleja
- Biblioteca Comunală din Colonești
- Biblioteca Comunală din Corbasca
- Biblioteca Comunală din Coțofănești
- Biblioteca Comunală din Dămienești
- Biblioteca Comunală din Dealul Morii
- Biblioteca Comunală din Dofteana
- Biblioteca Comunală din Faraoani
- Biblioteca Comunală „Gheorghe Bargaoanu” din Filipeni
- Biblioteca Comunală din Filipești
- Biblioteca Comunală din Găiceana
- Biblioteca Comunală din Gârleni
- Biblioteca Comunală din Ghimeș-Făget
- Biblioteca Comunală din Glăvănești
- Biblioteca Comunală din Gura-Văii
- Biblioteca Comunală din Helegiu
- Biblioteca Comunală din Hemeiuși
- Biblioteca Comunală din Horgești
- Biblioteca Comunală din Huruiești
- Biblioteca Comunală din Izvoru Berheciului
- Biblioteca Comunală din Lipova
- Biblioteca Comunală din Livezi
- Biblioteca Comunală din Luizi-Călugăra
- Biblioteca Comunală din Măgirești
- Biblioteca Comunală din Măgura
- Biblioteca Comunală din Mănăstirea Cașin
- Biblioteca Comunală din Mărgineni
- Biblioteca Comunală din Motoșeni
- Biblioteca Comunală din Negri
- Biblioteca Comunală din Nicolae Bălcescu
- Biblioteca Comunală din Oituz
- Biblioteca Comunală din Oncești
- Biblioteca Comunală din Orbeni
- Biblioteca Comunală din Palanca
- Biblioteca Comunală din Parava
- Biblioteca Comunală din Parincea
- Biblioteca Comunală din Pîncești
- Biblioteca Comunală din Pîrgărești
- Biblioteca Comunală din Pîrjol
- Biblioteca Comunală din Plopana
- Biblioteca Comunală din Podu Turcului
- Biblioteca Comunală din Poduri
- Biblioteca Comunală din Răcăciuni
- Biblioteca Comunală din Răchitoasa
- Biblioteca Comunală din Racova
- Biblioteca Comunală din Roșiori
- Biblioteca Comunală din Sănduleni
- Biblioteca Comunală din Sascut
- Biblioteca Comunală din Săucești
- Biblioteca Comunală din Scorțeni
- Biblioteca Comunală din Secuieni
- Biblioteca Comunală din Solonț
- Biblioteca Comunală din Stănișțești
- Biblioteca Comunală din Ștefan cel Mare
- Biblioteca Comunală din Strugari
- Biblioteca Comunală din Tamași
- Biblioteca Comunală din Tătărăști
- Biblioteca Comunală din Târgu-Trotuă
- Biblioteca Comunală din Traian
- Biblioteca Comunală din Ungureni
- Biblioteca Comunală din Urechești
- Biblioteca Comunală din Valea Seacă
- Biblioteca Comunală din Vultureni
- Biblioteca Comunală din Zemeș
- Biblioteca Universității „Vasile Alecsandri” din Bacău Pagina web
- Biblioteca „Mihai Todosia” a Universității „George Bacovia” din Bacău
- Biblioteca Complexului Muzeal „Iulian Antonescu” din Bacău
- Biblioteca „Violeta Băjenaru” a Casei Corpului Didactic „Grigore Tăbăcaru” a Județului Bacău
- Biblioteca Colegiului Național „Ferdinand I” din Bacău
- Biblioteca Colegiului Național „Gheorghe Vrânceanu” din Bacău
- Biblioteca Colegiului Național „Vasile Alecsandri” din Bacău
- Biblioteca Colegiului „Henri Coandă” din Bacău
- Biblioteca Colegiului Tehnic „Grigore Cobălcescu” din Moinești
- Biblioteca Liceului Teoretic „Spiru Haret” din Moinești
- Biblioteca „Mihai Eminescu” a Școlii Gimnaziale „George Enescu” din Moinești
- Biblioteca Școlii Gimnaziale nr. 1 din Onești
- Biblioteca „Marin Sorescu” a Colegiului Național „Dimitrie Cantemir” din Onești

## Bihor
- Biblioteca Județeană „Gheorghe Șincai” din Oradea Pagina web
- Biblioteca Municipală „Constantin Pavel” din Beiuș
- Biblioteca Municipală „Ioan Munteanu” din Marghita
- Biblioteca Municipală „Teodor Neș” din Salonta
- Biblioteca Orășenească „Octavian Goga” din Aleșd
- Biblioteca Orășenească din Nucet
- Biblioteca Orășenească din Săcueni
- Biblioteca Orășenească din Ștei
- Biblioteca Orășenească „Mate Imre” din Valea lui Mihai
- Biblioteca Orășenească „Al. Andrițoiu” din Vașcău
- Biblioteca Comunală din Abram
- Biblioteca Comunală din Abrămuț
- Biblioteca Comunală din Aștileu
- Biblioteca Comunală din Avram Iancu
- Biblioteca Comunală din Biharia
- Biblioteca Comunală din Borod
- Biblioteca Comunală din Borș
- Biblioteca Comunală din Bratca
- Biblioteca Comunală din Budureasa
- Biblioteca Comunală din Bulz
- Biblioteca Comunală din Căbești
- Biblioteca Comunală din Căpâlna
- Biblioteca Comunală din Cărpinet
- Biblioteca Comunală din Cefa
- Biblioteca Comunală din Ceica
- Biblioteca Comunală din Cetariu
- Biblioteca Comunală din Chișlaz
- Biblioteca Comunală din Ciuhoi
- Biblioteca Comunală din Ciumeghiu
- Biblioteca Comunală din Curtuiușeni
- Biblioteca Comunală din Derna
- Biblioteca Comunală din Diosig
- Biblioteca Comunală din Dobrești
- Biblioteca Comunală din Drăgănești
- Biblioteca Comunală din Drăgești
- Biblioteca Comunală din Finiș
- Biblioteca Comunală din Hidișelu de Sus
- Biblioteca Comunală din Holod
- Biblioteca Comunală din Husasaul de Criș
- Biblioteca Comunală din Mădăraș
- Biblioteca Comunală din Măgești
- Biblioteca Comunală din Nojorid
- Biblioteca Comunală din Oșorhei
- Biblioteca Comunală din Pocola
- Biblioteca Comunală din Recea
- Biblioteca Comunală din Răbăgani
- Biblioteca Comunală din Remetea
- Biblioteca Comunală din Roșia
- Biblioteca Comunală din Săcădat
- Biblioteca Comunală din Sălăcea
- Biblioteca Comunală din Sâmbăta
- Biblioteca Comunală din Sânmartin
- Biblioteca Comunală din Sânnicolau Român
- Biblioteca Comunală din Sântandrei
- Biblioteca Comunală din Șimian
- Biblioteca Comunală din Șuncuiuș
- Biblioteca Comunală din Tarcea
- Biblioteca Comunală din Tăuteu
- Biblioteca Comunală din Tileagd
- Biblioteca Comunală din Tinca
- Biblioteca Comunală din Tulca
- Biblioteca Comunală din Vadu Crișului
- Biblioteca Comunală din Buduslău
- Biblioteca Universității din Oradea Pagina web
- Biblioteca Muzeului Țării Crișurilor din Oradea
- Biblioteca Casei Corpului Didactic a Județului Bihor
- Biblioteca Centrului școlar de Educație Incluzivă nr.1 din Oradea
- Biblioteca Centrului școlar pentru Educație Incluzivă „Orizont” din Oradea
- Biblioteca Colegiului Tehnic „Alexandru Roman” din Oradea
- Biblioteca Colegiului Tehnic „Constantin Brâncuși” din Oradea
- Biblioteca Colegiului Național „Emanuil Gojdu” din Oradea
- Biblioteca Liceului Teologic Penticostal Betel din Oradea
- Biblioteca Liceului Teoretic „N. Jiga” din Tinca
- Biblioteca Liceului Teoretic „Onisifor Ghibu” din Oradea
- Biblioteca Liceului Teoretic „Aurel Lazăr” din Oradea
- Biblioteca Școlii cu clasele I-VIII „Lucreția Suciu” din Oradea
- Biblioteca Școlii cu clasele I-VIII „Alexandru Roman” din Oradea
- Biblioteca Școlii cu clasele I-VIII „Dacia” din Oradea
- Biblioteca Școlii cu cls. I-VIII „Oltea Doamna” Oradea
- Biblioteca Școlii cu clasele I-VIII, Nr. 11 din Oradea
- Biblioteca Școlii cu clasele I-VIII „Nicolae Bălcescu” din Oradea
- Biblioteca Școlii cu clasele I-VIII „Dimitrie Cantemir” din Oradea
- Biblioteca Școlii cu clasele I-VIII „Ioan Slavici” din Oradea
- Biblioteca Școlii Gimnaziale „Octavian Goga” din Oradea
- Biblioteca Școlii „Andrei Mureșanu” din Oradea
- Biblioteca Școlii nr. 16 din Oradea
- Centrul de Documentare și Informare și Biblioteca Colegiului Național „Iosif Vulcan” din Oradea
- Biblioteca Liceului Pedagogic „Nicolae Bolcaș” din Beiuș
- Biblioteca Liceului Tehnologic nr. 1 din Cadea
- Biblioteca Liceului Tehnologic „Horea” din Marghita
- Biblioteca Școlii cu clasele I-VIII din Marghita
- Biblioteca Colegiului National „Arany Janos” din Salonta
- Biblioteca Liceului Tehnologic din Salonta
- Centrul de Informare si Documentare a Liceului Tehnologic nr.1 din Suplacu de Barcău
- Biblioteca Colegiului Național „Avram Iancu” din Ștei
- Biblioteca Școlii cu clasele I-VIII „Miron Pompilu” din Ștei
- Biblioteca Școlii Gimnaziale „Floare de Lotus” din Ștei
- Centrul de Documentare și Informare al Școlii Gimnaziale nr. 1 din Tileagd
- Biblioteca Colegiului Agricol din Valea lui Mihai
- Biblioteca Școlii cu clasele I-VIII din Valea lui Mihai
- Biblioteca Școlii Gimnaziale „Zelk Zoltan” din Valea lui Mihai

## Bistrița-Năsăud
- Biblioteca Județeană „George Coșbuc” din Bistrița Pagina web
- Biblioteca Orășenească „Veronica Micle” din Năsăud
- Biblioteca Orășenească „Liviu Rebreanu” din Beclean
- Biblioteca Orășenească din Sângeorz-Băi
- Biblioteca Comunală din Bistrița Bîrgăului
- Biblioteca Comunală din Braniștea
- Biblioteca Comunală din Budești
- Biblioteca Comunală din Budacu de Jos
- Biblioteca Comunală din Căianu Mic
- Biblioteca Comunală din Cetate
- Biblioteca Comunală din Ciceu-Mihăești
- Biblioteca Comunală din Chiochiș
- Biblioteca Comunală din Chiuza
- Biblioteca Comunală din Ciceu-Giurgești
- Biblioteca Comunală din Coșbuc
- Biblioteca Comunală din Dumitra
- Biblioteca Comunală din Feldru
- Biblioteca Comunală din Galații-Bistriței
- Biblioteca Comunală din Ilva Mare
- Biblioteca Comunală din Ilva Mică
- Biblioteca Comunală din Josenii-Bîrgăului
- Biblioteca Comunală din Lechința
- Biblioteca Comunală din Leșu
- Biblioteca Comunală din Livezile
- Biblioteca Comunală din Lunca Ilvei
- Biblioteca Comunală din Maieru
- Biblioteca Comunală din Matei
- Biblioteca Comunală din Măgura Ilvei
- Biblioteca Comunală din Mărișelu
- Biblioteca Comunală din Miceștii de Cîmpie
- Biblioteca Comunală din Milaș
- Biblioteca Comunală din Monor
- Biblioteca Comunală din Nimigea
- Biblioteca Comunală din Nușeni
- Biblioteca Comunală din Parva
- Biblioteca Comunală din Petru Rareș
- Biblioteca Comunală din Poiana Ilvei
- Biblioteca Comunală din Prundu Bîrgăului
- Biblioteca Comunală din Rebra
- Biblioteca Comunală din Rebrișoara
- Biblioteca Comunală „Ion Pop Reteganul” din Rodna
- Biblioteca Comunală din Romuli
- Biblioteca Comunală din Runcu Salvei
- Biblioteca Comunală din Salva
- Biblioteca Comunală din Sânmihaiu de Câmpie
- Biblioteca Comunală din Spermezeu
- Biblioteca Comunală din Șanț
- Biblioteca Comunală din Șieu
- Biblioteca Comunală din Șieuț
- Biblioteca Comunală din Șieu Măgheruș
- Biblioteca Comunală din Șieu Odorhei
- Biblioteca Comunală din Silivașu de Câmpie
- Biblioteca Comunală din Șintereag
- Biblioteca Comunală din Târlișua
- Biblioteca Comunală „Francisc Păcurariu” din Teaca
- Biblioteca Comunală din Tiha Bărgăului
- Biblioteca Comunală din Uriu
- Biblioteca Comunală din Urmeniș
- Biblioteca Comunală din Zagra
- Biblioteca Complexului Muzeal Bistrița-Năsăud din Bistrița
- Biblioteca Casei Corpului Didactic a Județului Bistrița-Năsăud
- Biblioteca Centrul Școlar de Educație Incusivă nr.1 din Bistrița
- Biblioteca Colegiului National „l. Rebreanu”” din Bistrița
- Biblioteca Colegiului National „Andrei Mureșanu” din Bistrița
- Biblioteca Colegiului Tehnic „INFOEL” din Bistrița
- Biblioteca Liceului de Arte „Corneliu Baba” din Bistrița
- Biblioteca Liceului de Muzică din Bistrița
- Biblioteca Liceului cu Program Sportiv din Bistrița
- Biblioteca Liceului Tehnologic Agricol din Bistrița
- Biblioteca Liceului Tehnologic Forestier din Bistrița
- Biblioteca Liceului Tehnologic „Gr. Moisil” din Bistrița
- Biblioteca Școalii Profesionale Speciale „Sf. Maria” din Bistrița
- Biblioteca Școlii Generale nr. 1 din Bistrița
- Biblioteca Școlii Generale nr. 2 din Bistrița
- Biblioteca Școlii Generale nr. 4 din Bistrița
- Biblioteca Școlii Generale „Avram Iancu” din Bistrița
- Biblioteca Școlii Generale „Lucian Blaga” din Bistrița
- Biblioteca Școlii Generale „Ștefan cel Mare” din Bistrița
- Biblioteca Colegiului Național „Petru Rareș” din Beclean
- Biblioteca Liceului Tehnologic Agricol din Beclean
- Biblioteca Liceului Tehnologic din Lechința
- Biblioteca Liceului Tehnologic „l. Rebreanu” din Maieru
- Biblioteca Liceului Tehnologic Economic din Năsăud
- Biblioteca Colegiului National „G. Coșbuc” din Năsăud
- Biblioteca Liceului Teoretic „Radu Petrescu” din Prundu Bârgăului
- Biblioteca Liceului Teoretic „Solomon Haliță” din Sângeorz Băi
- Biblioteca Liceului Tehnologic din Telciu
- Biblioteca Liceului Teoretic „C.R.Vivu” din Telciu
- Biblioteca Școlii Generale din Braniștea
- Biblioteca Școlii Gimnaziale „Grigore Silași” din Beclean
- Biblioteca Școlii Generale din Ilva-Mare
- Biblioteca Școlii Generale nr. 1 din Lunca Ilvei
- Biblioteca Școlii Generale din Matei
- Biblioteca Școlii Generale din Măgura Ilvei
- Biblioteca Școlii Generale nr. 1 din Năsăud
- Biblioteca Școlii Generale din Nimigea
- Biblioteca Școlii Generale din Nușeni
- Biblioteca Școlii Generale „Ion Pop Reteganul” din Reteag
- Biblioteca Școlii Generale „T. Morariu” din Salva
- Biblioteca Școlii Generale din Sângeorz-Băi
- Biblioteca Școlii Generale din Șanț
- Biblioteca Școlii Gimnaziale din Șieu-Măgheruș

## Botoșani
- Biblioteca Județeană „Mihai Eminescu” din Botoșani Pagina web
- Biblioteca Municipală din Dorohoi
- Biblioteca Orășenească din Bucecea
- Biblioteca Orășenească din Darabani
- Biblioteca Orășenească din Flămânzi
- Biblioteca Orășenească din Săveni
- Biblioteca Orășenească din Ștefănești
- Biblioteca Comunală din Albești
- Biblioteca Comunală din Avrămeni
- Biblioteca Comunală din Bălușeni
- Biblioteca Comunală din Brăești
- Biblioteca Comunală din Broscăuți
- Biblioteca Comunală din Călărași
- Biblioteca Comunală din Concești
- Biblioteca Comunală din Copălău
- Biblioteca Comunală din Cordăreni
- Biblioteca Comunală din Corlăteni
- Biblioteca Comunală din Corni
- Biblioteca Comunală din Coțușca
- Biblioteca Comunală din Cristești
- Biblioteca Comunală din Cristinești
- Biblioteca Comunală din Curtești
- Biblioteca Comunală din Dersca
- Biblioteca Comunală din Dîngeni
- Biblioteca Comunală din Dobârceni
- Biblioteca Comunală din Drăgușeni
- Biblioteca Comunală din Durnești
- Biblioteca Comunală din Frumușica
- Biblioteca Comunală din George Enescu
- Biblioteca Comunală din Gorbănești
- Biblioteca Comunală din Hănești
- Biblioteca Comunală din Havârna
- Biblioteca Comunală din Hilișeu-Horia
- Biblioteca Comunală din Hlipiceni
- Biblioteca Comunală din Hudești
- Biblioteca Comunală din Ibănești
- Biblioteca Comunală din Leorda
- Biblioteca Comunală din Manoleasa
- Biblioteca Comunală din Mihai Eminescu
- Biblioteca Comunală din Mihăileni
- Biblioteca Comunală din Mihălășeni
- Biblioteca Comunală din Mileanca
- Biblioteca Comunală din Mitoc
- Biblioteca Comunală din Nicșeni
- Biblioteca Comunală din Păltiniș
- Biblioteca Comunală din Rădăuți Prut
- Biblioteca Comunală din Roma
- Biblioteca Comunală din Românești
- Biblioteca Comunală din Santa Mare
- Biblioteca Comunală din Șendriceni
- Biblioteca Comunală din Stăuceni
- Biblioteca Comunală din Știubieni
- Biblioteca Comunală din Suharău
- Biblioteca Comunală din Sulița
- Biblioteca Comunală din Todireni
- Biblioteca Comunală din Trușești
- Biblioteca Comunală din Tudora
- Biblioteca Comunală din Ungureni
- Biblioteca Comunală din Unțeni
- Biblioteca Comunală din Văculești
- Biblioteca Comunală din Vârfu Câmpului
- Biblioteca Comunală din Viișoara
- Biblioteca Comunală din Vlădeni
- Biblioteca Comunală din Vlăsinești
- Biblioteca Comunală din Vorniceni
- Biblioteca Comunală din Vorona
- Biblioteca Casei Corpului Didactic a Județului Botoșani
- Biblioteca Colegiului Național „Mihai Eminescu” din Botoșani
- Biblioteca Liceului de Artă „Ștefan Luchian” din Botoșani
- Biblioteca Liceului Pedagogic „Nicolae Iorga” din Botoșani
- Centrul de Documentare și Informare al Colegiului Național „A. T. Laurian” din Botoșani
- Centrul de Informare și Documentare al Colegiului Economic „Octav Onicescu” din Botoșani
- Biblioteca Școlii Gimnaziale nr. 7 din Botoșani
- Centrul de Informare și Documentare al Școlii Gimnaziale „Leon Dănăilă” din Dărăbani
- Biblioteca Colegiului Național „Grigore Ghica” din Dorohoi

## Brașov
- Biblioteca Județeană „George Barițiu” din Brașov Pagina web Arhivat în 9 august 2021, la Wayback Machine.
- Biblioteca Universității Transilvania din Brașov Pagina web
- Biblioteca Municipală din Codlea
- Biblioteca Municipală din Făgăraș
- Biblioteca Municipală din Săcele
- Biblioteca Orășenească din Ghimbav
- Biblioteca Orășenească din Predeal
- Biblioteca Orășenească din Râșnov
- Biblioteca Orășenească din Rupea
- Biblioteca Orășenească din Victoria
- Biblioteca Orășenească din Zărnești
- Biblioteca Comunală din Apața
- Biblioteca Comunală din Beclean
- Biblioteca Comunală din Bod
- Biblioteca Comunală din Bran
- Biblioteca Comunală din Budila
- Biblioteca Comunală din Bunești
- Biblioteca Comunală din Cincu
- Biblioteca Comunală din Comăna
- Biblioteca Comunală din Cristian
- Biblioteca Comunală din Crizbav
- Biblioteca Comunală din Drăguș
- Biblioteca Comunală din Dumbrăvița
- Biblioteca Comunală din Feldioara
- Biblioteca Comunală din Fundata
- Biblioteca Comunală din Hălchiu
- Biblioteca Comunală din Hărman
- Biblioteca Comunală din Hârseni
- Biblioteca Comunală din Hoghiz
- Biblioteca Comunală din Holbav
- Biblioteca Comunală din Homorod
- Biblioteca Comunală din Jibert
- Biblioteca Comunală din Lisa
- Biblioteca Comunală din Măieruș
- Biblioteca Comunală din Mândra
- Biblioteca Comunală din Moieciu de Jos
- Biblioteca Comunală din Ormeniș
- Biblioteca Comunală din Pârău
- Biblioteca Comunală din Poiana Mărului
- Biblioteca Comunală din Prejmer
- Biblioteca Comunală din Racoș
- Biblioteca Comunală din Recea
- Biblioteca Comunală din Sâmbăta de Sus
- Biblioteca Comunală din Sânpetru
- Biblioteca Comunală din Șercaia
- Biblioteca Comunală din Șinca
- Biblioteca Comunală din Șoarș
- Biblioteca Comunală din Tărlungeni
- Biblioteca Comunală din Teliu
- Biblioteca Comunală din Ticuș
- Biblioteca Comunală din Ucea
- Biblioteca Comunală din Ungra
- Biblioteca Comunală din Vama Buzăului
- Biblioteca Comunală din Viștea
- Biblioteca Comunală din Voila
- Biblioteca Comunală din Vulcan
- Biblioteca Universității Transilvania din Brașov Pagina web
- Biblioteca Universitară a Academiei Forțelor Aeriene „Henri Coandă” din Brașov Pagina web
- Biblioteca Casei Corpului Didactic a Județului Brașov
- Biblioteca Centrului Școlar pentru Educație Incluzivă „Brădet” din Săcele
- Biblioteca Colegiului National Economic „Andrei Barseanu” din Brașov
- Biblioteca Colegiului National de Informatică „Grigore Moisil” din Brașov
- Biblioteca Colegiului Național „Aprily Lajos” din Brașov
- Biblioteca Colegiului Național „Dr. Ioan Mesota” din Brașov
- Biblioteca Colegiului Tehnic de Transporturi din Brașov
- Biblioteca Colegiului Tehnic „Maria Baiulescu” din Brașov
- Biblioteca Colegiului Tehnic „Mircea Cristea” din Brașov
- Biblioteca Colegiului Tehnic „Remus Radulet” din Brașov
- Biblioteca Colegiului Tehnic „Transilvania” din Brașov
- Biblioteca Liceului Teologic Ortodox „Sfântul Constantin Brâncoveanu” din Brașov
- Biblioteca Liceului Teoretic „Johannes Honterus” din Brașov
- Biblioteca și Centrul de Informare și Documentare a Colegiului National „Andrei Saguna” din Brașov
- Centrul de Documentare si Informare al Colegiul Național „Unirea” din Brașov
- Biblioteca Școlii Gimnaziale nr. 2 „Diaconu Coresi” din Brașov
- Biblioteca Școlii Gimnaziale nr. 19 din Brașov
- Biblioteca Școlii Gimnaziale nr. 27 „Anatol Ghermanschi” din Brașov
- Centrul de Documentare si Informare al Colegiului Tehnic „Simion Mehedinti” din Codlea
- Biblioteca Colegiului Național „Doamna Stanca” din Făgăraș
- Biblioteca Colegiului Național „Radu Negru” din Făgăraș
- Biblioteca Colegiului „Aurel Vijoli” din Făgăraș
- Biblioteca Liceului „Mihail Saulescu” din Predeal
- Centrul de Informare si Documentare al Colegiului pentru Agricultură și Industrie Alimentară „Țara Bârsei” din Prejmer
- Biblioteca Colegiului Tehnic „Dr. Alexandru Barbat” din Victoria
- Biblioteca Liceului Teoretic „Ion Codru Drăgușanu” din Victoria

## Brăila
- Biblioteca Județeană „Panait Istrati” din Brăila Pagina web
- Biblioteca Orășenească din Făurei
- Biblioteca Orășenească din Ianca
- Biblioteca Orășenească din Însurăței
- Biblioteca Comunală din Bărăganu
- Biblioteca Comunală din Berteștii de Jos
- Biblioteca Comunală din Bordei Verde
- Biblioteca Comunală din Cazasu
- Biblioteca Comunală din Chiscani
- [[Biblioteca Comunală din Ciocile]
- Biblioteca Comunală din Cireșu
- Biblioteca Comunală din Dudești
- Biblioteca Comunală din Frecăței
- Biblioteca Comunală din Galbenu
- [[Biblioteca Comunală din Gemenele]
- Biblioteca Comunală din Grădiștea
- Biblioteca Comunală din Gropeni
- Biblioteca Comunală din Jirlău
- Biblioteca Comunală din Mărașu
- Biblioteca Comunală din Măxineni
- Biblioteca Comunală din Mircea Vodă
- Biblioteca Comunală din Movila Miresi
- Biblioteca Comunală din Racoviță
- Biblioteca Comunală din Râmnicelu
- Biblioteca Comunală din Romanu
- Biblioteca Comunală din Roșiori
- Biblioteca Comunală din Salcia Tudor
- Biblioteca Comunală din Scorțaru Nou
- Biblioteca Comunală din Siliște
- Biblioteca Comunală din Stăncuța
- Biblioteca Comunală din Surdila Găiseanca
- Biblioteca Comunală din Surdila Greci
- Biblioteca Comunală din Șutești
- Biblioteca Comunală din Șutești
- Biblioteca Comunală din Tichilești
- Biblioteca Comunală din Traian
- Biblioteca Comunală din Tudor Vladimirescu
- Biblioteca Comunală din Tufești
- Biblioteca Comunală din Ulmui
- Biblioteca Comunală din Unirea
- Biblioteca Comunală din Vădeni
- Biblioteca Comunală din Victoria
- Biblioteca Comunală din Vișani
- Biblioteca Comunală din Viziru
- Biblioteca Comunală din Zăvoaia
- Biblioteca Muzeului Brăilei „CAROL I” din Brăila Pagina web
- Biblioteca Casei Corpului Didactic a Județului Brăila
- Biblioteca Liceului Teoretic „Mihail Sebastian” din Brăila
- Biblioteca Colegiului Național „Nicolae Bălcescu” din Brăila
- Biblioteca Liceului Teoretic „Panait Cerna” din Brăila
- Biblioteca Liceului „Haricleea Darclee” din Brăila
- Biblioteca Școlii Gimnaziale „Mihai Eminescu” din Brăila
- Biblioteca Colegiului Național „Gheorghe Munteanu Murgoci” din Brăila

## București și Ilfov
- Biblioteca Națională a României Pagina web
- Biblioteca Academiei Române Pagina web
- Biblioteca Militară Națională Pagina web
- Biblioteca Digitală a Publicațiilor Culturale a Institutul Național al Patrimoniului din București Pagina web
- Biblioteca Metropolitană București Pagina web
- Biblioteca Orășenească din Bragadiru
- Biblioteca Orășenească din Buftea
- Biblioteca Orășenească din Otopeni
- Biblioteca Orășenească „Murialdo” din Popești-Leordeni
- Biblioteca Comunală din 1 Decembrie
- Biblioteca Comunală din Balotești
- Biblioteca Comunală din Berceni
- Biblioteca Comunală din Chiajna
- Biblioteca Comunală din Ciolpani
- Biblioteca Comunală din Ciorogârla
- Biblioteca Comunală din Clinceni
- Biblioteca Comunală din Dobroești
- Biblioteca Comunală din Găneasa
- Biblioteca Comunală din Grădiștea
- Biblioteca Comunală din Gruiu
- Biblioteca Comunală din Jilava
- Biblioteca Comunală din Moara Vlăsiei
- Biblioteca Comunală din Tunari
- Biblioteca Centrală Universitară „Carol I” din București Pagina web
- Biblioteca Sfântului Sinod Pagina web
- Biblioteca Centrală a Universității Politehnica din București Pagina web
- Biblioteca Universității de Medicină și Farmacie „Carol Davila” din București Pagina web
- Biblioteca Universității Tehnice de Construcții din Bucuresti Pagina web
- Biblioteca Biblioteca Academiei de Științe Economice din Bucuresti Pagina web
- Biblioteca Facultății de Îmbunătățiri Funciare și Ingineria Mediului a Universității de Științe Agricole și Medicină Veterinară din Bucuresti Pagina web
- Biblioteca Facultății de Medicină Veterinară a Universității de Științe Agricole și Medicină Veterinară din Bucuresti Pagina web
- Biblioteca Facultății de Management și Dezvoltare Rurală a Universității de Științe Agricole și Medicină Veterinară din Bucuresti Pagina web
- Biblioteca Universității de Artă Teatrală și Cinematografică “I.L.Caragiale” din Bucuresti
- Biblioteca Universității Naționale de Muzică din Bucuresti
- Biblioteca Universității Naționale de Arte din Bucuresti
- Biblioteca Universității Naționale de Educație Fizică și Sport din Bucuresti Pagina web
- Biblioteca Școalii Naționale de Studii Politice și Administrative din Bucuresti Pagina web
- Biblioteca Academiei de Științe Agricole și Silvice „Gheorghe Ionescu-Șișești” din Bucuresti
- Biblioteca Universității „Spiru Haret” din Bucuresti Pagina web
- Biblioteca Universității Crestine „Dimitrie Cantemi” din Bucuresti Pagina web
- Biblioteca Universității Româno-Americane din Bucuresti Pagina web
- Biblioteca Universității Adventus din Cernica Pagina web
- Biblioteca Muzeului Național de Istorie a României din București
- Biblioteca Muzeului Militar Național „Regele Ferdinand I” din București Pagina web
- Biblioteca Muzeului Național al Satului „Dimitrie Gusti” din București Pagina web
- Biblioteca Muzeului Național al Țăranului Român din București
- Biblioteca Muzeului Național de Artă al României din București
- Biblioteca Muzeului Național de Istorie a României din București
- Biblioteca Muzeului Național de Istorie Naturală din București
- Biblioteca Muzeului Național de Istorie Naturală „Grigore Antipa” din București Pagina web
- Biblioteca Institutul de Arheologie „Vasile Pârvan” al Academiei Române Pagina web
- Biblioteca Institutului Astronomic al Academiei Române Pagina web
- Biblioteca Institutului de Biologie al Academiei Române Pagina web
- Biblioteca Institutului de Cercetări Antropologice „Francisc I. Rainer” al Academiei Române Pagina web
- Biblioteca Institutului de Cercetări Juridice „Acad. Andrei Rădulescu” al Academiei Române Pagina web
- Biblioteca Institutului de Etnografie și Folclor „Constantin Brăiloiu” al Academiei Române Pagina web
- Biblioteca Institutului de Filosofie și Psihologie „Constantin Rădulescu Motru” al Academiei Române Pagina web
- Biblioteca Institutului de Istorie „Nicolae Iorga” al Academiei Române Pagina web
- Biblioteca Institutului de Istoria Artei „G. Oprescu” al Academiei Române Pagina web
- Biblioteca Institutului de Istorie a Religiilor al Academiei Române Pagina web
- Biblioteca Institutului de Lingvistică „Iorgu Iordan - Al. Rosetti” al Academiei Române
- Biblioteca Institutului de Matematică „Simion Stoilow” al Academiei Române Pagina web
- Biblioteca Institutului Național de Cercetări Economice „Costin C. Kirițescu" al Academiei Române Pagina web
- Biblioteca Institutului de Prognoză Economică al Academiei Române Pagina web
- Biblioteca Institutului de Speologie „Emil Racoviță” al Academiei Române
- Biblioteca Digitală a Publicațiilor Culturale a Institutul Național al Patrimoniului din București Pagina web
- Biblioteca Sfântului Sinod Pagina web
- Biblioteca Mănăstirii Sf. Arhangheli și Sf. Iustin Martirul și Filosoful Stavropoleos din București Pagina web
- Biblioteca Parohială Sfântul Nicolae - Dintr-o zi din București Pagina web
- Biblioteca Băncii Naționale a României Pagina web
- Biblioteca Asociației de Standardizare din România ASRO din București
- Biblioteca Asociației Generale a Inginerilor din România AGIR din București
- Biblioteca Baroului București „Avocat Victor Anagnoste” Pagina web
- Biblioteca Chimiei din București
- Biblioteca Filarmonicii „George Enescu” din București
- Biblioteca Institutului National de Cercetare-Dezvoltare in Constructii, Urbanism si Dezvoltare Teritoriala Durabila URBAN-INCERC din București Pagina web
- Biblioteca Uniunii Arhitecților din România Pagina web
- Biblioteca „Nicolae Georgescu Roëgen” a Institutului Național de Statistică din București Pagina web
- Biblioteca Institutului de Investigare a Crimelor Comunismului și Memoria Exilului Românesc Pagina web
- Biblioteca Institutului de Cercetări pentru Mașini Electrice și Transformatoare ICPE-ME S.A. din București
- Biblioteca Centrului Național de Politici și Evaluare în Educație din București
- Biblioteca Institutului Diplomatic Român din București
- Biblioteca Institutului Național de Medicină Veterinară „Pasteur” din București
- Biblioteca Muzeului de Artă Recentă din București Pagina web
- Biblioteca Muzeului Universității din București Pagina web
- Biblioteca Muzeului Universității Politehnice din București
- Biblioteca Națională de Fizică „Horia Hulubei” din București Pagina web
- Biblioteca Arhivelor Naționale ale României Pagina web
- Biblioteca Geologică Națională a Institutului Geologic al României Pagina web
- Biblioteca Institutului Național de Cercetare Dezvoltare Medico-Militară „Cantacuzino” din București
- Biblioteca Universitară a Academiei Naționale de Apărare „Carol I” din București
- Biblioteca Universitară a Academiei Tehnice Militară „Ferdinand I” din București
- Biblioteca Academiei de Poliție „Alexandru Ioan Cuza” din București
- Biblioteca Muzeului Municipiului București Pagina web
- Biblioteca Regelui Ferdinand - Muzeul Național Cotroceni Pagina web
- Biblioteca Oficiului de Stat pentru Invenții și Mărci Pagina web
- Biblioteca Observatorului Astronomic „Amiral Vasile Urseanu” din București
- Mediateca Institutului Francez Pagina web
- Mediateca Institutului Francez Pagina web
- Biblioteca „Luis Rosales” a Institutului Cervantes Pagina web
- Biblioteca Institutului Cultural Maghiar din București Pagina web
- Biblioteca Institutului Goethe din București
- Biblioteca Institutului Italian de Cultură din București Pagina web
- Biblioteca și Centrul de Informare și Documentare în Drept European din București
- Biblioteca „Martha Bibescu” a Centrului de Cultură Palatele Brâncovenești din Mogoșoaia
- Fundațiunea „Regele Ferdinand I”
- Așezămintele Ionel I.C. Brătianu[7]
- Biblioteca Pedagogică Națională „I. C. Petrescu” din București
- Biblioteca Casei Corpului Didactic București
- Biblioteca Liceului Tehnologic Special „Regina Elisabeta” din București
- Biblioteca Colegiului Economic „Costin C. Kirițescu” din București
- Biblioteca Colegiului Economic „A. D. Xenopol” din București
- Biblioteca Colegiului Bilingv „George Coșbuc” din București
- Biblioteca Colegiului Economic „Hermes” din București
- Biblioteca Colegiului Economic „Virgil Madgearu” din București
- Biblioteca Colegiului German Goethe din București
- Biblioteca Colegiului Național „Cantemir-Vodă” din București
- Biblioteca Colegiului Național „Emil Racoviță” din București
- Biblioteca Colegiului Național „Gheorghe Lazăr” din București
- Biblioteca Colegiului Național „Gheorghe Șincai” din București
- Biblioteca Colegiului Național „Grigore Moisil” din București
- Biblioteca Colegiului Național „I. L. Caragiale” din București
- Biblioteca Colegiului Național „Ion Creangă” din București
- Biblioteca Colegiului Național „Ion Neculce” din București
- Biblioteca Colegiului Național „Matei Basarab” din București
- Biblioteca Colegiului Național „Mihai Eminescu” din București
- Biblioteca Colegiului Național „Mihai Viteazul” din București
- Biblioteca Colegiului Național „Școala Centrală” din București
- Biblioteca Colegiului Național „Sfântul Sava” din București
- Biblioteca Colegiului Național „Spiru Haret” din București
- Biblioteca Colegiului Național „Victor Babeș” din București
- Centrul de Documentare și Informare al Colegiului Național de Informatică „Tudor Vianu” din București
- Biblioteca și Centrul de Documentare și Informare al Colegiului Național „Elena Cuza” din București
- Centrul de Informare și Documentare și Biblioteca Colegiului Național „Nicu Gane” din București
- Biblioteca Colegiului Tehnic „Costin D. Nenițescu” din București
- Biblioteca Colegiului Tehnologic „Viaceslav Harnaj” din București
- Biblioteca și Centrul de Documentare și Informare al Colegiului Tehnic de Industrie Alimentară din București
- Biblioteca Liceului Internațional de Informatică din București
- Biblioteca Liceului Tehnologic „Antim Ivireanu” din București]
- Biblioteca Liceului Teoretic „Benjamin Franklin” din București
- Biblioteca Liceului Teoretic  Bilingv „Miguel de Cervantes” din București
- Biblioteca Liceului Teoretic Național din București
- Biblioteca Liceului Teoretic „Școala Europeană” din București
- Biblioteca Liceului Teoretic „C. A. Rosetti” din București
- Biblioteca Liceului Teoretic „Dante Alighieri” din București
- Biblioteca Liceului Teoretic „Marin Preda” din București
- Biblioteca Liceului Teoretic „Dimitrie Bolintineanu” din București
- Biblioteca Liceului Teoretic „Alexandru Ioan Cuza” din București
- Biblioteca Liceului Teoretic „Alexandru Vlahuță” din București
- Biblioteca Liceului Teoretic „Decebal” din București
- Biblioteca Liceului Teoretic „Ion Barbu” din București
- Biblioteca Liceului Teoretic „Mihail Sadoveanu” din București
- Biblioteca Liceului Teoretic „Nicolae Iorga” din București
- Centrul de Documentare și Informare al Liceului Teoretic „Lucian Blaga” din București
- Biblioteca Liceului Vocațional de Arte Plastice „Hans Mattis-Teutsch” din București
- Biblioteca Liceului „George Călinescu” din București
- Biblioteca Liceului „Jean Monet” din București
- Biblioteca și Centrul de Documentare al Școlii Superioare Comerciale „Nicolae Kretzulescu” din București
- Biblioteca Școlii Gimnaziale nr. 28 din București
- Biblioteca Școlii Gimnaziale nr. 79 „Academician Nicolae Teodorescu” din București
- Biblioteca Școlii Gimnaziale nr. 59 din București
- Biblioteca Școlii Gimnaziale nr. 88 din București
- Biblioteca Școlii Gimnaziale nr. 92 din București
- Biblioteca Școlii Gimnaziale nr. 97 din București
- Biblioteca Școlii Gimnaziale nr. 129 din București
- Biblioteca Școlii Gimnaziale nr. 197 din București
- Biblioteca Școlii Gimnaziale „Petre Ghelmez” din București
- Biblioteca Școlii Gimnaziale „Nicolae Titulescu” din București
- Biblioteca Școlii Gimnaziale „Regele Mihai I” din București
- Biblioteca Școlii Gimnaziale „Sfinții Constantin și Elena” din București
- Biblioteca Școlii Gimnaziale „I. G. Duca”” din București
- Biblioteca Școlii Gimnaziale „Tudor Arghezi” din București
- Biblioteca Școlii Gimnaziale „Herăstrău” din București
- Biblioteca Școlii Gimnaziale „Pia Brătianu” din București
- Biblioteca Școlii nr. 80 din București
- Biblioteca Școlii nr. 84 din București
- Biblioteca și Centrul de Documentare și Informare al Școlii Gimnaziale „Principesa Margareta” din București
- Biblioteca Școlii Gimnaziale „Maica Domnului” din București
- Centrul de Informare și Documentare al Colegiului Silvic „Theodor Pietraru” din Brănești
- Centrul De Documentare și Informare din Cernica
- Biblioteca Liceului „Ioan Petruș” din Otopeni

## Buzău
- Biblioteca Județeană „Vasile Voiculescu” din Buzău Pagina web
- Biblioteca Municipală „Corneliu Coposu” din Râmnicu Sărat
- Biblioteca Orășenească din Nehoiu
- Biblioteca Orășenească „Irineu Mihălcescu” din Pătârlagele
- Biblioteca Orășenească „I. A. Rădulescu” din Pogoanele
- Biblioteca Comunală „Adrian Cojocaru” din Amaru
- Biblioteca Comunală din Bălăceanu
- Biblioteca Comunală din Balta Alba
- Biblioteca Comunală din Beceni
- Biblioteca Comunală din Berca
- Biblioteca Comunală din Bisoca
- Biblioteca Comunală din Blăjani
- Biblioteca Comunală din Boldu
- Biblioteca Comunală „Ion Lupu” din Bozioru
- Biblioteca Comunală din Brădeanu
- Biblioteca Comunală „Moș Tarcoci” din Brăiești
- Biblioteca Comunală „Ovidiu Bădina” din Breaza
- Biblioteca Comunală din Buda
- Biblioteca Comunală din C.A. Rosetti
- Biblioteca Comunală din Calvini
- Biblioteca Comunală din Cănești
- Biblioteca Comunală din Cătina
- Biblioteca Comunală „Ion Baiesu” din Cernătești
- Biblioteca Comunală „Constantin Giurescu” din Chiojdu
- Biblioteca Comunală din Chiliile
- Biblioteca Comunală „Nicolae Tăutu” din Cislău
- Biblioteca Comunală din Cilibia
- Biblioteca Comunală din Cochirleanca
- Biblioteca Comunală „Mihai Eminescu” din Colți
- Biblioteca Comunală din Costești
- Biblioteca Comunală din Cozieni
- Biblioteca Comunală din Florica
- Biblioteca Comunală din Gălbinași
- Biblioteca Comunală din Ghergheasa
- Biblioteca Comunală „Ion S. Gherassi” din Gherășeni
- Biblioteca Comunală din Glodeanu Sărat
- Biblioteca Comunală din Glodeanu Siliștea
- Biblioteca Comunală „Constantin Echimescu” din Grebănu
- Biblioteca Comunală „Gabriel Cocora” din Gura Teghii
- Biblioteca Comunală din Largu
- Biblioteca Comunală „D. Serbescu” din Lopătari
- Biblioteca Comunală din Luciu
- Biblioteca Comunală din Măgura
- Biblioteca Comunală din Mânzălești
- Biblioteca Comunală din Mărăcineni
- Biblioteca Comunală din Mărgăritești
- Biblioteca Comunală „N. Gr. Mihăescu-Nigrim” din Merei
- Biblioteca Comunală din Mihăilești
- Biblioteca Comunală din Movila Banului
- Biblioteca Comunală din Murgești
- Biblioteca Comunală din Năeni
- Biblioteca Comunală din Odăile
- Biblioteca Comunală din Padina
- Biblioteca Comunală din Pănătău
- Biblioteca Comunală din Pardosi
- Biblioteca Comunală „V. Voiculescu” din Parscov
- Biblioteca Comunală „Al. Odobescu” din Pietroasele
- Biblioteca Comunală din Podgoria
- Biblioteca Comunală din Poșta Câlnău
- Biblioteca Comunală din Puiești
- Biblioteca Comunală din Racovițeni
- Biblioteca Comunală din Râmnicelu
- Biblioteca Comunală din Robeasca
- Biblioteca Comunală „Dimitrie Gusti” din Rușețu
- Biblioteca Comunală din Săgeata
- Biblioteca Comunală din Săhăteni
- Biblioteca Comunală din Sapoca
- Biblioteca Comunală din Sărulești
- Biblioteca Comunală din Scorțoasa
- Biblioteca Comunală din Scutelnici
- Biblioteca Comunală din Siriu
- Biblioteca Comunală „Ilie I. Mirea” din Smeeni
- Biblioteca Comunală „Dr. Constantin Angelescu” din Stâlpu
- Biblioteca Comunală „Traian și Dimitrie Ionescu-Nișcov” din Tisău
- Biblioteca Comunală „Ion Aristote” din Topliceni
- Biblioteca Comunală din Țintești
- Biblioteca Comunală din Ulmeni
- Biblioteca Comunală din Unguriu
- Biblioteca Comunală „Silviu Neguți” din Vadu Pașii
- Biblioteca Comunală din Valea Salciei
- Biblioteca Comunală „George Băiculescu” din Valea Râmnicului
- Biblioteca Comunală din Vâlcelele
- Biblioteca Comunală „Vasile Carlova” din Vernești
- Biblioteca Comunală din Vintilă Vodă
- Biblioteca Comunală „Ion Caroian” din Viperești
- Biblioteca Comunală din Zărnești
- Biblioteca Comunală din Ziduri
- Biblioteca Școlii Militare de Maiștri Militari și Subofițeri a Forțelor Aeriene „Traian Vuia” din Boboc Pagina web
- Biblioteca Casei Corpului Didactic a Județului Buzău
- Biblioteca Colegiului Național „Mihai Eminescu” din Buzău
- Biblioteca „B. Iorgulescu” a Colegiului Național „B. P. Hașdeu” din Buzău
- Biblioteca Colegiului Național Economic din Buzău
- Biblioteca Colegiului Tehnic din Buzău
- Biblioteca Colegiului Agricol „Dr. C. Angelescu” din Buzău
- Biblioteca Liceului Tehnologic „Henri Coandă” din Buzău
- Biblioteca Liceului Tehnologic „Grigore C. Moisil” din Buzău
- Biblioteca Liceului Tehnologic „Dimitrie Filipescu” din Buzău
- Biblioteca Liceului Tehnologic „Costin Nenițescu” din Buzău
- Biblioteca Liceului cu Program Sportiv „Iolanda Balaș Soter” din Buzău
- Biblioteca Liceului de Artă „Margareta Sterian” din Buzău
- Biblioteca Liceului pentru Deficienți de Vedere din Buzău
- Biblioteca Liceului Tehnologic de Meserii și Servicii din Buzău
- Biblioteca Liceului Teoretic „Al. Marghiloman” din Buzău
- Biblioteca Liceului „Spiru Haret” din Buzău
- Biblioteca Școlii cu clasele I-VIII „Nicolae Titulescu” din Buzău
- Biblioteca Școlii cu clasele I-VIII „Căpitan Aviator Mircea T. Bădulescu” din Buzău
- Biblioteca Școlii cu clasele I-VIII nr. 7 din Buzău
- Biblioteca Școlii cu clasele I-VIII „Nicu Constantinescu” din Buzău
- Biblioteca Școlii cu clasele I-VIII „Episcop Dionisie Romano” din Buzău
- Biblioteca Școlii cu clasele I-VIII „Petre și Hrisula Zangopol” din Buzău
- Biblioteca Colegiului Național „Alexandru Vlahuță” din Râmnicu Sărat
- Biblioteca Școlii Gimnaziale „Mihai Eminescu” din Buhuși

## Caraș-Severin
- Biblioteca Județeană „Paul Iorgovici” din Reșița Pagina web
- Biblioteca Municipală „Mihail Halic” din Caransebeș
- Biblioteca Orășenească din Anina
- Biblioteca Orășenească „Nicolae Stoica de Hațeg” din Băile Herculane
- Biblioteca Orășenească „Tata Oancea” din Bocșa
- Biblioteca Orășenească din Moldova Nouă
- Biblioteca Orășenească „Simeon Mangiuca” din Oravița
- Biblioteca Orășenească din Oțelu Roșu
- Biblioteca Comunală din Armeniș
- Biblioteca Comunală din Bănia
- Biblioteca Comunală din Bautar
- Biblioteca Comunală din Berzasca
- Biblioteca Comunală din Berzovia
- Biblioteca Comunală din Bolvașnița
- Biblioteca Comunală din Bozovici
- Biblioteca Comunală din Buchin
- Biblioteca Comunală din Carasova
- Biblioteca Comunală din Ciclova Română
- Biblioteca Comunală din Ciuchici
- Biblioteca Comunală din Constantin Daicoviciu
- Biblioteca Comunală din Copacele
- Biblioteca Comunală din Dalboset
- Biblioteca Comunală din Doclin
- Biblioteca Comunală din Dognecea
- Biblioteca Comunală din Domasnea
- Biblioteca Comunală din Eftimie Murgu
- Biblioteca Comunală din Farliug
- Biblioteca Comunală din Grădinari
- Biblioteca Comunală din Iablanita
- Biblioteca Comunală din Lăpusnicu Mare
- Biblioteca Comunală din Luncavita
- Biblioteca Comunală din Marga
- Biblioteca Comunală din Măureni
- Biblioteca Comunală din Mehadia
- Biblioteca Comunală din Mehadica
- Biblioteca Comunală din Obreja
- Biblioteca Comunală din Pojejena
- Biblioteca Comunală din Prigor
- Biblioteca Comunală din Răcăsdia
- Biblioteca Comunală din Râmna
- Biblioteca Comunală din Rusca Montana
- Biblioteca Comunală din Sacu
- Biblioteca Comunală din Slatina Timiș
- Biblioteca Comunală din Socol
- Biblioteca Comunală din Sopotu Nou
- Biblioteca Comunală din Teregova
- Biblioteca Comunală din Ticvaniu Mare
- Biblioteca Comunală din Topleț
- Biblioteca Comunală din Turnu Ruieni
- Biblioteca Comunală din Zăvoi
- Biblioteca Muzeului Banatului Montan din Reșița
- Biblioteca Casei Corpului Didactic a Județului Caraș-Severin
- Biblioteca Colegiului Național „Traian Lalescu” din Reșița
- Biblioteca Colegiului Național „Mircea Eliade” din Reșița
- Biblioteca Colegiului Național „Diaconovici-Tietz” din Reșița
- Biblioteca Colegiului Tehnic Cărăsan din Reșița
- Biblioteca Liceului Teoretic „Traian Vuia” din Reșița
- Biblioteca Școlii Gimnaziale „Mihai Peia” din Resita
- Biblioteca Liceului „Mathias Hammer” din Anina
- Biblioteca Liceului „Hercules” din Băile Herculane
- Biblioteca Liceului Tehnologic „Constantin Lucaci” din Bocșa
- Biblioteca Liceului Tehnologic „Dacia” din Caransebeș
- Biblioteca Liceului Bilingv Româno-Croat din Carașova
- Biblioteca Școlii Gimnaziale din Măureni
- Biblioteca Școlii Gimnaziale „Mihai Novac” din Sasca Montană

## Călărași
- Biblioteca Județeană „Alexandru Odobescu” din Călărași Pagina web
- Biblioteca Municipală din Oltenița
- Biblioteca Orășenească din Budești
- Biblioteca Orășenească din Fundulea
- Biblioteca Orășenească din Lehliu Gară
- Biblioteca Comunală din Alexandru Odobescu
- Biblioteca Comunală din Belciugatele
- Biblioteca Comunală din Borcea
- Biblioteca Comunală din Căscioarele
- Biblioteca Comunală din Chirnogi
- Biblioteca Comunală din Chiselet
- Biblioteca Comunală din Ciocănești
- Biblioteca Comunală din Crivaț
- Biblioteca Comunală din Cuza Vodă
- Biblioteca Comunală „Peneș Curcanu” din Curcani
- Biblioteca Comunală din Dor Marunt
- Biblioteca Comunală din Dorobanțu
- Biblioteca Comunală din Dragalina
- Biblioteca Comunală din Dragoș-Vodă
- Biblioteca Comunală din Frăsinet
- Biblioteca Comunală din Frumușani
- Biblioteca Comunală din Fundeni
- Biblioteca Comunală din Gălbinași
- Biblioteca Comunală din Grădiștea
- Biblioteca Comunală din Ileana
- Biblioteca Comunală din Independența
- Biblioteca Comunală din Jegălia
- Biblioteca Comunală din Lehliu Sat
- Biblioteca Comunală din Luica
- Biblioteca Comunală „Mihail Vulpescu” din Lupșanu
- Biblioteca Comunală din Mănăstirea
- Biblioteca Comunală din Mitreni
- Biblioteca Comunală din Modelu
- Biblioteca Comunală din Nana
- Biblioteca Comunală din Nicolae Bălcescu
- Biblioteca Comunală din Perișoru
- Biblioteca Comunală din Plătărești
- Biblioteca Comunală din Radovanu
- Biblioteca Comunală din Sărulești
- Biblioteca Comunală din Sohatu
- Biblioteca Comunală din Șoldanu
- Biblioteca Comunală din Spanțov
- Biblioteca Comunală din Ștefan cel Mare
- Biblioteca Comunală din Ștefan Vodă
- Biblioteca Comunală din Tămădău Mare
- Biblioteca Comunală din Ulmeni
- Biblioteca Comunală din Ulmu
- Biblioteca Comunală din Unirea
- Biblioteca Comunală din Vălcelele
- Biblioteca Comunală din Valea Argovei
- Biblioteca Comunală din Vasilați
- Biblioteca Comunală din Vlad Țepeș
- Biblioteca Casei Corpului Didactic a Județului Călărași
- Biblioteca Colegiului Tehnic „Stefan Banulescu” din Călărași
- Biblioteca Liceului Teoretic „Mihai Eminescu” din Călărași
- Biblioteca Școlii cu clasele I-VIII „Tudor Vladimirescu” din Călărași
- Biblioteca Școlii Gimnaziale „Mircea Vodă” din Călărași
- Biblioteca Școlii Gimnaziale „Mihai Viteazul” din Călărași
- Biblioteca Școlii Gimnaziale „Nicolae Titulescu” din Călărași
- Biblioteca Școlii Gimnaziale Specială nr. 1 din Călărași
- Centrul de Informare si Documentare al Școlii Gimnaziale „Iancu Rosett” din Călărași
- Biblioteca Școlii din Dichiseni
- Biblioteca Școlii Gimnaziale nr. 1 din Dor Mărunt
- Biblioteca Școlii Gimnaziale nr. 1 din Dragoș-Vodă
- Biblioteca Liceului Tehnologic nr. 1 din Fundulea
- Biblioteca Liceului Tehnologic „Nicolae Bălcescu” din Oltenița
- Biblioteca Liceului Tehnologic „Ion Ghica” din Oltenița
- Biblioteca Școlii Gimnaziale din Răzvani
- Centrul de Documentare si Informare al Școlii Gimnaziale „Dragos Marin” din Stefan Cel Mare

## Cluj
- Biblioteca Județeană „Octavian Goga” din Cluj-Napoca Pagina web
- Biblioteca Municipală din Câmpia Turzii
- Biblioteca Municipală din Dej
- Biblioteca Municipală din Gherla
- Biblioteca Municipală din Turda
- Biblioteca Orășenească din Huedin
- Biblioteca Comunală din Aluniș
- Biblioteca Comunală din Aghireș
- Biblioteca Comunală din Așchileu
- Biblioteca Comunală din Apahida
- Biblioteca Comunală din Baciu
- Biblioteca Comunală din Băișoara
- Biblioteca Comunală din Beliș
- Biblioteca Comunală din Bobâlna
- Biblioteca Comunală din Bonțida
- Biblioteca Comunală din Borșa
- Biblioteca Comunală din Buza
- Biblioteca Comunală din Căian
- Biblioteca Comunală din Călărași
- Biblioteca Comunală din Călățele
- Biblioteca Comunală din Cămărașu
- Biblioteca Comunală din Căpușu Mare
- Biblioteca Comunală din Cășei
- Biblioteca Comunală din Cătina
- Biblioteca Comunală din Câțcău
- Biblioteca Comunală din Ceanu Mare
- Biblioteca Comunală din Chinteni
- Biblioteca Comunală din Chiuiești
- Biblioteca Comunală din Ciucea
- Biblioteca Comunală din Ciurila
- Biblioteca Comunală din Cojocna
- Biblioteca Comunală din Cornești
- Biblioteca Comunală din Cuzdrioara
- Biblioteca Comunală din Dăbâca
- Biblioteca Comunală din Feleacu
- Biblioteca Comunală din Fizeșu Gherlii
- Biblioteca Comunală din Florești
- Biblioteca Comunală din Frata
- Biblioteca Comunală din Geaca
- Biblioteca Comunală din Gârbău
- Biblioteca Comunală din Gilău
- Biblioteca Comunală din Iara
- Biblioteca Comunală din Iclod
- Biblioteca Comunală din Izvorul Crișului
- Biblioteca Comunală din Jichișu de Jos
- Biblioteca Comunală din Jucu
- Biblioteca Comunală din Luna
- Biblioteca Comunală din Mănăstireni
- Biblioteca Comunală din Măguri-Răcătău
- Biblioteca Comunală din Mărgău
- Biblioteca Comunală din Mărișel
- Biblioteca Comunală din Mica
- Biblioteca Comunală din Mihai Viteazu
- Biblioteca Comunală din Mintiu Gherlii
- Biblioteca Comunală din Mociu
- Biblioteca Comunală din Moldovenești
- Biblioteca Comunală din Negreni
- Biblioteca Comunală din Palatca
- Biblioteca Comunală din Panticeu
- Biblioteca Comunală din Petreștii de Jos
- Biblioteca Comunală din Ploscoș
- Biblioteca Comunală din Poieni
- Biblioteca Comunală din Râșca
- Biblioteca Comunală din Recea-Cristur
- Biblioteca Comunală din Săcuieu
- Biblioteca Comunală din Săndulești
- Biblioteca Comunală din Săvădisla
- Biblioteca Comunală din Sâncraiu
- Biblioteca Comunală din Sânmartin
- Biblioteca Comunală din Sânpaul
- Biblioteca Comunală din Sic
- Biblioteca Comunală din Suatu
- Biblioteca Comunală din Tritenii de Jos
- Biblioteca Comunală din Tureni
- Biblioteca Comunală din Țaga
- Biblioteca Comunală din Unguraș
- Biblioteca Comunală din Vad
- Biblioteca Comunală din Valea Ierii
- Biblioteca Comunală din Viișoara
- Biblioteca Comunală din Vultureni
- Biblioteca Centrală Universitară „Lucian Blaga” din Cluj-Napoca Pagina web
- Biblioteca „Valeriu Bologa" a Universității de Medicină și Farmacie „Iuliu Hațieganu" din Cluj-Napoca Pagina web
- Biblioteca Universității Tehnice din Cluj-Napoca Pagina web
- Biblioteca Universității de Științe Agricole și Medicină Veterinară din Cluj-Napoca Pagina web
- Biblioteca Academiei Naționale de Muzică „Gheorghe Dima” din Cluj-Napoca Pagina web
- Biblioteca Universității de Artă și Design din Cluj-Napoca
- Biblioteca Institutului pentru Studierea Problemelor Minorităților Naționale din Cluj-Napoca Pagina web
- Biblioteca Institutului de Arheologie și Istoria Artei din Cluj-Napoca al Academiei Române Pagina web
- Biblioteca Institutului de Istorie „George Barițiu” din Cluj-Napoca al Academiei Române Pagina web
- Biblioteca Institutului pentru Studierea Problemelor Minorităților Naționale din Cluj-Napoca Pagina web
- Biblioteca Muzeului Etnografic al Transilvaniei din Cluj-Napoca Pagina web
- Biblioteca Muzeului Național de Istorie a Transilvaniei din Cluj-Napoca Pagina web
- Biblioteca Casei Corpului Didactic a Județului Cluj
- Biblioteca Colegiului de Muzică „Sigismund Toduță” din Cluj-Napoca
- Biblioteca Colegiului Național Pedagogic „Gheorghe Lazăr” din Cluj-Napoca
- Biblioteca Colegiului Național „Emil Racoviță” din Cluj-Napoca
- Biblioteca Colegiului Național „Gheorghe Șincai” din Cluj-Napoca
- Biblioteca Colegiului Tehnic de Comunicații „Augustin Maior” din Cluj-Napoca
- Biblioteca Colegiului Tehnic de Construcții „Anghel Saligny” din Cluj-Napoca
- Biblioteca Colegiului Tehnic „Napoca” din Cluj-Napoca
- Biblioteca Liceului Tehnologic de Protecția Mediului din Cluj-Napoca
- Biblioteca Liceului de Informatică „Tiberiu Popoviciu” din Cluj-Napoca
- Biblioteca Liceului Tehnologic Special pentru Deficiențe de Auz din Cluj-Napoca
- Biblioteca Colegiului Tehnic „Edmond Nicolau” din Cluj-Napoca
- Biblioteca Colegiului „Ana Aslan” din Cluj-Napoca
- Biblioteca Liceului de Arte Plastice „Romulus Ladea” din Cluj-Napoca
- Biblioteca Liceului Teoretic „Apáczai Csere János” din Cluj-Napoca
- Biblioteca Liceului Teoretic „Avram Iancu” din Cluj-Napoca
- Biblioteca Liceului Teoretic „Bathory Istvan” din Cluj-Napoca
- Biblioteca Liceului Teoretic „Nicolae Bălcescu” din Cluj-Napoca
- Biblioteca Liceului Teoretic „Lucian Blaga” din Cluj-Napoca
- Biblioteca Liceului Teoretic „Onisifor Ghibu” din Cluj-Napoca
- Centrul de Documentare și Informare a Liceului Teoretic „Mihai Eminescu” din Cluj-Napoca
- Centrul de Documentare și Informare al Liceului Tehnologic „Alexandru Borza” din Cluj-Napoca
- Biblioteca Școlii „Constantin Brâncuși” din Cluj-Napoca
- Biblioteca Școlii „Ioan Bob” din Cluj-Napoca
- Biblioteca Școlii „Radu Stanca” din Cluj-Napoca
- Biblioteca Școlii „David Prodan” din Cluj-Napoca
- Biblioteca Colegiului Tehnic „Victor Ungureanu” din Câmpia Turzii
- Biblioteca Liceului Teoretic „Pavel Dan” din Câmpia Turzii
- Biblioteca Școlii cu clasele I-VIII „Mihai Viteazul” din Câmpia Turzii
- Biblioteca Colegiului Național „Andrei Mureșanu” din Dej
- Biblioteca Liceului Teoretic „Alexandru Papiu Ilarian” din Dej
- Biblioteca Liceului Teoretic „Octavian Goga” din Huedin
- Biblioteca Liceului Tehnologic „Vlădeasa” din Huedin
- Biblioteca Colegiului Național „Mihai Viteazul” din Turda
- Biblioteca Colegiului Tehnic din Turda
- Biblioteca Colegiului Tehnic „Dr. Ioan Rațiu” din Turda
- Biblioteca Școlii „Teodor Murășanu” din Turda
- Biblioteca Școlii cu clasele I-VIII „Mihai Vodă” din Mihai Viteazu

## Constanța
- Biblioteca Județeană „Ioan N. Roman” din Constanța[8] Pagina web
- Biblioteca Municipală din Medgidia
- Biblioteca Municipală din Mangalia
- Biblioteca Orășenească din Cernavodă
- Biblioteca Orășenească din Eforie
- Biblioteca Orășenească din Hârșova
- Biblioteca Orășenească din Murfatlar
- Biblioteca Orășenească „Pontus Euxinus” din Năvodari
- Biblioteca Orășenească din Negru Vodă
- Biblioteca Orășenească din Ovidiu
- Biblioteca Orășenească din Techirghiol
- Biblioteca Comunală din 23 August
- Biblioteca Comunală din Adamclisi
- Biblioteca Comunală din Agigea
- Biblioteca Comunală din Albești
- Biblioteca Comunală din Aliman
- Biblioteca Comunală din Amzacea
- Biblioteca Comunală din Castelu
- Biblioteca Comunală din Cerchezu
- Biblioteca Comunală din Chirnogieni
- Biblioteca Comunală din Ciobanu
- Biblioteca Comunală din Ciocârlia
- Biblioteca Comunală din Cobadin
- Biblioteca Comunală din Cogealac
- Biblioteca Comunală din Comana
- Biblioteca Comunală din Corbu
- Biblioteca Comunală din Costinești
- Biblioteca Comunală din Crucea
- Biblioteca Comunală din Cumpăna
- Biblioteca Comunală din Deleni
- Biblioteca Comunală din Dobromir
- Biblioteca Comunală din Dumbrăveni
- Biblioteca Comunală din Garliciu
- Biblioteca Comunală din Horia
- Biblioteca Comunală din Independența
- Biblioteca Comunală din Ion Corvin
- Biblioteca Comunală din Istria
- Biblioteca Comunală din Limanu
- Biblioteca Comunală din Lipnița
- Biblioteca Comunală din Lumina
- Biblioteca Comunală din Mereni
- Biblioteca Comunală din Mihai Viteazu
- Biblioteca Comunală din Mihail Kogălniceanu
- Biblioteca Comunală din Mircea Vodă
- Biblioteca Comunală din Nicolae Bălcescu
- Biblioteca Comunală din Oltina
- Biblioteca Comunală din Ostrov
- Biblioteca Comunală din Pantelimon
- Biblioteca Comunală din Pecineaga
- Biblioteca Comunală din Peștera
- Biblioteca Comunală din Poarta Albă
- Biblioteca Comunală din Săcele
- Biblioteca Comunală din Saraiu
- Biblioteca Comunală din Siliștea
- Biblioteca Comunală din Târgușor
- Biblioteca Comunală din Topalu
- Biblioteca Comunală din Topraisar
- Biblioteca Comunală din Tortoman
- Biblioteca Comunală din Tuzla
- Biblioteca Comunală din Valu lui Traian
- Biblioteca Comunală din Vulturu
- Biblioteca Universității Maritime din Constanța Pagina web
- Biblioteca Universitară „Ioan Popișteanu” a Universității „Ovidius” din Constanța Pagina web
- Biblioteca Universitară „Comandor Eugeniu Botez” a Academiei Navale „Mircea cel Bătrân” din Constanța Pagina web
- Biblioteca Muzeului de Istorie Națională și Arheologie din Constanța Pagina web
- Biblioteca Școlii Militare de Maiștri Militari și Subofițeri a Forțelor Navale „Amiral Ion Murgescu” din Constanța
- Biblioteca Centrului de scafandri al Forțelor Navale din Constanța Pagina web
- Biblioteca Casei Corpului Didactic a Județului Constanța
- Biblioteca Colegiului Național Pedagogic „Constantin Brătescu” din Constanța
- Biblioteca Colegiului Național „Mircea cel Bătrân” din Constanța
- Biblioteca Colegiului Teoretic „Traian” din Constanța
- Biblioteca Colegiul Comercial „Carol I” din Constanța
- Biblioteca Liceului Teoretic „Ovidius” din Constanța
- Centrul de Formare și Documentare al Liceului Teoretic „George Călinescu” din Constanța
- Biblioteca Școlii Gimnaziale nr. 28 „Dan Barbilian” din Constanța
- Centrul de Informare și Documentare al Liceului Teoretic „Anghel Saligny” din Cernavodă
- Biblioteca Liceului Teoretic „Callatis” din Mangalia
- Biblioteca Liceului Teoretic „Nicolae Bălcescu” din Medgidia
- Centrul de Documentare și Informare „Alfa & Omega” al Liceului Tehnologic „Nicolae Titulescu” din Medgidia
- [Biblioteca Școlii gimnaziale „Constantin Brâncuși” din Medgidia]]
- Biblioteca Liceului Teoretic „Mihail Kogălniceanu” din Mihail Kogălniceanu

## Covasna
- Biblioteca Județeană „Bod Péter” din Sfântu Gheorghe Pagina web
- Biblioteca Orășenească „Gyulai Líviusz” din Baraolt
- Biblioteca Orășenească din Covasna
- Biblioteca Orășenească din Întorsura Buzăului
- Biblioteca Orășenească „Báró Wesselényi Miklós” din Târgu Secuiesc
- Biblioteca Comunală din Aita Mare
- Biblioteca Comunală din Arcuș
- Biblioteca Comunală din Barcani
- Biblioteca Comunală din Bățanii Mari
- Biblioteca Comunală din Belin
- Biblioteca Comunală din Bodoc
- Biblioteca Comunală din Boroșneu Mare
- Biblioteca Comunală din Brateș
- Biblioteca Comunală din Brăduț
- Biblioteca Comunală din Brețcu
- Biblioteca Comunală din Cătălina
- Biblioteca Comunală „Sylvester Lajos” din Cernat
- Biblioteca Comunală din Chichiș
- Biblioteca Comunală din Comandău
- Biblioteca Comunală din Dobârlău
- Biblioteca Comunală din Estelnic
- Biblioteca Comunală din Ghelința
- Biblioteca Comunală din Ghidfalău
- Biblioteca Comunală din Hăghig
- Biblioteca Comunală „Fábián Ernő” din Ilieni
- Biblioteca Comunală din Lemnia
- Biblioteca Comunală din Micfalău
- Biblioteca Comunală din Moacșa
- Biblioteca Comunală din Ojdula
- Biblioteca Comunală din Ozun
- Biblioteca Comunală din Poian
- Biblioteca Comunală din Reci
- Biblioteca Comunală „Kemény Zsigmond” din Sânzieni
- Biblioteca Comunală din Sita Buzăului
- Biblioteca Comunală din Turia
- Biblioteca Comunală din Valea Crișului
- Biblioteca Comunală din Vâlcele
- Biblioteca Comunală din Vârghiș
- Biblioteca Comunală din Zagon
- Biblioteca Comunală „Fejér Miklós” din Zăbala
- Biblioteca Muzeului Național Secuiesc din Sfântu Gheorghe Pagina web Arhivat în 8 octombrie 2021, la Wayback Machine.
- Biblioteca Casei Corpului Didactic a Județului Covasna
- Biblioteca Liceului de Arte „Plugor Sandor” din Sfântu Gheorghe
- Biblioteca Liceului Teoretic „Mikes Kelemen” din Sfântu Gheorghe
- Biblioteca Liceului „Korösi Csoma Sándor” din Covasna
- Biblioteca Liceului Teoretic „Mircea Eliade” din Întorsura Buzăului
- Biblioteca Școlii gimnaziale „Boloni Farkas Sandor” din Belin

## Dâmbovița
- Biblioteca Județeană „Ion Heliade Rădulescu” din Târgoviște Pagina web
- Biblioteca Municipală din Moreni
- Biblioteca Orășenească „Mircea Popescu” din Fieni
- Biblioteca Orășenească „Aurel Iordache” din Găești
- Biblioteca Orășenească „Gh. N. Costescu” din Pucioasa
- Biblioteca Orășenească „Ion Ghica” din Răcari
- Biblioteca Orășenească din Titu
- Biblioteca Comunală din Aninoasa
- Biblioteca Comunală din Băleni
- Biblioteca Comunală din Bărbulețu
- Biblioteca Comunală din Bezdead
- Biblioteca Comunală din Bilciurești
- Biblioteca Comunală din Brănești
- Biblioteca Comunală din Brezoaele
- Biblioteca Comunală din Butimanu
- Biblioteca Comunală din Cândești
- Biblioteca Comunală din Ciocănești
- Biblioteca Comunală din Cobia
- Biblioteca Comunală din Cojasca
- Biblioteca Comunală din Comișani
- Biblioteca Comunală din Conțești
- Biblioteca Comunală din Cornățelu
- Biblioteca Comunală din Cornești
- Biblioteca Comunală din Costeștii din Vale
- Biblioteca Comunală din Crângurile
- Biblioteca Comunală din Crevedia
- Biblioteca Comunală din Dărmănești
- Biblioteca Comunală din Dobra
- Biblioteca Comunală din Doicești
- Biblioteca Comunală din Dragodana
- Biblioteca Comunală din Dragomirești
- Biblioteca Comunală din Finta
- Biblioteca Comunală din Glodeni
- Biblioteca Comunală din Gura Foii
- Biblioteca Comunală din Gura Ocniței
- Biblioteca Comunală din Gura Șuții
- Biblioteca Comunală din Hulubești
- Biblioteca Comunală din I. L. Caragiale
- Biblioteca Comunală din Iedera
- Biblioteca Comunală din Lucieni
- Biblioteca Comunală din Ludești
- Biblioteca Comunală din Lungulețu
- Biblioteca Comunală din Malu cu Flori
- Biblioteca Comunală din Mănești
- Biblioteca Comunală din Mătăsaru
- Biblioteca Comunală din Mogoșani
- Biblioteca Comunală din Moroeni
- Biblioteca Comunală din Morteni
- Biblioteca Comunală din Moțăieni
- Biblioteca Comunală din Nucet
- Biblioteca Comunală din Ocnița
- Biblioteca Comunală din Perșinari
- Biblioteca Comunală din Pietrari
- Biblioteca Comunală din Pietroșița
- Biblioteca Comunală din Poiana
- Biblioteca Comunală din Potlogi
- Biblioteca Comunală din Produlești
- Biblioteca Comunală din Pucheni
- Biblioteca Comunală din Raciu
- Biblioteca Comunală din Răzvad
- Biblioteca Comunală din Râu Alb
- Biblioteca Comunală din Sălcioara
- Biblioteca Comunală din Slobozia Moară
- Biblioteca Comunală din Șelaru
- Biblioteca Comunală din Șotânga
- Biblioteca Comunală din Uliești
- Biblioteca Comunală din Ulmi
- Biblioteca Comunală din Valea Lungă
- Biblioteca Comunală din Valea Mare
- Biblioteca Comunală din Văcărești
- Biblioteca Comunală din Văleni-Dâmbovița
- Biblioteca Comunală din Vârfuri
- Biblioteca Comunală din Vișina
- Biblioteca Comunală din Vișinești
- Biblioteca Comunală din Voinești
- Biblioteca Comunală din Vulcana-Băi
- Biblioteca Comunală din Vulcana-Pandele
- Biblioteca Universității "Valahia" din Târgoviște Pagina web
- Biblioteca Casei Corpului Didactic a Județului Dâmbovița
- Biblioteca Colegiului Economic „Ion Ghica” din Târgoviște
- Biblioteca Liceului Tehnologic de Transporturi Auto din Târgoviște
- Biblioteca Colegiului Național „Constantin Cantacuzino” din Târgoviște
- Biblioteca Colegiului Național „Constantin Carabella” din Târgoviște
- Biblioteca Colegiului Național „Nicolae Titulescu” din Târgoviște
- Biblioteca Colegiului Național „Vladimir Streinu” din Târgoviște
- Biblioteca Colegiului Național „Ienăchiță Văcărescu” din Târgoviște
- Biblioteca Liceului Tehnologic „Constantin Brâncoveanu” din Târgoviște
- Biblioteca Liceului Tehnologic „Spiru Haret” din Târgoviște
- Biblioteca Liceului Vocațional de Arte „Bălașa Doamna” din Târgoviște
- Biblioteca Liceului Tehnologic „Goga Ionescu” din Titu
- Biblioteca Liceului Teoretic „Iancu C.Vissarion” din Titu
- Biblioteca Liceului „Voievodul Mircea” din Târgoviște
- Biblioteca Școlară „Radu cel Mare” din Târgoviște
- Biblioteca Școlii Gimnaziale nr. 4 „Elena Donici Cantacuzino” din Pucioasa
- Biblioteca Școlii Gimnaziale „Radu Cel Mare” din Găești
- Centrul de Documentare și Informare al Școlii Gimnaziale „Coresi” din Târgoviște
- Centrul de Documentare și Informare al Școlii Gimnaziale „Mihai Viteazul” din Târgoviște
- Biblioteca Școlii Gimnaziale din Comișani
- Biblioteca Școlii Gimnaziale din Cornești
- Biblioteca Școlii Gimnaziale din Gura Ocniței
- Biblioteca Școlii Gimnaziale nr. 3 din Moreni
- Biblioteca Școlii Gimnaziale „Diaconu Coresi” din Fieni
- Biblioteca Școlii Gimnaziale „Iosif Gabrea” din Văleni
- Biblioteca Școlii Gimnaziale „Serban Cioculescu” din Găești
- Biblioteca Școlii Gimnaziale „Smaranda Dumitru Roman” din Viezurești
- Biblioteca Școlii Gimnaziale „Tudor Vladimirescu” din Târgoviște
- Biblioteca Școlii Gimnaziale „Vasile Cârlova” din Târgoviște
- Biblioteca Școlii „Buică Ionescu” din Glodeni
- Biblioteca Școlii „Dora Dalles” din Bucșani
- Biblioteca Școlii „Grigore Alexandrescu” din Târgoviște
- Biblioteca Școlii „Prof. Paul Bănică” din Târgoviște

## Dolj
- Biblioeca Județeană „Alexandru și Aristia Aman” din Craiova Pagina web
- Biblioteca Municipală „Petre Anghel” din Băilești
- Biblioteca Municipală „George Șt. Marincu” din Calafat
- Biblioteca Orășenească din Bechet
- Biblioteca Orășenească din Dăbuleni
- Biblioteca Orășenească „Anton Pann” din Filiași
- Biblioteca Orășenească „Mircea Radina” din Segarcea
- Biblioteca Comunală din Afumați
- Biblioteca Comunală din Almăj
- Biblioteca Comunală din Amărăștii de Jos
- Biblioteca Comunală din Amărăștii de Sus
- Biblioteca Comunală din Apele Vii
- Biblioteca Comunală din Argetoaia
- Biblioteca Comunală din Bârca
- Biblioteca Comunală din Bistreț
- Biblioteca Comunală din Botoșești-Paia
- Biblioteca Comunală din Brabova
- Biblioteca Comunală din Brădești
- Biblioteca Comunală din Braloștița
- Biblioteca Comunală din Bratovoiești
- Biblioteca Comunală din Breasta
- Biblioteca Comunală din Bucovăț
- Biblioteca Comunală din Bulzești
- Biblioteca Comunală din Călărași
- Biblioteca Comunală din Calopăr
- Biblioteca Comunală din Caraula
- Biblioteca Comunală din Carpen
- Biblioteca Comunală din Castranova
- Biblioteca Comunală din Celaru
- Biblioteca Comunală din Cerăț
- Biblioteca Comunală din Cernătești
- Biblioteca Comunală din Cetate
- Biblioteca Comunală din Cioroiași
- Biblioteca Comunală din Ciupercenii Noi
- Biblioteca Comunală din Coșoveni
- Biblioteca Comunală din Coțofenii Din Dos
- Biblioteca Comunală din Daneți
- Biblioteca Comunală din Desa
- Biblioteca Comunală din Dioști
- Biblioteca Comunală din Dobrești
- Biblioteca Comunală din Drăgotești
- Biblioteca Comunală din Drănic
- Biblioteca Comunală din Farcaș
- Biblioteca Comunală din Galicea Mare
- Biblioteca Comunală din Galiciuica
- Biblioteca Comunală din Gângiova
- Biblioteca Comunală din Ghercești
- Biblioteca Comunală „Preot Florian Stănescu” din Gighera
- Biblioteca Comunală din Giubega
- Biblioteca Comunală din Giurgița
- Biblioteca Comunală din Gogoșu
- Biblioteca Comunală „D. Gusti” din Goicea
- Biblioteca Comunală din Goiești
- Biblioteca Comunală din Grecești
- Biblioteca Comunală din Ișalnița
- Biblioteca Comunală din Izvoare
- Biblioteca Comunală din Leu
- Biblioteca Comunală din Lipov
- Biblioteca Comunală „Marin Sorescu” din Maglavit
- Biblioteca Comunală din Malu Mare
- Biblioteca Comunală din Măceșu de Jos
- Biblioteca Comunală din Măceșu de Sus
- Biblioteca Comunală din Mârșani
- Biblioteca Comunală din Melinești
- Biblioteca Comunală din Mischii
- Biblioteca Comunală din Moțăței
- Biblioteca Comunală din Murgași
- Biblioteca Comunală din Negoi
- Biblioteca Comunală din Orodel
- Biblioteca Comunală din Ostroveni
- Biblioteca Comunală din Perișor
- Biblioteca Comunală din Pielești
- Biblioteca Comunală din Piscu Vechi
- Biblioteca Comunală din Plenița
- Biblioteca Comunală din Podari
- Biblioteca Comunală din Poiana Mare
- Biblioteca Comunală din Predești
- Biblioteca Comunală din Radovan
- Biblioteca Comunală din Rast
- Biblioteca Comunală din Robănești
- Biblioteca Comunală din Sadova
- Biblioteca Comunală din Sălcuța
- Biblioteca Comunală din Scăești
- Biblioteca Comunală din Seaca de Câmp
- Biblioteca Comunală din Seaca de Pădure
- Biblioteca Comunală din Secu
- Biblioteca Comunală din Siliștea Crucii
- Biblioteca Comunală din Șimnicu de Sus
- Biblioteca Comunală din Sopot
- Biblioteca Comunală din Teasc
- Biblioteca Comunală din Terpezița
- Biblioteca Comunală din Teslui
- Biblioteca Comunală din Țuglui
- Biblioteca Comunală din Unirea
- Biblioteca Comunală din Urzicuța
- Biblioteca Comunală din Valea Stanciului
- Biblioteca Comunală din Vârtop
- Biblioteca Comunală din Vârvoru de Jos
- Biblioteca Comunală din Vela
- Biblioteca Comunală din Verbița
- Biblioteca Omnia din Craiova Pagina web Arhivat în 24 ianuarie 2018, la Wayback Machine.
- Biblioteca Universității din Craiova Pagina web
- Biblioteca Universității de Medicină și Farmacie din Craiova Pagina web Arhivat în 8 octombrie 2021, la Wayback Machine.
- Biblioteca Baroului Dolj Pagina web
- Biblioteca Centrului Județean de Resurse și Asistență Educațională Dolj
- Biblioteca Casei Corpului Didactic a Județului Dolj
- Biblioteca Colegiului Național Pedagogic „Ștefan Velovan” din Craiova
- Biblioteca Colegiului Național „Elena Cuza” din Craiova
- Biblioteca Colegiului Național „N. Titulescu” din Craiova
- Biblioteca „Mihail Strajan” a Colegiului Național „Carol I” din Craiova
- Biblioteca „Acad. Radu P. Voinea” a Colegiului Național „Frații Buzești” din Craiova
- Biblioteca Colegiului Tehnic de Arte și Meserii „Mihai Eminescu” din Craiova
- Biblioteca Colegiului Tehnic de Industrie Alimentară din Craiova
- Biblioteca Colegiului „Mihai Eminescu” din Craiova
- Biblioteca Colegiului „Ștefan Odobleja” din Craiova
- Biblioteca Liceului cu Program Sportiv „Petrache Trișcu” din Craiova
- Biblioteca Liceului de Arte „Marin Sorescu” din Craiova
- Biblioteca Liceului Tehnologic Auto din Craiova
- Biblioteca Liceului Tehnologic de Transporturi Auto din Craiova
- Biblioteca Liceului Tehnologic Special „Beethoven” din Craiova
- Biblioteca Liceului Tehnologic Transporturi Căi Ferate din Craiova
- Biblioteca Liceului Teologic Adventist din Craiova
- Biblioteca Liceului Teoretic „Gheorghe Vasilichi” din Craiova
- Biblioteca Liceului „Charles Laugier” din Craiova
- Biblioteca Liceului „Matei Basarab” din Craiova
- Biblioteca Seminarului Teologic Ortodox „Sfântul Grigorie Teologul” din Craiova
- Biblioteca Școlii Postliceale Teologico–Sanitară „Sfântul Iosif” din Craiova
- Biblioteca Școlii Gimnaziale Particulare „Ethos” din Craiova
- Biblioteca Școlii Gimnaziale Speciale „Sf. Vasile” din Craiova
- Biblioteca Școlii Gimnaziale „Alexandru Macedonski” din Craiova
- Biblioteca Școlii Gimnaziale „Gheorghe Țițeica” din Craiova
- Biblioteca Școlii Gimnaziale „Ion Creangă” din Craiovai
- Biblioteca Școlii Gimnaziale „Ion Țuculescu” din Craiova
- Biblioteca Școlii Gimnaziale „Lascăr Catargiu” din Craiova
- Biblioteca Școlii Gimnaziale „Mihai Eminescu” din Craiova
- Biblioteca Școlii Gimnaziale „Mihai Viteazul” din Craiova
- Biblioteca Școlii Gimnaziale „Mircea Eliade” din Craiova
- Biblioteca Școlii Gimnaziale „Nicolae Bălcescu” din Craiova
- Biblioteca Școlii Gimnaziale „Sfântul Dumitru” din Craiova
- Biblioteca Școlii Gimnaziale „Sfântul Gheorghe” din Craiova
- Biblioteca Școlii de Arte și Meserii „Constantin Argetoianu” din Argetoaia
- Biblioteca Liceului Teoretic din Amărăștii de Jos
- Biblioteca Liceului Teoretic „Mihai Viteazul” din Băilești
- Biblioteca Liceului Tehnologic „Ștefan Anghel” din Băilești
- Biblioteca Școlii Gimnaziale nr. 1 din Băilești
- Biblioteca Școlii Gimnaziale nr. 5 „Av. P. Ivanovici” din Băilești
- Biblioteca Școlii Gimnaziale „Amza Pellea” din Băilești
- Biblioteca Liceului Teoretic din Bechet
- Biblioteca Școlii Gimnaziale „Marin Sorescu” din Bulzești
- Biblioteca Liceului Teoretic „Independența” din Calafat
- Biblioteca Școlii Gimnaziale „Gheorghe Brăescu” din Calafat
- Centrul de Documentare și Informare al Liceului Tehnologic „Petre Baniță” din Călărași
- Biblioteca Liceului Tehnologic „”Constantin Ianculescu” din Cârcea
- Biblioteca Școlii Gimnaziale „Petrache Cernătesc” din Cernătești
- Biblioteca Liceului Teoretic „Constantin Brâncoveanu” din Dăbuleni
- Biblioteca Liceului Tehnologic „Dimitrie Filisanu” din Filiași
- Biblioteca Școlii Gimnaziale din Filiași
- Biblioteca Liceului Tehnologic „Alexandru Macedonski” din Melinești
- Biblioteca Liceului Tehnologic „Constantin Nicolăescu Plopșor” din Plenița
- Biblioteca Școlii Gimnaziale din Calopăr
- Centrul de Documentare și Informare al Școlii Gimnaziale din Castranova
- Biblioteca Școlii Gimnaziale din Catane
- Biblioteca Școlii Gimnaziale din Coțofenii din Dos
- Biblioteca Școlii Gimnaziale din Farcaș
- Biblioteca Școlii Gimnaziale din Galicea Mare
- Biblioteca Școlii Gimnaziale din Ghercești
- Biblioteca Școlii Gimnaziale din Ghidici
- Biblioteca Școlii Gimnaziale din Grecești
- Biblioteca Școlii Gimnaziale din Gubaucea
- Centru de Documentare si Informare din Isalnița
- Biblioteca Școlii Gimnaziale „Alecsandru Nicolaid” din Mischii
- Biblioteca Școlii Gimnaziale din Negoi
- Centrul de Informare și Documentare al Școlii Gimnaziale din Pielești
- Biblioteca Școlii Gimnaziale din Piscu Vechi
- Biblioteca Școlii Gimnaziale „Gh. Jienescu” din Rast
- Biblioteca Școlii Gimnaziale din Rojiște
- Biblioteca Școlii Gimnaziale din Segarcea
- Biblioteca Școlii Gimnaziale Siliștea Crucii
- Biblioteca Școlii Gimnaziale din Talpas
- Centrul de Informare și Documentare al Școlii Gimnaziale din Terpezița
- Biblioteca Școlii Gimnaziale din Țuglui
- Biblioteca Școlii Gimnaziale din Unirea
- Centrul de Informare și Documentare al Școlii Gimnaziale din Varvoru de Jos
- Biblioteca Școlii Gimnaziale „Ilie Murgulescu” din Vela

## Galați
- Biblioteca Județeană „V.A. Urechia” din Galați[9] Pagina web
- Biblioteca Municipală „Ștefan Petică” din Tecuci
- Biblioteca Orășenească „Grigore Hagiu” din Târgu Bujor
- Biblioteca Orășenească din Berești
- Biblioteca Comunală din Bălăbanești
- Biblioteca Comunală din Bălăsești
- Biblioteca Comunală din Băleni
- Biblioteca Comunală din Băneasa
- Biblioteca Comunală din Barcea
- Biblioteca Comunală din Berești-Meria
- Biblioteca Comunală din Brăhăsești
- Biblioteca Comunală din Braniștea
- Biblioteca Comunală din Buciumeni
- Biblioteca Comunală din Cavadinești
- Biblioteca Comunală din Certești
- Biblioteca Comunală „Mihai Eminescu” din Corod
- Biblioteca Comunală din Corni
- Biblioteca Comunală din Cosmești
- Biblioteca Comunală din Costache Negri
- Biblioteca Comunală din Cucu
- Biblioteca Comunală din Cudalbi
- Biblioteca Comunală din Cuza Vodă
- Biblioteca Comunală din Drăgănești
- Biblioteca Comunală din Drăgușeni
- Biblioteca Comunală din Fârtănești
- Biblioteca Comunală din Foltești
- Biblioteca Comunală din Frumușița
- Biblioteca Comunală din Fundeni
- Biblioteca Comunală din Ghidigeni
- Biblioteca Comunală din Gohor
- Biblioteca Comunală din Grivița
- Biblioteca Comunală din Independența
- Biblioteca Comunală din Ivești
- Biblioteca Comunală din Jorăști
- Biblioteca Comunală din Liești
- Biblioteca Comunală din Măstăcani
- Biblioteca Comunală din Matca
- Biblioteca Comunală din Movileni
- Biblioteca Comunală din Munteni
- Biblioteca Comunală din Nămoloasa
- Biblioteca Comunală din Nicorești
- Biblioteca Comunală din Oancea
- Biblioteca Comunală din Pechea
- Biblioteca Comunală din Piscu
- Biblioteca Comunală din Priponești
- Biblioteca Comunală din Rădești
- Biblioteca Comunală din Rediu
- Biblioteca Comunală din Scânteiești
- Biblioteca Comunală din Schela
- Biblioteca Comunală din Șendreni
- Biblioteca Comunală din Slobozia Conachi
- Biblioteca Comunală din Smârdan
- Biblioteca Comunală din Smulți
- Biblioteca Comunală din Suceveni
- Biblioteca Comunală din Țepu
- Biblioteca Comunală din Tudor Vladimirescu
- Biblioteca Comunală din Tulucești
- Biblioteca Comunală din Umbrărești
- Biblioteca Comunală „Prof. univ. dr. Marcel Crihana” din Valea Mărului
- Biblioteca Comunală din Vânători
- Biblioteca Comunală din Vârlezi
- Biblioteca Comunală din Vlădești
- Biblioteca Universității „Dunărea de Jos” din Galați Pagina web
- Biblioteca Universității „Danubius” din Galați
- Biblioteca Muzeului de Istorie „Paul Păltănea” din Galați
- Biblioteca Muzeului de Istorie „Teodor Cincu” din Tecuci
- Biblioteca Casei Corpului Didactic a Județului Galați
- Biblioteca Colegiului Național „Costache Negri” din Galați
- Biblioteca Colegiului Național „Mihail Kogălniceanu” din Galați
- Biblioteca Colegiului Național „Vasile Alecsandri” din Galați
- Biblioteca și Centrul de Informare și Documentare al Colegiului Național „Alexandru Ioan Cuza” din Galați
- Biblioteca Liceului Teoretic „Dunărea” din Galați
- Biblioteca Liceului Teoretic „Emil Racoviță” din Galați
- Biblioteca Liceului Teoretic „Mircea Eliade” din Galați
- Biblioteca Liceului Teoretic „Sfânta Maria” din Galați
- Centrul de Documentare și Informare „Iorgu Iordan” al Colegiului Național „Calistrat Hogaș” din Tecuci
- Centrul de Documentare și Informare „Tache și Elena Anastasiu” din Tecuci
- Biblioteca Școlii Gimnaziale nr. 25 din Galați
- Biblioteca Școlii Gimnaziale nr. 28 din Galați
- Biblioteca Școlii Gimnaziale nr. 29 din Galați
- Biblioteca Școlii Gimnaziale „Sfântul Grigorie Teologul” din Galați

## Giurgiu
- Biblioteca Județeană „I. A. Bassarabescu” din Giurgiu Pagina web
- Biblioteca Orășenească din Bolintin Vale
- Biblioteca Orășenească din Mihăilești
- Biblioteca Comunală din Adunații Copăceni
- Biblioteca Comunală din Băneasa
- Biblioteca Comunală din Bucșani
- Biblioteca Comunală „Emanoil Bucuța” din Bolintin Deal
- Biblioteca Comunală „Nichifor Crainic” din Bulbucata
- Biblioteca Comunală din Buturugeni
- Biblioteca Comunală din Călugăreni
- Biblioteca Comunală din Clejani
- Biblioteca Comunală din Colibași
- Biblioteca Comunală din Comana
- Biblioteca Comunală „Vasile Rusescu” din Gostinu
- Biblioteca Comunală din Crevedia Mare
- Biblioteca Comunală din Florești-Stoenești
- Biblioteca Comunală din Frătești
- Biblioteca Comunală din Găiseni
- Biblioteca Comunală din Găujani
- Biblioteca Comunală din Ghimpați
- Biblioteca Comunală „Peter Ghelmez” din Gogoșari
- Biblioteca Comunală din Gostinari
- Biblioteca Comunală din Grădinari
- Biblioteca Comunală din Greaca
- Biblioteca Comunală din Hotarele
- Biblioteca Comunală din Iepurești
- Biblioteca Comunală din Izvoarele
- Biblioteca Comunală din Joița
- Biblioteca Comunală din Letca Nouă
- Biblioteca Comunală din Malu
- Biblioteca Comunală din Mârșa
- Biblioteca Comunală din Mihai Bravu
- Biblioteca Comunală din Ogrezeni
- Biblioteca Comunală din Oinacu
- Biblioteca Comunală din Prundu
- Biblioteca Comunală din Putineiu
- [[Biblioteca Comunală din Răsuceni
- Biblioteca Comunală din Roata de Jos
- Biblioteca Comunală din Schitu
- Biblioteca Comunală din Singureni
- Biblioteca Comunală din Slobozia
- Biblioteca Comunală din Stănești
- Biblioteca Comunală din Stoenești
- Biblioteca Comunală din Toporu
- Biblioteca Comunală din Valea Dragului
- Biblioteca Comunală „Vasile Militaru” din Vărăști
- Biblioteca Comunală din Vânătorii Mici
- Biblioteca Comunală din Vedea
- Biblioteca Muzeului Județean „eohari Antonescu” din Giurgiu
- Biblioteca și Centrul de Informare și Documentare al Casei Corpului Didactic a Județului Giurgiu
- Biblioteca Colegiului Național „Ion Maiorescu” din Giurgiu
- Biblioteca Colegiul Tehnic „Viceamiral Ioan Bălănescu” din Giurgiu
- Biblioteca Liceului Tehnologic „Ion Barbu” din Giurgiu
- Biblioteca Liceului Teoretic „Tudor Vianu” din Giurgiu
- Biblioteca Liceului Teoretic „Nicolae Cartojan” din Giurgiu
- Biblioteca Școlii Gimnaziale nr. 1 „Sf. Gheorghe” din Giurgiu
- Biblioteca Școlii Gimnaziale nr. 2 „Mircea cel Bătrân” din Giurgiu
- Biblioteca Școlii Gimnaziale nr. 5 „Emil Gulian” din Giurgiu
- Biblioteca Școlii Gimnaziale nr. 7 din Giurgiu
- Biblioteca Școlii Gimnaziale „Mihai Eminescu” din Giurgiu
- Centrul de Informare și Documentare al Școlii Gimnaziale „Acad. Marin Voiculescu” din Giurgiu
- Centrul de Documentare și Informare și Biblioteca Liceului Tehnologic „Dimitrie Bolintineanu” din Bolintin-Vale
- Biblioteca Școlii Gimnaziale „Banu Băleanu” din Bolintin Deal
- Biblioteca Liceului „Udriște Năsturel” din Hotarele
- Centrul de Informare și Documentare al Liceului Tehnologic „Tiu Dumitrescu” din Mihăilești
- Biblioteca Școlii Gimnaziale nr. 1 din Adunații Copăceni
- Biblioteca Școlii Gimnaziale nr. 1 din Bucșani
- Biblioteca Școlii Gimnaziale nr. 1 din Călugăreni
- Biblioteca Școlii Gimnaziale nr. 1 din Florești
- Biblioteca Școlii Gimnaziale nr. 1 din Frătești
- Biblioteca Școlii Gimnaziale „Drăghici Davila” din Găujani
- Biblioteca Școlii Gimnaziale nr. 1 din Ghimpați
- Biblioteca Școlii Gimnaziale „Marin Gh. Popescu” din Gogoșari
- Biblioteca Școlii Gimnaziale nr. 1 din Greaca
- Biblioteca Școlii Gimnaziale nr. 1 din Joița
- Biblioteca Școlii Gimnaziale „Aurel Solacolu” din Ogrezeni
- Biblioteca Școlii Gimnaziale nr. 1 din Roata de Jos
- Biblioteca Școlii Gimnaziale nr. 1 din Vărăști
- Biblioteca Școlii Gimnaziale nr. 2 din Tântava

## Gorj
- Biblioteca Județeană „Cristian Tell” din Târgu Jiu Pagina web
- Biblioteca Municipală din Motru
- Biblioteca Orășenească din Bumbești Jiu
- Biblioteca Orășenească din Novaci
- Biblioteca Orășenească din Rovinari
- Biblioteca Orășenească „Tudor Arghez” din Târgu Cărbunești
- Biblioteca Orășenească din Tismana
- Biblioteca Orășenească din Turceni
- Biblioteca Orășenească din Țicleni
- Biblioteca Comunală din Albeni
- Biblioteca Comunală din Aninoasa
- Biblioteca Comunală din Arcani
- Biblioteca Comunală din Bălănești
- Biblioteca Comunală din Bălești
- Biblioteca Comunală din Bărbătești
- Biblioteca Comunală din Bengești-Ciocadia
- Biblioteca Comunală din Berlești
- Biblioteca Comunală din Bolboși
- Biblioteca Comunală din Borăscu
- Biblioteca Comunală din Brănești
- Biblioteca Comunală din Bumbești-Pițic
- Biblioteca Comunală din Bustuchin
- Biblioteca Comunală din Căpreni
- Biblioteca Comunală din Cătunele
- Biblioteca Comunală din Crasna
- Biblioteca Comunală din Crușeț
- Biblioteca Comunală din Dănciulești
- Biblioteca Comunală din Dănești
- Biblioteca Comunală din Dragotești
- Biblioteca Comunală din Drăguțești
- Biblioteca Comunală din Glogova
- Biblioteca Comunală din Godinești
- Biblioteca Comunală din Hurezani
- Biblioteca Comunală din Ionești
- Biblioteca Comunală din Jupânești
- Biblioteca Comunală din Lelești
- Biblioteca Comunală din Logrești
- Biblioteca Comunală din Mătăsari
- Biblioteca Comunală din Mușetești
- Biblioteca Comunală din Negomir
- Biblioteca Comunală din Padeș
- Biblioteca Comunală din Peștișani
- Biblioteca Comunală din Plopșoru
- Biblioteca Comunală din Polovragi
- Biblioteca Comunală din Prigoria
- Biblioteca Comunală din Roșia de Amaradia
- Biblioteca Comunală din Runcu
- Biblioteca Comunală din Schela
- Biblioteca Comunală din Scoarța
- Biblioteca Comunală din Stănești
- Biblioteca Comunală din Stejari
- Biblioteca Comunală din Stoina
- Biblioteca Comunală din Turburea
- Biblioteca Comunală din Turcinești
- Biblioteca Comunală din Țânțăreni
- Biblioteca Comunală din Urdari
- Biblioteca Comunală din Văgiulești
- Biblioteca Comunală din Vladimi
- Biblioteca Casei Corpului Didactic a Județului Gorj
- Biblioteca Colegiului Național „Ecaterina Teodoroiu” din Târgu-Jiu
- Biblioteca Colegiului Național „Spiru Haret” din Târgu-Jiu
- Biblioteca Colegiului Economic „Virgil Madgearu” din Târgu-Jiu
- Biblioteca Colegiului Tehnic „Henri Coandă” din Târgu-Jiu
- Biblioteca Colegiului Tehnic nr. 2 din Târgu-Jiu
- Biblioteca Colegiului Național „George Coșbuc” din Motru
- Biblioteca și Centrul de Documentare și Informare al Liceului Teoretic din Novaci
- Centrul de Documentare și Informare al Colegiului Național „Tudor Arghezi” din Târgu-Cărbunești

## Harghita
- Biblioteca Județeană „Kájoni János” din Miercurea Ciuc Pagina web
- Biblioteca Municipală din Gheorgheni
- Biblioteca Municipală din Odorheiu Secuiesc
- Biblioteca Municipală „George Sbârcea” din Toplița
- Biblioteca Orășenească din Băile Tușnad
- Biblioteca Orășenească din Bălan
- Biblioteca Orășenească „Kamenitzky Antal” din Borsec
- Biblioteca Orășenească din Cristuru Secuiesc
- Biblioteca Orășenească din Vlăhița
- Biblioteca Comunală din Atid
- Biblioteca Comunală din Avrămești
- Biblioteca Comunală din Bilbor
- Biblioteca Comunală din Brădești
- Biblioteca Comunală din Cârța
- Biblioteca Comunală din Căpâlnița
- Biblioteca Comunală din Ciucsangeorgiu
- Biblioteca Comunală din Ciumani
- Biblioteca Comunală din Corbu
- Biblioteca Comunală din Corund
- Biblioteca Comunală din Cozmeni
- Biblioteca Comunală din Dariju
- Biblioteca Comunală din Dănești
- Biblioteca Comunală din Dealu
- Biblioteca Comunală „Kőrösi Csoma Sándor” din Ditrău
- Biblioteca Comunală din Feliceni
- Biblioteca Comunală din Frumoasa
- Biblioteca Comunală din Gălăuțaș
- Biblioteca Comunală din Joseni
- Biblioteca Comunală din Lăzarea
- Biblioteca Comunală din Lueta
- Biblioteca Comunală din Lunca de Jos
- Biblioteca Comunală din Lunca de Sus
- Biblioteca Comunală din Lupeni
- Biblioteca Comunală din Mărtiniș
- Biblioteca Comunală din Merești
- Biblioteca Comunală din Mihăileni
- Biblioteca Comunală din Mugeni
- Biblioteca Comunală din Ocland
- Biblioteca Comunală din Păuleni-Ciuc
- Biblioteca Comunală „Miklós Mártonr” din Plăieșii de Jos
- Biblioteca Comunală din Praid
- Biblioteca Comunală „Dr. Balás Gábor” din Remetea
- Biblioteca Comunală din Sâncrăieni-Ciuc
- Biblioteca Comunală din Sândominic
- Biblioteca Comunală „Baka János” din Sânmartin-Ciuc
- Biblioteca Comunală din Sânsimion
- Biblioteca Comunală din Săcel
- Biblioteca Comunală din Sărmaș
- Biblioteca Comunală din Secuieni
- Biblioteca Comunală din Siculeni
- Biblioteca Comunală din Subcetate
- Biblioteca Comunală din Suseni
- Biblioteca Comunală din Șimonești
- Biblioteca Comunală din Tulgheș
- Biblioteca Comunală din Tușnad
- Biblioteca Comunală din Ulieș
- Biblioteca Comunală din Vărșag
- Biblioteca Comunală din Voșlăbeni
- Biblioteca Comunală din Zetea
- Biblioteca Casei Corpului Didactic a Județului Harghita
- Biblioteca Colegiului Național „Octavian Goga” din Miercurea-Ciuc
- Biblioteca Colegiului Tehnic „Batthyany Ignac” din Gheorgheni
- Biblioteca Liceului Teoretic „Salamon Ernő” din Gheorgheni
- Biblioteca Liceului Teoretic „Sfantu Nicolae” din Gheorgheni
- Biblioteca Liceului Teoretic „Tamási Áron” din Odorheiu Secuiesc
- Biblioteca Liceului Teoretic „O. C. Tăslăuanu” din Toplița

## Hunedoara
- Biblioteca Județeană „Ovid Densușianu” din Deva Pagina web
- Biblioteca Municipală „Gheorghe Pârvu” din Brad
- Biblioteca Municipală din Hunedoara
- Biblioteca Municipală „Sebastian Bornemisa” din Orăștie
- Biblioteca Municipală din Petroșani
- Biblioteca Municipală din Vulcan
- Biblioteca Orășenească din Aninoasa
- Biblioteca Orășenească din Geoagiu
- Biblioteca Orășenească din Hațeg
- Biblioteca Orășenească din Petrila
- Biblioteca Orășenească din Simeria
- Biblioteca Orășenească din Uricani
- Biblioteca Comunală „Nerva Hodoș” din Baia de Criș
- Biblioteca Comunală din Balșa
- Biblioteca Comunală din Baru
- Biblioteca Comunală din Băcia
- Biblioteca Comunală din Bătrâna
- Biblioteca Comunală din Beriu
- Biblioteca Comunală din Blăjeni
- Biblioteca Comunală din Boșorod
- Biblioteca Comunală din Brănișca
- Biblioteca Comunală din Bretea Română
- Biblioteca Comunală din Buceș
- Biblioteca Comunală din Bucureșci
- Biblioteca Comunală din Bulzeștii de Sus
- Biblioteca Comunală din Bunila
- Biblioteca Comunală din Burjuc
- Biblioteca Comunală din Cerbăl
- Biblioteca Comunală din Certeju de Sus
- Biblioteca Comunală din Cârjiți
- Biblioteca Comunală din Crișcior
- Biblioteca Comunală din Densuș
- Biblioteca Comunală din Dobra
- Biblioteca Comunală din General Berthelot
- Biblioteca Comunală din Ghelari
- Biblioteca Comunală din Gurasada
- Biblioteca Comunală din Hărău
- Biblioteca Comunală din Ilia
- Biblioteca Comunală din Lăpugiu de Jos
- Biblioteca Comunală din Lelese
- Biblioteca Comunală din Lunca Cernii
- Biblioteca Comunală din Luncoiu de Jos
- Biblioteca Comunală din Mărtinești
- Biblioteca Comunală „Remus Baciu” din Orăștioara de Sus
- Biblioteca Comunală din Peștișu Mic
- Biblioteca Comunală din Pui
- Biblioteca Comunală din Rapoltu Mare
- Biblioteca Comunală din Răchitova
- Biblioteca Comunală din Râu de Mori
- Biblioteca Comunală din Ribița
- Biblioteca Comunală din Romos
- Biblioteca Comunală din Sălașu de Sus
- Biblioteca Comunală din Sântămaria-Orlea
- Biblioteca Comunală din Sarmizegetusa
- Biblioteca Comunală din Șoimuș
- Biblioteca Comunală din Teliucu Inferior
- Biblioteca Comunală din Tomești
- Biblioteca Comunală din Toplița
- Biblioteca Comunală din Totești
- Biblioteca Comunală din Turdaș
- Biblioteca Comunală din Vața de Jos
- Biblioteca Comunală din Vălișoara
- Biblioteca Comunală din Vețel
- Biblioteca Comunală din Vorța
- Biblioteca Comunală din Zam
- Biblioteca Universității din Petroșani Pagina web Arhivat în 8 octombrie 2021, la Wayback Machine.
- Biblioteca Muzeului Civilizației Dacice și Romane din Deva Pagina web Arhivat în 16 august 2021, la Wayback Machine.
- Biblioteca Casei Corpului Didactic a Județului Hunedoara
- Biblioteca Colegiului Național Pedagogic „Regina Maria” din Deva
- Biblioteca Colegiului Național „Decebal” din Deva
- Biblioteca Liceului Tehnologic „Grigore Moisil” din Deva
- Biblioteca Liceului cu Program Sportiv „Cetate” din Deva
- Biblioteca Liceului de Arte „Sigismund Toduță” din Deva
- Biblioteca Colegiului Național „Iancu de Hunedoara” din Hunedoara
- Biblioteca Colegiului Economic „Emanuil Gojdu” din Hunedoara
- Biblioteca Liceului Teoretic „Traian Lalescu” din Hunedoara
- Biblioteca Liceului Tehnologic „Constantin Bursan” din Hunedoara
- Biblioteca Liceului Teoretic „Avram Iancu” din Brad
- Biblioteca Grădiniței cu Program Prelungit „Floare de Colț” din Brad
- Biblioteca Liceului Tehnologic „Crișan” din Crișcior
- Biblioteca Liceului Teoretic din Ghelari
- Biblioteca Liceului Teoretic „Ion Constantin Brătianu” din Hațeg
- Biblioteca Liceului Teoretic „Silviu Dragomir” din Ilia
- Biblioteca Liceului Teoretic ”Aurel Vlaicu” din Orăștie
- Biblioteca Colegiului Tehnic „Constantin Brâncuși” din Petrila
- Biblioteca Școlii Gimnaziale „Petros Baru” din Petros
- Biblioteca Colegiului Național „Mihai Eminescu” din Petroșani
- Biblioteca Colegiului Național de Informatică „Carmen Sylva” din Petroșani
- Biblioteca Colegiului Economic „Hermes” din Petroșani

## Ialomița
- Biblioteca Județeană „Ștefan Bănulescu” din Slobozia Pagina web
- Biblioteca Municipală din Fetești
- Biblioteca Municipală din Urziceni
- Biblioteca Orășenească din Amara
- Biblioteca Orășenească din Căzănesti
- Biblioteca Orășenească din Fierbinți Târg
- Biblioteca Orășenească din Țăndărei
- Biblioteca Comunală din Adâncata
- Biblioteca Comunală din Albești
- Biblioteca Comunală din Alexeni
- Biblioteca Comunală din Andrășești
- Biblioteca Comunală din Armășești
- Biblioteca Comunală din Axintele
- Biblioteca Comunală din Balaciu
- Biblioteca Comunală din Bărcănești
- Biblioteca Comunală din Bordușani
- Biblioteca Comunală din Rădulești
- Biblioteca Comunală din Bucu
- Biblioteca Comunală din Ciocârlia
- Biblioteca Comunală din Ciochina
- Biblioteca Comunală din Ciulnița
- Biblioteca Comunală din Cocora
- Biblioteca Comunală din Cosâmbești
- Biblioteca Comunală din Coșereni
- Biblioteca Comunală din Drăgoești
- Biblioteca Comunală din Dridu
- Biblioteca Comunală din Făcăeni
- Biblioteca Comunală din Gârbovi
- Biblioteca Comunală din Gheorghe Doja
- Biblioteca Comunală din Gheorghe Lazăr
- Biblioteca Comunală din Giurgeni
- Biblioteca Comunală din Grindu
- Biblioteca Comunală din Grivița
- Biblioteca Comunală din Gura Ialomiței
- Biblioteca Comunală din Ion Roată
- Biblioteca Comunală din Jilavele
- Biblioteca Comunală din Maia
- Biblioteca Comunală din Manasia
- Biblioteca Comunală din Mihail Kogalniceanu
- Biblioteca Comunală din Miloșești
- Biblioteca Comunală din Movila
- Biblioteca Comunală din Movilița
- Biblioteca Comunală din Munteni Buzău
- Biblioteca Comunală din Perieți
- Biblioteca Comunală din Reviga
- Biblioteca Comunală din Roșiori
- Biblioteca Comunală din Sălcioara
- Biblioteca Comunală din Săveni
- Biblioteca Comunală din Scânteia
- Biblioteca Comunală din Sfântu Gheorghe
- Biblioteca Comunală din Sinești
- Biblioteca Comunală din Stelnica
- Biblioteca Comunală din Sudiți
- Biblioteca Comunală din Traian
- Biblioteca Comunală din Valea Ciorii
- Biblioteca Comunală din Valea Măcrișului
- Biblioteca Comunală din Vlădeni
- Biblioteca Muzeului Național al Agriculturii din Slobozia Pagina web
- Biblioteca Casei Corpului Didactic a Județului Ialomița
- Biblioteca Colegiului Național „Mihai Viteazul” din Slobozia
- Biblioteca Liceului Pedagogic „Matei Basarab” din Slobozia
- Biblioteca Liceului Tehnologic din Țăndărei
- Biblioteca Liceului Tehnologic „Sfânta Ecaterina” din Urziceni
- Biblioteca Liceului Teoretic „Paul Georgescu” din Tăndărei
- Biblioteca și Centrul de Documentare și Informare al Liceului de Arte „Ionel Perlea” din Slobozia
- Centrul de Informare și Documentare și Biblioteca Colegiului Național „Grigore Moisil” din Urziceni
- Biblioteca Școlii Gimnaziale „Alexandru Odobescu” din Urziceni
- Biblioteca Școlii Gimnaziale „Aurel Vlaicu” din Fetești
- Biblioteca Școlii Gimnaziale „Radu-Vodă” din Fetești
- Biblioteca Școlii Gimnaziale „Ion Heliade Rădulescu” din Urziceni
- Biblioteca Școlii Gimnaziale „Mihai Viteazul” din Fetești
- Biblioteca Școlii Gimnaziale „Sfântul Andrei” din Slobozia
- Biblioteca Școlii nr. 3 din Slobozia

## Iași
- Biblioteca Județeană „Gheorghe Asachi” din Iași Pagina web
- Biblioteca Municipală „Mihail Sadoveanu” din Pașcani
- Biblioteca Orășenească din Hârlău
- Biblioteca Orășenească „Dan Laurențiu” din Podu Iloaiei
- Biblioteca Orășenească „Universul cunoașterii” din Târgu Frumos
- Biblioteca Comunală din Al.I.Cuza
- Biblioteca Comunală „Valeria Boiculeși” din Andrieșeni
- Biblioteca Comunală din Aroneanu
- Biblioteca Comunală „Gh. Chirițescu” din Bălțați
- Biblioteca Comunală din Bârnova
- Biblioteca Comunală din Belcești
- Biblioteca Comunală „Nicolae Labiș” din Bivolari
- Biblioteca Comunală din Brăești
- Biblioteca Comunală din Butea
- Biblioteca Comunală din Ceplenița
- Biblioteca Comunală din Ciortești
- Biblioteca Comunală din Ciurea
- Biblioteca Comunală din Coarnele Caprei
- Biblioteca Comunală „George Mărgărit” din Comarna
- Biblioteca Comunală „Alice Voinescu” din Costești
- Biblioteca Comunală din Costuleni
- Biblioteca Comunală din Cotnari
- Biblioteca Comunală din Cozmești
- Biblioteca Comunală din Cristești
- Biblioteca Comunală din Cucuteni
- Biblioteca Comunală din Dagâța
- Biblioteca Comunală „Alexandru Tănase” din Deleni
- Biblioteca Comunală din Dobrovăț
- Biblioteca Comunală din Dolhești
- Biblioteca Comunală din Dumești
- Biblioteca Comunală din Erbiceni
- Biblioteca Comunală din Focuri
- Biblioteca Comunală „Ionel Teodoreanu” din Golăești
- Biblioteca Comunală din Gorban
- Biblioteca Comunală „Elena Cuza” din Grajduri
- Biblioteca Comunală din Gropnița
- Biblioteca Comunală din Grozești
- Biblioteca Comunală din Hălăucești
- Biblioteca Comunală din Hărmănești
- Biblioteca Comunală din Heleșteni
- Biblioteca Comunală „Ion Creangă” din Holboca
- Biblioteca Comunală din Horlești
- Biblioteca Comunală din Ipatele
- Biblioteca Comunală „Răzvan Theodorescu” din Lespezi
- Biblioteca Comunală din Lețcani
- Biblioteca Comunală „Barbu Ștefănescu Delavrancea” din Lungani
- Biblioteca Comunală din Mădârjac
- Biblioteca Comunală din Mircești
- Biblioteca Comunală din Mironeasa
- Biblioteca Comunală din Miroslava
- Biblioteca Comunală din Miroslovești
- Biblioteca Comunală „Nicolae Iorga” din Mogoșești
- Biblioteca Comunală din Mogoșești Siret
- Biblioteca Comunală din Moșna
- Biblioteca Comunală din Moțca
- Biblioteca Comunală din Movileni
- Biblioteca Comunală din Oțeleni
- Biblioteca Comunală „D. Sturdza” din Popești
- Biblioteca Comunală din Plugari
- Biblioteca Comunală din Popricani
- Biblioteca Comunală din Prisăcani
- Biblioteca Comunală din Probota
- Biblioteca Comunală „Radu Rosetti” din Răducăneni
- Biblioteca Comunală din Rediu
- Biblioteca Comunală din Românești
- Biblioteca Comunală din Ruginoasa
- Biblioteca Comunală „Emil Condurachi” din Scânteia
- Biblioteca Comunală din Schitu Duca
- Biblioteca Comunală din Scobinți
- Biblioteca Comunală din Sinești
- Biblioteca Comunală din Șcheia
- Biblioteca Comunală din Șipote
- Biblioteca Comunală din Șirețel
- Biblioteca Comunală din Stolniceni Prăjescu
- Biblioteca Comunală „Mihai Ursachi” din Strunga
- Biblioteca Comunală din Tansa
- Biblioteca Comunală din Tătăruși
- Biblioteca Comunală „Vicențiu Donose” din Tutora
- Biblioteca Comunală din Țibana
- Biblioteca Comunală din Țibănești
- Biblioteca Comunală „Costache Antoniu” din Țigănași
- Biblioteca Comunală din Todirești
- Biblioteca Comunală „Aurel Leon” din Tomești
- Biblioteca Comunală „C. Negruzzi” din Trifești
- Biblioteca Comunală „Costache Savae” din Ungheni
- Biblioteca Comunală din Valea Lupului
- Biblioteca Comunală din Valea Seacă
- Biblioteca Comunală din Vânători
- Biblioteca Comunală din Victoria
- Biblioteca Comunală „I. L. Caragiale” din Vlădeni
- Biblioteca Comunală „Ioanid Romanescu” din Voinești
- Biblioteca Centrală Universitară „Mihai Eminescu” din Iași Pagina web Arhivat în 24 iulie 2017, la Wayback Machine.
- Biblioteca Universității de Științele Vieții „Ion Ionescu de la Brad" din Iași Pagina web
- Biblioteca Universității de Medicină și Farmacie „Grigore T. Popa" din Iași Pagina web
- Biblioteca Universității Tehnice „Gheorghe Asachi” din Iași Pagina web
- Biblioteca Universității Naționale de Arte „George Enescu” din Iași Pagina web Arhivat în 8 octombrie 2021, la Wayback Machine.
- Biblioteca Institutului Arheologie din Iași al Academiei Române Pagina web
- Biblioteca Institutului de Filologie Română „Al. Philippide” din Iași al Academiei Române Pagina web Arhivat în 23 septembrie 2021, la Wayback Machine.
- Biblioteca Institutului de Istorie „A. D. Xenopol” din Iași al Academiei Române Pagina web
- Biblioteca Muzeului de Științe Naturale din Iași
- Biblioteca Serviciului Județean Iași al Arhivelor Naționale
- Biblioteca „Dumitru Stăniloaie” a Mitropoliei Moldovei și Bucovinei
- Biblioteca Casei Corpului Didactic „Spiru Haret” a Județului Iași
- Biblioteca Școlii Postliceale Sanitare „Grigore Ghica-Vodă” din Iași
- Biblioteca Colegiului Național de Artă „Octav Băncilă” din Iași
- Biblioteca „Titu Maiorescu” a Colegiului Național din Iași
- Biblioteca Colegiului Național „Mihail Sadoveanu” din Iași
- Biblioteca Colegiului Național „Emil Racoviță” din Iași
- Biblioteca Colegiului Național „Garabet Ibrăileanu” din Iași
- Centrul de Documentare și Informare și Biblioteca Colegiului Național „Mihai Eminescu” din Iași
- Biblioteca Colegiului Tehnic „Gheorghe Asachi” din Iași
- Biblioteca Colegiului Tehnic „Mihail Sturdza” din Iași
- Biblioteca Colegiului Tehnic „Ioan C. Ștefănescu” din Iași
- Biblioteca Colegiului „Richard Wurmbrand” din Iași
- Biblioteca Colegiului Agricol si de Industrie Alimentară „Vasile Adamachi” din Iași
- Biblioteca Colegiului Economic Administrativ din Iași
- Biblioteca și Centrul de Informare și Documentare al Colegiului „C. Negruzzi” din Iași
- Biblioteca Liceului Pedagogic „Vasile Lupu” din Iași
- Biblioteca Liceului Teoretic de Informatică „Grigore Moisil” din Iași
- Biblioteca Liceului Teoretic „Al. I. Cuza” din Iași
- Biblioteca Liceului Teoretic „Vasile Alecsandri” din Iași
- Biblioteca Liceului Tehnologic de Mecatronică si Automatizări din Iași
- Biblioteca Liceului Tehnologic Economic de Turism din Iași
- Centrul de Documentare și Informare al Liceului Tehnologic „Dimitrie Leonida” din Iași
- Centrul de Documentare și Informare al Liceului Teoretic „Dimitrie Cantemir” din Iași
- Biblioteca Școlii Gimnaziale „Al. Vlahuță” din Iași
- Biblioteca Școlii Gimnaziale „Elena Cuza” din Iași
- Biblioteca Școlii Gimnaziale „Titu Maiorescu” din Iași
- Biblioteca Școlii Gimnaziale „Alecu Russo” din Iași
- Biblioteca Școlii Gimnaziale „Ion Simionescu” din Iași
- Biblioteca Liceului Tehnologic „V. M. Craiu” din Belcesti
- Biblioteca Liceului Tehnologic din Cristesti
- Biblioteca Școlii Gimnaziale „Stefan cel Mare” din Dancu
- Biblioteca Liceului Teoretic „Bogdan-Vodă” din Halaucesti
- Biblioteca Colegiului Național „Ștefan cel Mare” din Hârlău
- Biblioteca Școlii Gimnaziale „Petru Rareș” din Hârlău
- Biblioteca Liceului Tehnologic Agricol „Mihail Kogalniceanu” din Miroslava
- Biblioteca Colegiului Tehnic de Căi Ferate „Unirea” din Pașcani
- Biblioteca Liceului Tehnologic „Mihai Busuioc” din Pașcani
- Biblioteca Liceului Teoretic „Miron Costin” din Pașcani
- Centrul de Documentare si Informare al Liceului Tehnologic „Haralamb Vasiliu” din Podu Iloaiei
- Biblioteca Liceului Teoretic „Lascăr Rosetti” din Răducăneni
- Biblioteca Liceului Tehnologic Special „Trinitas” din Targu Frumos
- Biblioteca Școlii Gimnaziale „Ion Creangă” din Târgu Frumos
- Biblioteca Școlii Gimnaziale „Garabet Ibraileanu” din Târgu Frumos
- Biblioteca Liceului Tehnologic din Tătăruși
- Biblioteca Liceului Tehnologic din Vlădeni
- Biblioteca Școala Gimnazială din Butea
- Biblioteca Școlii Gimnaziale „Petru Poni” din Cucuteni
- Biblioteca Școlii Gimnaziale din Ciurea
- Biblioteca Școlii Gimnaziale din Deleni
- Centrul de Documentare și Informare „Pentru o nouă sansă” din Horlești
- Biblioteca Școlii Gimnaziale din Lețcani
- Biblioteca Școlii Gimnaziale din Maxut
- Biblioteca Școlară din Mosna
- Biblioteca Școlii Gimnaziale din Siretel
- Biblioteca Școlii Gimnaziale din Topile
- Biblioteca Școlii Gimnaziale „Ioanid Romanescu” din Voinești

## Maramureș
- Biblioteca Județeană „Petre Dulfu” din Baia Mare Pagina web
- Biblioteca Municipală „Laurențiu Ulici” din Sighetu Marmației
- Biblioteca Orășenească din Baia Sprie
- Biblioteca Orășenească din Borșa
- Biblioteca Orășenească din Cavnic
- Biblioteca Orășenească din Dragomirești
- Biblioteca Orășenească „Ion Iuga” din Săliștea de Sus
- Biblioteca Orășenească din Seini
- Biblioteca Orășenească „Elia Pop” din Șomcuta Mare
- Biblioteca Orășenească din Tăuții Măgherăuș
- Biblioteca Orășenească din Târgu Lăpuș
- Biblioteca Orășenească din Ulmeni
- Biblioteca Orășenească din Vișeu de Sus
- Biblioteca Comunală din Ardusat
- Biblioteca Comunală din Ariniș
- Biblioteca Comunală din Asuajul de Sus
- Biblioteca Comunală din Băița de sub Codru
- Biblioteca Comunală din Băiuț
- Biblioteca Comunală „Dumitru Pop” din Băsești
- Biblioteca Comunală din Bârsana
- Biblioteca Comunală din Bicaz
- Biblioteca Comunală din Bistra
- Biblioteca Comunală din Bocicoiu Mare
- Biblioteca Comunală din Bogdan Vodă
- Biblioteca Comunală din Boiu Mare
- Biblioteca Comunală din Budești
- Biblioteca Comunală din Călinești
- Biblioteca Comunală din Câmpulung la Tisa
- Biblioteca Comunală din Cernești
- Biblioteca Comunală din Cicârlau
- Biblioteca Comunală din Coaș
- Biblioteca Comunală din Coltău
- Biblioteca Comunală din Copalnic Mănăștur
- Biblioteca Comunală din Coroieni
- Biblioteca Comunală din Cupșeni
- Biblioteca Comunală din Desești
- Biblioteca Comunală din Dumbrăvița
- Biblioteca Comunală din Fărcașa
- Biblioteca Comunală din Giulești
- Biblioteca Comunală din Groși
- Biblioteca Comunală din Ieud
- Biblioteca Comunală din Lăpuș
- Biblioteca Comunală din Leordina
- Biblioteca Comunală din Mireșu Mare
- Biblioteca Comunală din Moisei
- Biblioteca Comunală din Oarța de Jos
- Biblioteca Comunală din Ocna Șugatag
- Biblioteca Comunală din Petrova
- Biblioteca Comunală din Poienile de sub Munte
- Biblioteca Comunală din Poienile Izei
- Biblioteca Comunală din Recea
- Biblioteca Comunală din Remetea Chioarului
- Biblioteca Comunală din Remeți
- Biblioteca Comunală din Repedea
- Biblioteca Comunală din Rona de Jos
- Biblioteca Comunală din Rona de Sus
- Biblioteca Comunală din Rozavlea
- Biblioteca Comunală din Ruscova
- Biblioteca Comunală din Sarasău
- Biblioteca Comunală din Satulung
- Biblioteca Comunală din Săcălășeni
- Biblioteca Comunală „D. Danciu” din Săcel
- Biblioteca Comunală din Sălsig
- [[Biblioteca Comunală din Săpânța]
- Biblioteca Comunală din Suciu de Sus
- Biblioteca Comunală din Strâmtura
- Biblioteca Comunală din Șieu
- Biblioteca Comunală din Șișești
- Biblioteca Comunală din Vadu Izei
- Biblioteca Comunală din Valea Chioarului
- Biblioteca Comunală din Vima Mică
- Biblioteca Comunală din Vișeu de Jos
- Biblioteca Centrului Universitar Nord din Baia Mare al Universității Tehnice din Cluj-Napoca Pagina web
- Biblioteca Muzeului Județean de Mineralogie „Victor Gorduza” din Baia Mare[10]
- Biblioteca Muzeului Județean de Istorie și Arheologie din Baia Mare Pagina web
- Biblioteca Muzeului Județean de Artă „Centrul Artistic Baia Mare”
- Biblioteca Mănăstirii Rohia Maramureș
- Biblioteca Casei Corpului Didactic a Județului Maramureș
- Centrul de Documentare si Informare al Colegiului Național „Mihai Eminescu” din Baia Mare
- Centrul de Documentare și Informare și Biblioteca Colegiului National „Vasile Lucaciu” din Baia Mare
- Centrul de Informare și Documentare al Colegiului Național „Gheorghe Șincai” din Baia Mare
- Biblioteca Colegiului de Arte din Baia Mare
- Biblioteca Colegiului Economic „Nicolae Titulescu” din Baia Mare
- Biblioteca Colegiului Tehnic „Anghel Saligny” din Baia Mare
- Biblioteca Colegiului Tehnic „Aurel Vlaicu” din Baia Mare
- Biblioteca Colegiului Tehnic „C. D. Nenițescu” din Baia Mare
- Centrul de Documentare si Informare al Colegiului Tehnic „George Baritiu” din Baia Mare
- Biblioteca Școlii Gimnaziale nr. 18 din Baia Mare
- Biblioteca Școlii Gimnaziale „Nicolae Iorga” din Baia Mare
- Biblioteca Școlii Gimnaziale „Petre Dulfu” din Baia Mare
- Biblioteca Școlii Gimnaziale „Dimitrie Cantemir” din Baia Mare
- Biblioteca Școlii Gimnaziale „Alexandru Ivasiuc” din Baia Mare
- Biblioteca Școlii Gimnaziale „Lucian Blaga” din Baia Mare
- Biblioteca Școlii Gimnaziale „Mihail Sadoveanu” Baia Mare
- Centrul de Documentare si Informare al Școlii Gimnaziale „Avram Iancu” din Baia Mare
- Centrul de Documentare si Informare al Școlii Gimnaziale „George Cosbuc” din Baia Mare
- Centrul de Documentare si Informare al Școlii Gimnaziale „Al. Ioan Cuza” din Baia Mare
- Centrul de Documentare și Informare a Colegiului Tehnic de Transporturi Auto din Baia Sprie
- Centrul de Documentare si Informare al Școlii Gimnaziale din Baia Sprie
- Biblioteca si Centrul de Documentare si Informare al Liceului Tehnologic din Ocna Sugatag
- Biblioteca și Centrul de Informare si Documentare al Școlii Gimnaziale din Lăpus
- Centrul de Informare si Documentare si Biblioteca Liceului Tehnologic „Alexandru Filipascu” din Petrova
- Biblioteca Colegiului Național „Dragoș Vodă” din Sighetu Marmației
- Biblioteca Liceului Pedagogic „Regele Ferdinand” din Sighetu Marmației
- Biblioteca Liceului Pedagogic „Taras Șevcenko” din Sighetu Marmației
- Biblioteca Liceului Tehnologic Forestier din Sighetu Marmației
- Centrul de Documentare si Informare si Biblioteca Liceului Tehnologic „Marmațiia” din Sighetu Marmației
- Biblioteca Școlii Gimnaziale nr. 2 din Sighetu Marmației
- Biblioteca Liceului Teoretic „Ioan Buteanu” din Șomcuta Mare
- Biblioteca Liceului Tehnologic din Vișeu de Sus
- Biblioteca Liceului Teoretic „Bogdan Vodă” din Vișeu de Sus
- Biblioteca Școlară a Liceului Tehnologic „Dr. Florian Ulmeanu” din Ulmeni
- Biblioteca Școlară din Borșa
- Biblioteca Școlii Gimnaziale din Călinesti
- Centrul de Documentare si Informare din Cupseni
- Centrul de Documentare si Informare al Școlii Gimnaziale „Lucian Blaga” din Fărcasa
- Biblioteca Școlii Gimnaziale „Ioan Horea” din Moisei
- Biblioteca Școlii Gimnaziale „Dragoș Vodă” din Moisei
- Biblioteca Școlii Gimnaziale din Recea
- Centrul de Documentare si Informare al Școlii Gimnaziale „Mihai Eminescu” din Sălistea de Sus
- Biblioteca Școlii Gimnaziale „Vasile Lucaciu” din Sisești
- Biblioteca si Centrul de Documentare si Informare al Școlii Gimnaziale din Valea Vișeului

## Mehedinți
- Biblioteca Județeană „I. Gh. Bibicescu” din Drobeta-Turnu Severin Pagina web Arhivat în 8 august 2021, la Wayback Machine.
- Biblioteca Municipală din Orșova
- Biblioteca Orășenească din Baia de Aramă
- Biblioteca Orășenească din Strehaia
- Biblioteca Orășenească din Vânju Mare
- Biblioteca Comunală din Bâla
- Biblioteca Comunală din Bălăcița
- Biblioteca Comunală din Balta
- Biblioteca Comunală din Bicleș
- Biblioteca Comunală din Bilvănești
- Biblioteca Comunală din Breznița Motru
- Biblioteca Comunală din Breznița Ocol
- Biblioteca Comunală din Broșteni
- Biblioteca Comunală din Burila Mare
- Biblioteca Comunală din Butoiești
- Biblioteca Comunală din Căzănești
- Biblioteca Comunală din Cireșu
- Biblioteca Comunală din Corcova
- Biblioteca Comunală din Corlățel
- Biblioteca Comunală din Cujmir
- Biblioteca Comunală din Dărvari
- Biblioteca Comunală din Devesel
- Biblioteca Comunală din Dubova
- Biblioteca Comunală din Dumbrava
- Biblioteca Comunală din Eselnița
- Biblioteca Comunală din Florești
- Biblioteca Comunală din Gârla Mare
- Biblioteca Comunală din Gogoșu
- Biblioteca Comunală din Greci
- Biblioteca Comunală din Grozești
- Biblioteca Comunală din Gruia
- Biblioteca Comunală din Hinova
- Biblioteca Comunală din Hușniciora
- [[Biblioteca Comunală din Ilovaț]
- Biblioteca Comunală din Ilovița
- Biblioteca Comunală din Isverna
- Biblioteca Comunală din Izvorul Bârzei
- Biblioteca Comunală din Jiana
- Biblioteca Comunală din Livezile
- Biblioteca Comunală din Malovat
- Biblioteca Comunală din Obârșia Cloșani
- Biblioteca Comunală din Obârșia de Câmp
- Biblioteca Comunală din Oprișor
- Biblioteca Comunală din Padina
- Biblioteca Comunală din Pătulele
- Biblioteca Comunală din Podeni
- Biblioteca Comunală din Ponoarele
- Biblioteca Comunală din Poroina Mare
- Biblioteca Comunală din Pristol
- Biblioteca Comunală din Prunișor
- Biblioteca Comunală din Punghina
- Biblioteca Comunală din Rogova
- Biblioteca Comunală din Salcia
- Biblioteca Comunală din Simian
- Biblioteca Comunală din Șișești
- Biblioteca Comunală din Șovarna
- Biblioteca Comunală din Stângăceaua
- Biblioteca Comunală din Svinița
- Biblioteca Comunală din Tâmna
- Biblioteca Comunală din Vânători
- Biblioteca Comunală din Vânjuleț
- Biblioteca Comunală din Vlădaia
- Biblioteca Comunală din Voloiac
- Biblioteca metodică „Prof. dr. Constantin Negreanu” a Casei Corpului Didactic a Județului Mehedinți
- Biblioteca Colegiului Național „Traian” din Drobeta Turnu-Severin
- Biblioteca Liceului Teoretic „Șerban Cioculescu” din Drobeta Turnu-Severin
- Bibluoteca Liceului Tehnologic „Decebal” din Drobeta Turnu-Severin
- Biblioteca Școlii Gimnaziale nr. 3 din Drobeta Turnu Severin
- Biblioteca Școlii Gimnaziale nr. 5 din Drobeta Turnu-Severin
- Biblioteca Școlii Gimnaziale nr. 8 din Drobeta Turnu-Severin
- Biblioteca Școlii Gimnaziale nr. 14 din Drobeta Turnu-Severin
- Biblioteca Liceului Teoretic „Traian Lalescu” din Orșova
- Biblioteca Liceului Tehnologic „Tudor Vladimirescu” din Simian
- Biblioteca Școlii Gimnaziale din Bălvănești
- Biblioteca Școlii Gimnaziale din Broșteni
- Biblioteca Școlii Gimnaziale „Pamfil Șeicaru” din Orșova
- Biblioteca Școlii Gimnaziale din Rogova
- Biblioteca Școlii Gimnaziale „Mihai Viteazul” din Strehaia

## Mureș
- Biblioteca Județeană Mureș din Târgu Mureș Pagina web
- Biblioteca Teleki-Bolyai din Târgu Mureș
- Biblioteca Municipală „Petru Maior” din Reghin
- Biblioteca Comunală din Acățari
- Biblioteca Comunală din Adămuș
- Biblioteca Comunală din Albești
- Biblioteca Comunală din Aluniș
- Biblioteca Comunală din Apold
- Biblioteca Comunală din Ațintiș
- Biblioteca Comunală din Bagaciu
- Biblioteca Comunală din Bala
- Biblioteca Comunală din Bălăușeri
- Biblioteca Comunală din Band
- Biblioteca Comunală din Batoș
- Biblioteca Comunală din Beica de Jos
- Biblioteca Comunală din Bogata
- Biblioteca Comunală din Breaza
- Biblioteca Comunală din Ceuașu de Câmpie
- Biblioteca Comunală din Chețani
- Biblioteca Comunală din Chiheru de Jos
- Biblioteca Comunală din Crăciunești
- Biblioteca Comunală din Crăiești
- Biblioteca Comunală din Cristești
- Biblioteca Comunală din Cucerdea
- Biblioteca Comunală din Deda
- Biblioteca Comunală din Eremitu
- Biblioteca Comunală din Ernei
- Biblioteca Comunală din Fântânele
- Biblioteca Comunală din Fărăgău
- Biblioteca Comunală din Gălești
- Biblioteca Comunală din Gănești
- Biblioteca Comunală din Ghindari
- Biblioteca Comunală din Glodeni
- Biblioteca Comunală din Gornești
- Biblioteca Comunală din Grebenișu de Câmpie
- Biblioteca Comunală din Gurghiu
- Biblioteca Comunală din Hodac
- Biblioteca Comunală din Hodosa
- Biblioteca Comunală din Ibănești
- Biblioteca Comunală din Ideciu de Jos
- Biblioteca Comunală din Lunca
- Biblioteca Comunală din Măgherani
- Biblioteca Comunală din Mica
- Biblioteca Comunală din Miheșu de Câmpie
- Biblioteca Comunală din Nadeș
- Biblioteca Comunală din Neaua
- Biblioteca Comunală din Papiu Ilarian
- Biblioteca Comunală din Păsăreni
- Biblioteca Comunală din Petelea
- Biblioteca Comunală din Pogăceaua
- Biblioteca Comunală din Raciu
- Biblioteca Comunală din Răstolița
- Biblioteca Comunală din Rușii Munți
- Biblioteca Comunală din Sâmpetru de Câmpie
- Biblioteca Comunală din Sâncraiu de Mureș
- Biblioteca Comunală din Sângeorgiu de Mureș
- Biblioteca Comunală din Sânger
- Biblioteca Comunală din Sânpaul
- Biblioteca Comunală din Sântana de Mureș
- Biblioteca Comunală din Saschiz
- Biblioteca Comunală din Saulia
- Biblioteca Comunală din Șincai
- Biblioteca Comunală din Stânceni
- Biblioteca Comunală din Suplac
- Biblioteca Comunală din Suseni
- Biblioteca Comunală din Tăureni
- Biblioteca Comunală din Valea Largă
- Biblioteca Comunală din Vărgata
- Biblioteca Comunală din Vătava
- Biblioteca Comunală din Vetea
- Biblioteca Comunală din Voivodeni
- Biblioteca Comunală din Zagăr
- Biblioteca Comunală din Zau de Câmpie
- Biblioteca Universității de Medicină, Farmacie, Științe și Tehnologie „George Emil Palade" din Târgu Mureș Pagina web Arhivat în 8 octombrie 2021, la Wayback Machine.
- Biblioteca Muzeului Județean Mureș din Târgu Mureș Pagina web
- Biblioteca Muzeului Etnografic „Anton Badea” din Târgu Mureș
- Biblioteca Casei Corpului Didactic a Județului Mureș
- Biblioteca Centrului Școlar pentru Educație Incluzivă nr. 1 din Târgu Mureș
- Biblioteca Colegiului Național „Alexandru Papiu Ilarian” din Târgu Mureș
- Biblioteca Colegiului Național „Unirea” din Târgu Mureș
- Biblioteca Colegiului Național Pedagogic „Mihai Eminescu” din Târgu Mureș
- Biblioteca Colegiului Economic „Transilvania” din Târgu Mureș
- Biblioteca Liceului cu Program Sportiv „Szasz Adalbert” din Târgu Mureș
- Biblioteca Liceului Tehnologic Electromureș din Târgu Mureș
- Biblioteca Liceului Tehnologic „Gheorghe Sincai” din Târgu Mureș
- Biblioteca Liceului Tehnologic „Traian Vuia” din Târgu Mureș
- Biblioteca Liceului Tehnologic „Ion Vlasiu” din Târgu Mureș
- Biblioteca Gimnazială „Dacia” din Târgu Mureș
- Biblioteca Gimnaziului de Stat „Serafim Duicu” din Târgu Mureș
- Biblioteca Gimnaziului de Stat „Tudor Vladimirescu” din Târgu Mureș
- Biblioteca Gimnaziului „Europa” din Târgu Mureș
- Biblioteca Gimnaziului „George Coșbuc” din Târgu Mureș
- Biblioteca Gimnaziului „Liviu Rebreanu” din Târgu Mureș
- Biblioteca Gimnaziului „Romulus Guga” din Târgu Mureș
- Biblioteca Școlii Gimnaziale nr. 2 din Târgu Mureș
- Biblioteca Școlii Gimnaziale nr. 7 din Târgu Mureș
- Biblioteca Școlii Gimnaziale „Nicolae Bălcescu” din Târgu Mureș
- Biblioteca Școlii Gimnaziale „Friedrich Schiller” din Târgu Mureș
- Centrul de Informare și Documentare al Liceului Tehnologic din Band
- Biblioteca Liceului Tehnologic „Petru Maior” din Reghin
- Biblioteca Școlii Gimnaziale „Alexandru Ceșianu” din Reghin
- Biblioteca Liceului Teoretic „Joseph Haltrich” din Sighișoara
- Biblioteca Gimnaziului de Stat „Octavian Goga” din Sighișoara
- Biblioteca Gimnaziului de Stat „Victor Jinga” din Sighișoara
- Biblioteca Gimnaziului de Stat „Zaharia Boiu” din Sighișoara
- Biblioteca Școlii Gimnaziale „Miron Neagu” din Sighișoara
- Biblioteca Școlii Gimnaziale nr. 6 din Sighișoara
- Biblioteca Liceului Tehnologic „Domokos Kazmer” din Sovata
- [[Biblioteca Liceului Teoretic „Andrei Bârseanu” din Târnăveni
- Biblioteca Gimnaziului de Stat „Traian” din Târnăveni
- Biblioteca Gimnaziului de Stat „Avram Iancu” din Târnăveni
- Biblioteca Gimnaziului „Vasile Moldova” din Târnăveni
- Biblioteca Școlii Gimnaziale cu clasele I-VIII nr. 3 din Târnăveni
- Biblioteca Gimnaziului de Stat „Decebal” din Bobohalma
- Biblioteca Școlii Gimnaziale „Dr. Nyulas Ferenc” din Eremitu
- Biblioteca Școlii Gimnaziale „Deák Farkas” din Miercurea Nirajului
- Biblioteca Gimnaziului de Stat „Gheorghe Șincai” din Riciu
- Biblioteca Școlii Gimnaziale din Ungheni

## Neamț
- Biblioteca Județeană „G. T. Kirileanu” din Piatra Neamț Pagina web
- Biblioteca Municipală „George Radu Melidon” din Roman
- Biblioteca Orășenească „Mihai Eminescu” din Bicaz
- Biblioteca Orășenească din Târgu Neamț
- Biblioteca Orășenească din Roznov
- Biblioteca Comunală din Agapia
- Biblioteca Comunală din Alexandru cel Bun
- Biblioteca Comunală din Bahna
- Biblioteca Comunală din Bălțătești
- Biblioteca Comunală din Bârgăuani
- Biblioteca Comunală din Bicaz-Chei
- Biblioteca Comunală din Bicazu Ardelean
- Biblioteca Comunală din Bâra
- Biblioteca Comunală din Bodești
- Biblioteca Comunală din Boghicea
- Biblioteca Comunală din Borca
- Biblioteca Comunală din Borlești
- Biblioteca Comunală din Botești
- Biblioteca Comunală din Bozieni
- Biblioteca Comunală din Brusturi
- Biblioteca Comunală din Cândești
- Biblioteca Comunală din Ceahlău
- Biblioteca Comunală din Cordun
- Biblioteca Comunală din Costișa
- Biblioteca Comunală din Crăcăoani
- Biblioteca Comunală din Dămuc
- Biblioteca Comunală din Dobreni
- Biblioteca Comunală din Doljești
- Biblioteca Comunală din Dragomirești
- Biblioteca Comunală din Drăgănești
- Biblioteca Comunală din Dulcești
- Biblioteca Comunală din Dumbrava Roșie
- Biblioteca Comunală din Farcașa
- Biblioteca Comunală din Făurei
- Biblioteca Comunală din Gâdinți
- Biblioteca Comunală din Gârcina
- Biblioteca Comunală din Gherăești
- Biblioteca Comunală din Ghindăoani
- Biblioteca Comunală din Girov
- Biblioteca Comunală din Grințieș
- Biblioteca Comunală din Grumăzești
- Biblioteca Comunală din Hangu
- Biblioteca Comunală din Horia
- Biblioteca Comunală din Icușești
- Biblioteca Comunală din Ion Creangă
- Biblioteca Comunală din Mărgineni
- Biblioteca Comunală din Moldoveni
- Biblioteca Comunală din Negrești
- Biblioteca Comunală din Oniceni
- Biblioteca Comunală din Păstrăveni
- Biblioteca Comunală din Pâncești
- Biblioteca Comunală din Pângărați
- Biblioteca Comunală din Petricani
- Biblioteca Comunală din Piatra Șoimului
- Biblioteca Comunală din Pipirig
- Biblioteca Comunală din Podoleni
- Biblioteca Comunală din Poiana Teiului
- Biblioteca Comunală din Poienari
- Biblioteca Comunală din Răucești
- Biblioteca Comunală din Războieni
- Biblioteca Comunală din Rediu
- Biblioteca Comunală din Români
- Biblioteca Comunală din Ruginoasa
- Biblioteca Comunală din Sagna
- Biblioteca Comunală din Săbăoani
- Biblioteca Comunală din Săvinești
- Biblioteca Comunală din Secuieni
- Biblioteca Comunală din Stănița
- Biblioteca Comunală din Ștefan cel Mare
- Biblioteca Comunală din Tarcău
- Biblioteca Comunală din Tașca
- Biblioteca Comunală din Tazlău
- Biblioteca Comunală din Tămășeni
- Biblioteca Comunală din Timișești
- Biblioteca Comunală din Trifești
- Biblioteca Comunală din Tupilați
- Biblioteca Comunală din Țibucani
- Biblioteca Comunală din Urecheni
- Biblioteca Comunală din Valea Ursului
- Biblioteca Comunală din Văleni
- Biblioteca Comunală din Vânători-Neamț
- Biblioteca Comunală din Zănești
- Biblioteca „Pr. Prof. Dr. Petru Tocănel” a Institutului Teologic Romano-Catolic Franciscan din Roman Pagina web
- Biblioteca Casei Corpului Didactic a Județului Neamț
- Biblioteca Centrului Școlar pentru Educație Incluzivă din Târgu Neamț
- Biblioteca Colegiului Național „Petru Rareș” din Piatra Neamț
- Biblioteca Colegiului Tehnic „Gheorghe Cartianu” din Piatra Neamț
- Biblioteca Liceului Tehnologic „Spiru Haret” din Piatra Neamț
- Biblioteca Liceului Teologic Ortodox „Sfinții Împărați Constantin și Elena” din Piatra Neamț
- Biblioteca Școlii Gimnaziale nr. 2 din Piatra Neamț
- Biblioteca Liceului Tehnologic din Adjudeni
- Biblioteca Colegiului Național „Roman-Vodă” din Roman
- Biblioteca Colegiului Tehnic „Miron Costin” din Roman
- Biblioteca Colegiului Tehnic „Petru Poni” din Roman
- Biblioteca Liceului Tehnologic „Vasile Sav” din Roman
- Biblioteca Liceului Teologic „Episcop Melchisedec” din Roman
- Biblioteca Liceului Teologic Romano-Catolic „Sfântul Francisc de Assisi” din Roman
- Biblioteca Școlii Gimnaziale „Roman Mușat” din Roman
- Biblioteca Școlii Gimnaziale „A. I. Cuza” din Roman
- Biblioteca Școlii Gimnaziale „Vasile Alecsandri” din Roman
- Biblioteca Școlii Gimnaziale „Mihai Eminescu” din Roman
- Biblioteca Colegiului Național „Ștefan cel Mare” din Târgu Neamț
- Biblioteca Colegiului Tehnic „Ion Creangă” din Târgu Neamț
- Biblioteca Seminarului Teologic Ortodox „Veniamin Costachi” din Vânători Neamț
- Biblioteca Școlii Gimnaziale nr. 1 din Bicaz
- Biblioteca Școlii Gimnaziale „Ieremia Irimescu” din Brusturi
- Biblioteca Școlii Gimnaziale din Gherăști
- Biblioteca Școlii Gimnaziale „Prof. Ghe. Dumitreasa” din Girov
- Biblioteca Școlii Gimnaziale „Gheorghe Nicolau” din Români
- Biblioteca Școlii Gimnaziale „Iulia Hălăucescu” din Tarcău
- Centrul de Informare și Documentare și Biblioteca Școlii Gimnaziale „I. I. Mironescu” din Tazlău

## Olt
- Biblioteca Județeană „Ion Minulescu” din Slatina Pagina web
- Biblioteca Municipală „Virgil Carianopol” din Caracal
- Biblioteca Orășenească „Petre Pandrea” din Balș
- Biblioteca Orășenească „Virgil Mazilescu” din Corabia
- Biblioteca Orășenească „Dumitru Popovici” din Drăgănești-Olt
- Biblioteca Orășenească din Piatra Olt
- Biblioteca Orășenească din Potcoava
- Biblioteca Orășenească din Scornicești
- Biblioteca Comunală „Mihai Eminescu” din Babiciu
- Biblioteca Comunală din Baldovinești
- Biblioteca Comunală din Bărăști
- Biblioteca Comunală „Pan M. Vizirescu” din Birza
- Biblioteca Comunală din Bobicești
- Biblioteca Comunală „Gheorghe Dakin” din Brastavatu
- Biblioteca Comunală din Brâncoveni
- Biblioteca Comunală din Brebeni
- Biblioteca Comunală din Bucinisu
- Biblioteca Comunală din Calui
- Biblioteca Comunală din Cârlogani
- Biblioteca Comunală din Cezieni
- Biblioteca Comunală din Cilieni
- Biblioteca Comunală din Colonești
- Biblioteca Comunală din Corbu
- Biblioteca Comunală din Coteana
- Biblioteca Comunală din Crimpoia
- Biblioteca Comunală din Cungrea
- Biblioteca Comunală din Curtișoara
- Biblioteca Comunală din Dăneasa
- Biblioteca Comunală din Deveselu
- Biblioteca Comunală din Dobrețu
- Biblioteca Comunală din Dobrosloveni
- Biblioteca Comunală „Anghel Dumbrăveanu” din Dobroteasa
- Biblioteca Comunală din Dobrun
- Biblioteca Comunală din Drăghiceni
- Biblioteca Comunală „Constantin Saban Făgețel” din Făgețelu
- Biblioteca Comunală din Fălcoiu
- Biblioteca Comunală din Fărcașele
- Biblioteca Comunală din Găneasa
- Biblioteca Comunală din Gârcov
- Biblioteca Comunală din Găvănești
- Biblioteca Comunală din Giuvărăști
- Biblioteca Comunală din Gostavatu
- Biblioteca Comunală din Grădinari
- Biblioteca Comunală din Grădinile
- Biblioteca Comunală din Grojdibodu
- Biblioteca Comunală din Ianca
- Biblioteca Comunală din Iancu Jianu
- Biblioteca Comunală din Icoana
- Biblioteca Comunală din Izbiceni
- Biblioteca Comunală din Izvoarele
- Biblioteca Comunală din Leleasca
- Biblioteca Comunală din Mărunțel
- Biblioteca Comunală din Mihăești
- Biblioteca Comunală din Milcov
- Biblioteca Comunală din Morunglav
- Biblioteca Comunală din Movileni
- Biblioteca Comunală din Nicolae Titulescu
- Biblioteca Comunală din Obârșia
- Biblioteca Comunală „Gheorghe Chițu” din Oboga
- Biblioteca Comunală din Oporelu
- Biblioteca Comunală din Optași
- Biblioteca Comunală din Orlea
- Biblioteca Comunală din Osica de Jos
- Biblioteca Comunală din Osica de Sus
- Biblioteca Comunală din Parscoveni
- Biblioteca Comunală din Perieți
- Biblioteca Comunală din Pleșoiu
- Biblioteca Comunală „Silvestru Spulbereanu” din Poboru
- Biblioteca Comunală din Priseaca
- Biblioteca Comunală din Radomirești
- Biblioteca Comunală din Redea
- Biblioteca Comunală din Rotunda
- Biblioteca Comunală „Alexandru G. Golescu Negrilă” din Rusănești
- Biblioteca Comunală din Sâmburești
- Biblioteca Comunală din Scărișoara
- Biblioteca Comunală din Schitu
- Biblioteca Comunală din Seaca
- Biblioteca Comunală din Slătioara
- Biblioteca Comunală „Maria Iovescu” din Spineni
- Biblioteca Comunală „Prof. Gh. Cârstoiu” din Sprâncenata
- Biblioteca Comunală din Stoenești
- Biblioteca Comunală din Stoicănești
- Biblioteca Comunală din Strejești
- Biblioteca Comunală din Studina
- Biblioteca Comunală „Dumitru Caracostea” din Șerbănești
- Biblioteca Comunală din Șopârlița
- Biblioteca Comunală din Ștefan cel Mare
- Biblioteca Comunală din Tătulești
- Biblioteca Comunală din Teslui
- Biblioteca Comunală din Tia Mare
- Biblioteca Comunală din Topana
- Biblioteca Comunală din Traianu
- Biblioteca Comunală din Tufeni
- Biblioteca Comunală din Urzica
- Biblioteca Comunală din Vădăstra
- Biblioteca Comunală din Vădăstrița
- Biblioteca Comunală din Valea Mare
- Biblioteca Comunală din Văleni
- Biblioteca Comunală „Nicolae Fulga” din Vâlcele
- Biblioteca Comunală din Verguleasa
- Biblioteca Comunală din Vișina Nouă
- Biblioteca Comunală din Vișina Veche
- Biblioteca Comunală din Vitomirești
- Biblioteca Comunală din Vlădila
- Biblioteca Comunală din Voineasa
- Biblioteca Comunală din Vulpeni
- Biblioteca Comunală din Vulturești
- Biblioteca Casei Corpului Didactic a Județului Olt
- Biblioteca Liceului Teoretic „Petre Pandrea” din Balș
- Biblioteca Colegiul Național „Ionița Asan” din Caracal
- Centrul de Informare și Documentare al Liceului Tehnologic „Ion Popescu-Cilieni” din Cilieni
- Biblioteca Liceului Tehnologic din Iancu Jianu
- Biblioteca Liceului „Ștefan Diaconescu” din Potcoava
- Centrul de Documentare și Informare al Liceului Teoretic „Ion Gh. Roșca” din Osica de Sus
- Centrul de Informare și Documentare al Liceului Tehnologic din Văleni

## Prahova
- Biblioteca Județeană „Nicolae Iorga” din Ploiești Pagina web
- Biblioteca Municipală „Dr. C.I. Istrati” din Câmpina
- Biblioteca Orășenească din Azuga
- Biblioteca Orășenească din Băicoi
- Biblioteca Orășenească din Boldești-Scăeni
- Biblioteca Orășenească „Dan Grigorescu” din Breaza
- Biblioteca Orășenească din Bușteni
- Biblioteca Orășenească „Paul Despheliphon” din Comarnic
- Biblioteca Orășenească din Mizil
- Biblioteca Orășenească din Plopeni
- Biblioteca Orășenească din Sinaia
- Biblioteca Orășenească din Slănic
- Biblioteca Orășenească din Urlați
- Biblioteca Orășenească „Miron Radu Paraschivescu” din Vălenii de Munte
- Biblioteca Comunală din Adunați
- Biblioteca Comunală din Albești-Paleologu
- Biblioteca Comunală din Aluniș
- Biblioteca Comunală din Apostolache
- Biblioteca Comunală din Ariceștii Zeletin
- Biblioteca Comunală din Baba-Ana
- Biblioteca Comunală din Balta-Doamnei
- Biblioteca Comunală din Bănești
- Biblioteca Comunală din Berceni
- Biblioteca Comunală din Bertea
- Biblioteca Comunală din Blejoi
- Biblioteca Comunală din Boldești-Grădiștea
- Biblioteca Comunală din Bucov
- Biblioteca Comunală din Cărbunești
- Biblioteca Comunală din Cerașu
- Biblioteca Comunală din Chiojdeanca
- Biblioteca Comunală din Ciorani
- Biblioteca Comunală din Cocorăștii Mislii
- Biblioteca Comunală din Cornu
- Biblioteca Comunală din Cosminele
- Biblioteca Comunală din Drăgănești
- Biblioteca Comunală din Dumbrăvești
- Biblioteca Comunală din Fântânele
- Biblioteca Comunală din Filipeștii de Târg
- Biblioteca Comunală din Fulga
- Biblioteca Comunală din Gornet
- Biblioteca Comunală din Gornet-Cricov
- Biblioteca Comunală din Gura Vadului
- Biblioteca Comunală din Iordăcheanu
- Biblioteca Comunală din Izvoarele
- Biblioteca Comunală din Lapos
- Biblioteca Comunală din Lipănești
- Biblioteca Comunală din Măgureni
- Biblioteca Comunală din Măneciu
- Biblioteca Comunală din Păcureți
- Biblioteca Comunală din Păulești
- Biblioteca Comunală din Plopu
- Biblioteca Comunală din Poenarii Burchii
- Biblioteca Comunală „Dimitrie Gusti” din Poiana Câmpina
- Biblioteca Comunală din Posești
- Biblioteca Comunală din Provița de Jos
- Biblioteca Comunală din Salcia
- Biblioteca Comunală din Sălciile
- Biblioteca Comunală din Sângeru
- Biblioteca Comunală Șirna
- Biblioteca Comunală din Șoimari
- Biblioteca Comunală din Starchiojd
- Biblioteca Comunală din Ștefești
- Biblioteca Comunală din Surani
- Biblioteca Comunală din Talea
- Biblioteca Comunală din Teișani
- Biblioteca Comunală din Telega
- Biblioteca Comunală din Tinosu
- Biblioteca Comunală din Tomșani
- Biblioteca Comunală din Vâlcănești
- Biblioteca Comunală ”Mircea Iorgulescu” Valea Călugărească
- Biblioteca Comunală din Valea Doftanei
- Biblioteca Comunală din Vărbilău
- Biblioteca Centrală a Universității Petrol-Gaze din Ploiești Pagina web
- Biblioteca Muzeul Județean de Istorie și Arheologie Prahova din Ploiești Pagina web
- Biblioteca Colegiului Național Militar „Dimitrie Cantemir” din Breaza Pagina web
- Biblioteca Școlii de Agenți de Poliție „Vasile Lascăr” din Câmpina
- Biblioteca Casei Corpului Didactic a Județului Prahova
- Biblioteca Colegiului Național „Alexandru Ioan Cuza” din Ploiești
- Biblioteca Colegiului Național „Ion Luca Caragiale” din Ploiești
- Biblioteca Colegiului Național „Nichita Stănescu” din Ploiești
- Biblioteca și Centrul de Informare și Documentare al Colegiului Național „Mihai Viteazul” din Ploiești
- Biblioteca Colegiului de Artă „Carmen Sylva” din Ploiești
- Biblioteca Colegiului Tehnic „Lazăr Edeleanu” din Ploiești
- Biblioteca Școlii Gimnaziale „Andrei Mureșanu” din Ploiești
- Biblioteca Școlii Gimnaziale „George Coșbuc” din Ploiești
- Biblioteca Școlii Gimnaziale „I. A. Bassarabescu” din Ploiești
- Biblioteca Școlii Gimnaziale „Nicolae Simache” din Ploiești
- Biblioteca Liceulu Teoretic „Aurel Vlaicu” din Breaza
- Biblioteca Colegiului „Ion Kalinderu” din Bușteni
- Biblioteca Colegiului Național „Nicolae Grigorescu” din Câmpina
- Biblioteca Liceului Tehnologic din Câmpina
- Biblioteca Colegiului „Ferdinand I” din Măneciu
- Centrul de Informare și Documentare al Colegiului „Mihail Cantacuzino” din Sinaia
- Biblioteca Liceului Tehnologic „Gheorghe Ionescu-Sisești” din Valea Călugărească
- Biblioteca Școlii Gimnaziale „Dimitrie Sfetescu” din Albești-Paleologu
- Biblioteca Școlii Gimnaziale „Mihai Vodă” din Pleașa
- Biblioteca Școlii Gimnaziale din Măgurele

## Satu Mare
- Biblioteca Județeană Satu Mare din Satu Mare Pagina web
- Biblioteca Municipală din Carei
- Biblioteca Orășenească din Ardud
- Biblioteca Orășenească din Negrești Oaș
- Biblioteca Orășenească din Tășnad
- Biblioteca Comunală din Acâș
- Biblioteca Comunală din Agriș
- Biblioteca Comunală din Andrid
- Biblioteca Comunală din Apa
- Biblioteca Comunală din Bârsău de Sus
- Biblioteca Comunală din Bătarci
- Biblioteca Comunală „Viorel Sălăgean” din Beltiug
- Biblioteca Comunală din Berveni
- Biblioteca Comunală din Bixad
- Biblioteca Comunală din Bogdand
- Biblioteca Comunală din Botiz
- Biblioteca Comunală din Călinești Oaș
- Biblioteca Comunală din Cămârzana
- Biblioteca Comunală din Căpleni
- Biblioteca Comunală din Căuaș
- Biblioteca Comunală din Cehal
- Biblioteca Comunală din Certeze
- Biblioteca Comunală din Craidorolț
- Biblioteca Comunală din Crucișor
- Biblioteca Comunală din Culciu
- Biblioteca Comunală din Doba
- Biblioteca Comunală din Dorolț
- Biblioteca Comunală din Foieni
- Biblioteca Comunală din Gherța Mică
- Biblioteca Comunală din Halmeu
- Biblioteca Comunală din Hodod
- Biblioteca Comunală din Homorodu de Mijloc
- Biblioteca Comunală din Lazuri
- Biblioteca Comunală „Hadrian Daicoviciu” din Medieșu Aurit
- Biblioteca Comunală din Micula
- Biblioteca Comunală din Moftin
- Biblioteca Comunală din Odoreu
- Biblioteca Comunală din Orașu Nou
- Biblioteca Comunală din Păulești
- Biblioteca Comunală din Petrești
- Biblioteca Comunală din Pir
- Biblioteca Comunală din Pișcolt
- Biblioteca Comunală din Pomi
- Biblioteca Comunală „Iosif Cosmuta” din Santău
- Biblioteca Comunală din Săcășeni
- Biblioteca Comunală din Sanislău
- Biblioteca Comunală din Săuca
- Biblioteca Comunală din Socond
- [[Biblioteca Comunală din Supur]
- Biblioteca Comunală „Athanasie Doros” din Tarna Mare
- Biblioteca Comunală „Nae Antonescu” din Terebești]
- Biblioteca Comunală din Tiream
- Biblioteca Comunală din Tîrșolț
- Biblioteca Comunală „Aurel Haiduc” din Turț
- Biblioteca Comunală din Turulung
- Biblioteca Comunală din Urziceni
- Biblioteca Comunală din Valea Vinului
- Biblioteca Comunală din Vama
- Biblioteca Comunală din Vetiș
- Biblioteca Comunală din Viile Satu Mare
- Biblioteca Muzeului Județean Satu Mare din Satu Mare Pagina web
- Biblioteca Casei Corpului Didactic a Județului Satu Mare
- Biblioteca „Dr. Vasile Lucaciu” a Colegiului Național „Doamna Stanca” din Satu Mare
- Biblioteca „Petru Bran” a Colegiului Național „Mihai Eminescu” din Satu Mare
- Biblioteca Colegiului Național „Kölcsey Ferenc” din Satu Mare
- Biblioteca Colegiului Economic „Gheorghe Dragoș” din Satu Mare
- Biblioteca Colegiului Tehnic de Transporturi și Telecomunicații „Ion I.C. Brătianu” din Satu Mare
- Biblioteca Colegiului Tehnic „Traian Vuia” din Satu Mare
- Biblioteca Liceului Tehnologic de Industrie Alimentară „George Emil Palade” din Satu Mare
- Biblioteca Liceului Tehnologic „Constantin Brâncuși” din Satu Mare
- Biblioteca Liceului de Artă „Aurel Popp” din Satu Mare
- Biblioteca Liceului Teoretic German „Johann Ettinger” din Satu Mare
- Biblioteca Școlii Gimnaziale „Avram Iancu” din Satu Mare
- Biblioteca Școlii Gimnaziale „Grigore Moisil” din Satu Mare
- Biblioteca Școlii Gimnaziale „Avram Iancu” din Satu Mare
- Biblioteca Școlii Gimnaziale „Lucian Blaga” din Satu Mare
- Biblioteca Școlii „Octavian Goga” din Satu Mare
- Biblioteca Colegiului Tehnic „Iuliu Maniu” din Carei
- Biblioteca Liceului Tehnologic „Simion Bărnuțiu” din Carei
- Biblioteca Liceului Tehnologic „Ioniță G. Andron” din Negrești Oaș
- Biblioteca Liceului Tehnologic „George Barițiu” din Livada
- Biblioteca Liceului Teoretic din Carei
- Biblioteca Școlii Gimnaziale nr. 1 din Carei
- Biblioteca Școlii gimnaziale nr. 3 din Carei
- Centrul de Documentare și Informare al Școlii Gimnaziale „Vasile Lucaciu” din Carei
- Centrul de Informare și Documentare al Liceului Teoretic din Negrești Oaș
- Biblioteca Școlii gimnaziale nr. 1 din Negrești Oaș
- Biblioteca Școlii Gimnaziale „George Coșbuc” din Medieșu Aurit
- Biblioteca Școlii Gimnaziale din Tășnad
- Centrul de Informare și Documentare al Școlii Gimnaziale din Halmeu
- Centrul de Documentare și Informare al Școlii Gimnaziale din Vama

## Sălaj
- Biblioteca Județeană „I. Scipione Bădescu” din Zalău Pagina web
- Biblioteca Orășenească din Cehu Silvaniei
- Biblioteca Orășenească din Jibou
- Biblioteca Orășenească din Șimleu Silvaniei
- Biblioteca Comunală din Agrij
- Biblioteca Comunală din Almașu
- Biblioteca Comunală din Băbeni
- Biblioteca Comunală din Bălan
- Biblioteca Comunală din Bănișor
- Biblioteca Comunală din Benesat
- Biblioteca Comunală din Bobota
- Biblioteca Comunală din Bocșa
- Biblioteca Comunală din Boghiș
- Biblioteca Comunală din Buciumi
- Biblioteca Comunală din Camăr
- Biblioteca Comunală din Carastelec
- Biblioteca Comunală din Chieșd
- Biblioteca Comunală din Cizer
- Biblioteca Comunală din Coșeiu
- Biblioteca Comunală din Crasna
- Biblioteca Comunală din Creaca
- Biblioteca Comunală din Cristolț
- Biblioteca Comunală din Crișeni
- Biblioteca Comunală din Cuzăplac
- Biblioteca Comunală din Dobrin
- Biblioteca Comunală din Dragu
- Biblioteca Comunală din Fildu de Jos
- Biblioteca Comunală din Gâlgău
- Biblioteca Comunală din Gârbou
- Biblioteca Comunală din Halmășd
- Biblioteca Comunală din Hereclean
- Biblioteca Comunală din Hida
- Biblioteca Comunală din Horoatu Crasnei
- Biblioteca Comunală din Ileanda
- Biblioteca Comunală din Ip
- Biblioteca Comunală din Letca
- Biblioteca Comunală din Lozna
- Biblioteca Comunală din Marca
- Biblioteca Comunală din Măeriște
- Biblioteca Comunală din Meseșeni
- Biblioteca Comunală din Mirșid
- Biblioteca Comunală din Năpradea
- Biblioteca Comunală din Nușfalău
- Biblioteca Comunală din Pericei
- Biblioteca Comunală din Plopiș
- Biblioteca Comunală din Poiana Blenchii
- Biblioteca Comunală din Românași
- Biblioteca Comunală din Rus
- Biblioteca Comunală din Sălățig
- Biblioteca Comunală din Sărmășag
- Biblioteca Comunală din Sîg
- Biblioteca Comunală din Sîmnihaiu Almașului
- Biblioteca Comunală din Someș Odorhei
- Biblioteca Comunală din Surduc
- Biblioteca Comunală din Șamșud
- Biblioteca Comunală din Șimișna
- Biblioteca Comunală din Treznea
- Biblioteca Comunală din Valcău
- Biblioteca Comunală din Vîrșolț
- Biblioteca Comunală din Zalha
- Biblioteca Comunală din Zimbor
- Biblioteca Muzeului Județean de Istorie și Artă Zalău
- Biblioteca Casei Corpului Didactic a Județului Sălaj
- Biblioteca Colegiului Tehnic „Alesandru Papiu Ilarian” din Zalău
- Biblioteca Liceului de Artă „Ioan Sima” din Zalău
- Biblioteca Liceului Ortodox „Sf. Nicolae” din Zalău
- Biblioteca Liceului Pedagogic „Gh. Șincai” din Zalău
- Biblioteca Liceului Tehnologic „Mihai Viteazul” din Zalău
- Biblioteca Liceului Tehnologic „Voievodul Gelu” din Zalău
- Biblioteca Liceului Sportiv „Avram Iancu” din Zalău
- Biblioteca Școlii Gimnaziale „Iuliu Maniu” din Zalău
- Biblioteca Școlii Gimnaziale „Simion Bărnuțiu” din Zalău
- Biblioteca Școlii Gimnaziale „Porolissum” din Zalău
- Biblioteca Școlii Gimnaziale „Mihai Eminescu” din Zalău
- Centrul de Informare și Documentare al Colegiului Național „Silvania” din Zalău
- Biblioteca Liceului Tehnologic „Gh. Pop de Băsești” din Cehu Silvaniei
- Biblioteca Școlii Gimnaziale „Andrei Mureșanu” din Cehu Silvaniei
- Biblioteca Liceului Tehnologic „Cserey-Goga” din Crasna
- Biblioteca Liceului Tehnologic nr. 1 din Gâlgău
- Biblioteca Liceului Tehnologic „Liviu Rebreanu” din Hida
- Biblioteca Liceului Tehnologic „Ioachim Pop” din Ileanda
- Biblioteca Liceului Teoretic „Ion Agârbiceanu” din Jibou
- Biblioteca Liceului Tehnologic „Octavian Goga” din Jibou
- Biblioteca Școlii Gimnaziale „Lucian Blaga” din Jibou
- Biblioteca Liceului Tehnologic nr. 1 din Sărmășag
- Biblioteca Colegiului Național „Simion Bărnuțiu” din Șimleu Silvaniei
- Biblioteca Colegiului Tehnic „Iuliu Maniu” din Șimleu Silvaniei
- Biblioteca Liceului Tehnologic „Ioan Ossian” din Șimleu Silvaniei
- Biblioteca Școlii Gimnaziale „Horea” din Șimleu Silvaniei
- Centrul de Documentare și Informare al Liceului Tehnologic nr. 1 din Surduc
- Biblioteca Școlii Gimnaziale din Aghireș
- Biblioteca Scolii Gimnaziale din Agrij
- Biblioteca Școlii Gimnaziale din Almașu
- Biblioteca Școlii Gimnaziale „A. Iancu” din Aluniș, Benesat
- Biblioteca Scolii Gimnaziale din Bălan
- Biblioteca Școlii Gimnaziale din Boghiș
- Biblioteca Școlii Gimnaziale din Chieșd
- Biblioteca Școlii Gimnaziale „Marcus Aurelius” din Creaca
- Biblioteca Școlii Gimnaziale din Cristolț
- Biblioteca Școlii Gimnaziale din Fildu de Mijloc
- Biblioteca Școlii Gimnaziale din Gârbou
- Biblioteca Școlii Gimnaziale „Avram Iancu” din Halmășd
- Biblioteca Școlii Gimnaziale din Hereclean
- Biblioteca Școlii Gimnaziale din Jac
- Biblioteca Școlii Gimnaziale din Letca
- Biblioteca Școlii Gimnaziale din Mirșid
- Biblioteca Școlii Gimnaziale „Petri Mor” din Nușfalău
- Biblioteca Școlii Gimnaziale „Gh. Munteanu” din Poiana Blenchii
- Biblioteca Școlii Gimnaziale din Rus
- Biblioteca Școlii Gimnaziale din Sâg

## Sibiu
- Biblioteca Județeană ASTRA din Sibiu Pagina web
- Biblioteca Municipală „St. L. Roth” din Mediaș
- Biblioteca Orășenească din Agnita
- Biblioteca Orășenească din Avrig
- Biblioteca Orășenească din Copșa Mică
- Biblioteca Orășenească din Dumbrăveni
- Biblioteca Orășenească din Miercurea Sibiului
- Biblioteca Orășenească din Ocna Sibiului
- Biblioteca Orășenească din Săliște
- Biblioteca Orășenească din Tălmaciu
- Biblioteca Comunală din Altina
- Biblioteca Comunală din Apoldu de Jos
- Biblioteca Comunală din Arpașu de Sus
- Biblioteca Comunală din Atel
- Biblioteca Comunală din Axente Sever
- Biblioteca Comunală din Barghis
- Biblioteca Comunală din Bazna
- Biblioteca Comunală din Biertan
- Biblioteca Comunală din Blăjel
- Biblioteca Comunală din Brădeni
- Biblioteca Comunală din Brăteiu
- Biblioteca Comunală din Bruiu
- Biblioteca Comunală din Carta
- Biblioteca Comunală din Chirpar
- Biblioteca Comunală din Cristian
- Biblioteca Comunală din Darlos
- Biblioteca Comunală din Gura Râului
- Biblioteca Comunală din Hoghilag
- Biblioteca Comunală din Iacobeni
- Biblioteca Comunală din Jina
- Biblioteca Comunală din Loamnes Alamor
- Biblioteca Comunală din Loslea
- Biblioteca Comunală din Ludoș
- Biblioteca Comunală din Marpod
- Biblioteca Comunală din Merghindeal
- Biblioteca Comunală din Micasasa
- Biblioteca Comunală din Mihăileni
- Biblioteca Comunală din Mosna
- Biblioteca Comunală din Nocrich
- Biblioteca Comunală din Orlat
- Biblioteca Comunală din Pauca
- Biblioteca Comunală din Poiana Sibiului
- Biblioteca Comunală din Poplaca
- Biblioteca Comunală din Porumbacu de Jos
- Biblioteca Comunală din Racoviță
- Biblioteca Comunală din Rășinari
- Biblioteca Comunală din Râu Sadului
- Biblioteca Comunală din Roșia
- Biblioteca Comunală din Sadu
- Biblioteca Comunală din Slimnic
- Biblioteca Comunală din Seica Mică
- Biblioteca Comunală din Șelimbar
- Biblioteca Comunală din Șura Mare
- Biblioteca Comunală din Șura Mică
- Biblioteca Comunală din Târnava
- Biblioteca Comunală din Tilișca
- Biblioteca Comunală din Turnu Roșu
- Biblioteca Comunală din Valea Viilor
- Biblioteca Comunală din Vurpar
- Biblioteca Universității „Lucian Blaga" din Sibiu Pagina web
- Biblioteca Muzeului Național Brukenthal din Sibiu Pagina web
- Biblioteca Institutul de Cercetări Socio-Umane din Sibiu al Academiei Române
- Biblioteca Universitară a Academiei Forțelor Terestre „Nicolae Bălcescu” din Sibiu Pagina web
- Biblioteca Școlii Militare de Maiștri Militari și Subofițeri pentru Comunicații, Tehnologia Informației și Apărare Cibernetică din Sibiu Pagina web Arhivat în 8 octombrie 2021, la Wayback Machine.
- Biblioteca Centrului de Limbi Străine al Statului Major al Forțelor Terestre din Sibiu Pagina web Arhivat în 22 octombrie 2021, la Wayback Machine.
- Biblioteca Casei Corpului Didactic a Județului Sibiu
- Biblioteca Colegiului Național „Gheorghe Lazăr” din Sibiu
- Biblioteca Colegiului Național „Samuel von Brukenthal” din Sibiu
- Bibloteca Colegiului Național „Octavian Goga” din Sibiu
- Biblioteca Colegiului Tehnic Energetic din Sibiu
- Biblioteca Colegiului Economic „George Barițiu” din Sibiu
- Biblioteca Liceului de Artă din Sibiu
- Biblioteca Colegiului Tehnic „Mediensis” din Mediaș

## Suceava
- Biblioteca Bucovinei „I.G. Sbiera” din Suceava Pagina web
- Biblioteca Municipală din Câmpulung Moldovenesc
- Biblioteca Municipală „Eugen Lovinescu” din Fălticeni
- Biblioteca Municipală „Tudor Flondor” din Rădăuți
- Biblioteca Municipală „G.T. Kirileanu” din Vatra Dornei
- Biblioteca Orășenească din Broșteni
- Biblioteca Orășenească din Cajvana
- Biblioteca Orășenească din Dolhasca
- Biblioteca Orășenească „George Sidorovici” din Frasin
- Biblioteca Orășenească din Gura Humorulu
- Biblioteca Orășenească „Gheorghe Lupu” din Liteni
- Biblioteca Orășenească din Milișăuți
- Biblioteca Orășenească din Salcea
- Biblioteca Orășenească „Teodor V. Stefanelli” din Siret
- Biblioteca Orășenească „I. E. Torouțiu” din Solca
- Biblioteca Orășenească din Vicovu de Sus
- Biblioteca Comunală din Adâncata
- Biblioteca Comunală „Ștefan Gruia” din Arbore
- Biblioteca Comunală „M. Gafița” din Baia
- Biblioteca Comunală din Bălăceana
- Biblioteca Comunală din Bălcăuți
- Biblioteca Comunală din Berchisești
- Biblioteca Comunală din Bilca
- Biblioteca Comunală din Bogdănești
- Biblioteca Comunală din Boroaia
- Biblioteca Comunală din Bosanci
- Biblioteca Comunală din Botoșana
- Biblioteca Comunală din Breaza
- Biblioteca Comunală din Brodina
- Biblioteca Comunală din Bunești
- Biblioteca Comunală din Burla
- Biblioteca Comunală din Cacica
- Biblioteca Comunală din Calafindești
- Biblioteca Comunală din Capu-Câmpului
- Biblioteca Comunală din Cârlibaba
- Biblioteca Comunală din Ciprian Porumbescu
- Biblioteca Comunală „Florin Gheucă” din Ciocănești
- Biblioteca Comunală din Cornu-Luncii
- Biblioteca Comunală din Coșna
- Biblioteca Comunală din Crucea
- Biblioteca Comunală din Dărmănești
- Biblioteca Comunală din Dolhești
- Biblioteca Comunală din Dorna Arini
- Biblioteca Comunală din Dorna Candrenilor
- Biblioteca Comunală din Dornești
- Biblioteca Comunală din Drăgoiești
- Biblioteca Comunală din Drăgușeni
- Biblioteca Comunală din Dumbrăveni
- Biblioteca Comunală din Fântâna Mare
- Biblioteca Comunală din Fântânele
- Biblioteca Comunală din Forăști
- Biblioteca Comunală „Iraclie Porumbescu“ din Frătăuții Noi
- Biblioteca Comunală „Dragoș Luchian” din Frătăuții Vechi
- Biblioteca Comunală din Frumosu
- Biblioteca Comunală din Fundu-Moldovei
- Biblioteca Comunală din Gălănești
- Biblioteca Comunală din Grămești
- Biblioteca Comunală din Grănicești
- Biblioteca Comunală din Hănțești
- Biblioteca Comunală din Hârtop
- Biblioteca Comunală din Horodnic de Jos
- Biblioteca Comunală din Horodnic de Sus
- Biblioteca Comunală din Horodniceni
- Biblioteca Comunală din Iacobeni
- Biblioteca Comunală din Iaslovăț
- Biblioteca Comunală „Simion Florea Marian” din Ilișești
- Biblioteca Comunală din Ipotești
- Biblioteca Comunală din Izvoarele Sucevei
- Biblioteca Comunală din Marginea
- Biblioteca Comunală „Nicolae Labiș” din Mălini
- Biblioteca Comunală din Mănăstirea Humorului
- Biblioteca Comunală din Mitocu Dragomirnei
- Biblioteca Comunală din Moara
- Biblioteca Comunală din Moldova Sulița
- Biblioteca Comunală din Moldovița
- Biblioteca Comunală din Mușenița
- Biblioteca Comunală din Ostra
- Biblioteca Comunală din Păltinoasa
- Biblioteca Comunală din Panaci
- Biblioteca Comunală din Pârteștii de Jos
- Biblioteca Comunală din Pătrăuți
- Biblioteca Comunală din Poiana Stampei
- Biblioteca Comunală din Poieni-Solca
- Biblioteca Comunală din Pojorâta
- Biblioteca Comunală din Preutești
- Biblioteca Comunală din Putna
- Biblioteca Comunală din Rădășeni
- Biblioteca Comunală din Râșca
- Biblioteca Comunală „Dragoș Vicol” din Sadova
- Biblioteca Comunală din Satu-Mare
- Biblioteca Comunală din Siminicea
- Biblioteca Comunală din Slatina
- Biblioteca Comunală „Dimitrie Onciul” din Straja
- Biblioteca Comunală din Stroiești
- Biblioteca Comunală din Stulpicani
- Biblioteca Comunală din Sucevița
- Biblioteca Comunală din Șaru Dornei
- Biblioteca Comunală din Șcheia
- Biblioteca Comunală din Șerbăuți
- Biblioteca Comunală din Todirești
- Biblioteca Comunală „Constantin Ștefuriuc” din Udești
- Biblioteca Comunală din Ulma
- Biblioteca Comunală din Vadu Moldovei
- Biblioteca Comunală din Valea Moldovei
- Biblioteca Comunală din Vama
- Biblioteca Comunală din Vatra Moldoviței
- Biblioteca Comunală din Verești
- Biblioteca Comunală din Vicovu de Jos
- Biblioteca Comunală din Voitinel
- Biblioteca Comunală din Volovăț
- Biblioteca Comunală din Vulturești
- Biblioteca Comunală din Zamostea
- Biblioteca Comunală din Zvoriștea
- Biblioteca Universității „Ștefan Cel Mare” din Suceava Pagina web
- Biblioteca Muzeului Național al Bucovinei din Suceava
- Biblioteca Muzeului Apelor „Mihai Băcescu” din Fălticeni
- Biblioteca Muzeului de Artă „Ion Irimescu” din Fălticeni
- Biblioteca Colegiului Național Militar „Ștefan Cel Mare” din Câmpulung Moldovenesc
- Biblioteca Casei Corpului Didactic „George Tofan” a Județului Suceava
- Biblioteca Centrului Școlar de Educație Incluzivă din Suceava
- Biblioteca Centrului Scolar pentru Educație Incluzivă „Sf. Andrei” din Gura Humorului
- Biblioteca Colegiului Național „Ștefan cel Mare” din Suceava
- Biblioteca Colegiului Național „Eudoxiu Hurmuzachi” din Suceava
- Biblioteca Colegiului Național „Dragoș Vodă” din Câmpulung Moldovenesc
- Biblioteca Colegiului de Artă „Ciprian Porumbescu” din Suceava
- Biblioteca Colegiului Economic „Dimitrie Cantemir” din Suceava
- Biblioteca Colegiului Național „Petru Rareș” din Suceava
- Biblioteca Colegiului Silvic „Bucovina” din Suceava
- Biblioteca Colegiului Tehnic „Samoil Isopescu” din Suceava
- Biblioteca Coleiului „Andronic Motrescu” din Rădăuți
- Biblioteca Școlară din Bosanci
- Biblioteca „Andi Andrieș” a Școlii Gimnaziale „Ion Barbir” din Capu Câmpului
- Biblioteca Școlii Gimnaziale din Ipotești
- Biblioteca Scolii Gimnaziale din Stulpicani
- Biblioteca și Centrul de Documentare și Informare al Școlii Gimnaziale „Mihai Eminescu” din Rădăuți

## Teleorman
- Biblioteca Județeană „Marin Preda” din Alexandria Pagina web
- Biblioteca Municipală „Gala Galaction” din Roșiorii de Vede
- Biblioteca Orășenească „Miron Radu Paraschivescu” din Zimnicea
- Biblioteca Comunală din Babaița
- Biblioteca Comunală din Balaci
- Biblioteca Comunală din Beuca
- Biblioteca Comunală din Blejești
- Biblioteca Comunală din Bogdana
- Biblioteca Comunală din Botoroaga
- Biblioteca Comunală din Bragadiru
- Biblioteca Comunală din Branceni
- Biblioteca Comunală din Bujoreni
- Biblioteca Comunală din Bujoreni
- Biblioteca Comunală din Bujoru
- Biblioteca Comunală din Buzescu
- Biblioteca Comunală din Călinești
- [[Biblioteca Comunală din Calmatuiu]
- Biblioteca Comunală din Calmatuiu de Sus
- Biblioteca Comunală din Cervenia
- Biblioteca Comunală din Ciolănești
- Biblioteca Comunală din Ciuperceni
- Biblioteca Comunală din Contești
- Biblioteca Comunală din Cosmești
- [[Biblioteca Comunală din Crângeni]
- Biblioteca Comunală din Crângeni
- Biblioteca Comunală din Crevenicu
- Biblioteca Comunală din Didești
- Biblioteca Comunală din Dobrotești
- Biblioteca Comunală din Drăgănești de Vede
- Biblioteca Comunală din Drăgănești-Vlașca
- Biblioteca Comunală din Fântânele
- Biblioteca Comunală din Frumoasa
- Biblioteca Comunală din Furculești
- Biblioteca Comunală din Galateni
- Biblioteca Comunală din Grângu
- Biblioteca Comunală din Gratia
- Biblioteca Comunală din Islaz
- Biblioteca Comunală din Izvoarele
- Biblioteca Comunală din Lisa
- Biblioteca Comunală din Lița
- Biblioteca Comunală din Lunca
- Biblioteca Comunală din Măgura
- Biblioteca Comunală din Maldaieni
- Biblioteca Comunală din Mârzănești
- Biblioteca Comunală din Mavrodin
- Biblioteca Comunală din Mereni
- Biblioteca Comunală din Moșteni
- Biblioteca Comunală din Nanov
- Biblioteca Comunală din Năsturelu
- Biblioteca Comunală din Necșești
- Biblioteca Comunală din Nenciulești
- Biblioteca Comunală din Olteni
- Biblioteca Comunală din Orbeasca
- Biblioteca Comunală din Piatra
- Biblioteca Comunală din Pietroșani
- Biblioteca Comunală din Plopii-Slavitești
- Biblioteca Comunală din Plosca
- Biblioteca Comunală din Poeni
- Biblioteca Comunală din Poroschia
- Biblioteca Comunală din Putineiu
- Biblioteca Comunală din Rădoiești
- Biblioteca Comunală din Răzmirești
- Biblioteca Comunală din Săceni
- Biblioteca Comunală din Saelele
- Biblioteca Comunală din Salcia
- Biblioteca Comunală din Sârbeni
- Biblioteca Comunală din Scrioastea
- Biblioteca Comunală din Scurtu Mare
- Biblioteca Comunală din Seaca
- Biblioteca Comunală din Segarcea Vale
- Biblioteca Comunală din Sfintești
- Biblioteca Comunală din Siliștea
- Biblioteca Comunală din Siliștea Gumești
- Biblioteca Comunală din Slobozia Mândra
- Biblioteca Comunală din Smardioasa
- Biblioteca Comunală din Stejaru
- Biblioteca Comunală din Storobăneasa
- Biblioteca Comunală din Suhaia
- Biblioteca Comunală din Talpa
- Biblioteca Comunală din Tătărești de Jos
- Biblioteca Comunală din Tătărești de Sus
- Biblioteca Comunală din Țigănești
- Biblioteca Comunală din Traian
- Biblioteca Comunală din Trivalea-Moșteni
- Biblioteca Comunală din Troianul
- Biblioteca Comunală din Vârtoape
- Biblioteca Comunală din Vedea
- Biblioteca Comunală din Viișoara
- Biblioteca Comunală din Vitănești
- Biblioteca Comunală din Zâmbreasca
- Biblioteca Comunală „Liliana Grădinaru” din Peretu
- Biblioteca Casei Corpului Didactic a Județului Teleorman
- Biblioteca Colegiului Național Pedagogic „Mircea Scarlat” din Alexandria
- Biblioteca Școlii cu clasele I-VIII „Ștefan cel Mare” din Alexandria
- Biblioteca Școlii Gimnaziale „Alexandru Colfescu” din Alexandria
- Biblioteca Școlii Gimnaziale „Mihai Eminescu” Alexandria
- Biblioteca Școlii Gimnaziale „Mihai Viteazul” din Alexandria
- Biblioteca Școlii Gimnaziale nr. 7 din Alexandria
- Biblioteca Colegiului Național „Anastasescu” din Roșiorii de Vede
- Biblioteca Colegiului „Anghel Saligny” din Roșiorii de Vede
- Biblioteca Liceului Tehnologic „Virgil Madgearu” din Roșiorii de Vede
- Biblioteca Școlii Gimnaziale „Mihai Eminescu” din Roșiorii de Vede
- Biblioteca Școlii Gimnaziale „Zaharia Stancu” din Roșiorii de Vede
- Biblioteca Școlii „Dan Berindei” din Roșiorii de Vede
- Biblioteca Colegiului Național „Unirea” din Turnu Măgurele
- Biblioteca Liceului Tehnologic „Sf. Haralambie” din Turnu Măgurele
- Biblioteca Liceului Teoretic „Marin Preda” din Turnu Măgurele
- [[Biblioteca Liceului „General David Praporgescu” din Turnu Măgurele]
- Biblioteca Liceului Teoretic din Zimnicea

## Timiș
- Biblioteca Județeană „Sorin Titel” din Timișoara Pagina web
- Biblioteca Municipală din Lugoj
- Biblioteca Orășenească din Buziaș
- Biblioteca Orășenească din Ciacova
- Biblioteca Orășenească din Deta
- Biblioteca Orășenească din Făget
- Biblioteca Orășenească din Gătaia
- Biblioteca Orășenească din Jimbolia
- Biblioteca Orășenească din Recaș
- Biblioteca Orășenească din Sânnicolau Mare
- Biblioteca Comunală din Balinț
- Biblioteca Comunală din Banloc
- Biblioteca Comunală din Bara
- Biblioteca Comunală din Bârna
- Biblioteca Comunală din Beba Veche
- Biblioteca Comunală din Becicherecu Mic
- Biblioteca Comunală din Belinț
- Biblioteca Comunală din Bethausen
- Biblioteca Comunală din Biled
- Biblioteca Comunală din Birda
- Biblioteca Comunală din Boldur
- Biblioteca Comunală din Brestovăț
- Biblioteca Comunală din Cărpiniș
- Biblioteca Comunală din Cenad
- Biblioteca Comunală din Cenei
- Biblioteca Comunală din Checea
- Biblioteca Comunală din Chereveșu Mare
- Biblioteca Comunală din Comloșul Mare
- Biblioteca Comunală din Coșteiu
- Biblioteca Comunală din Criciova
- Biblioteca Comunală din Curtea
- Biblioteca Comunală din Darova
- Biblioteca Comunală din Denta
- Biblioteca Comunală din Dudeștii Vechi
- Biblioteca Comunală din Dumbrava
- Biblioteca Comunală din Dumbrăvița
- Biblioteca Comunală din Fârdea
- Biblioteca Comunală din Foeni
- Biblioteca Comunală din Gavojdia
- Biblioteca Comunală din Ghilad
- Biblioteca Comunală din Ghiroda
- Biblioteca Comunală din Ghizela
- Biblioteca Comunală din Giarmata
- Biblioteca Comunală din Giera
- Biblioteca Comunală din Giroc
- Biblioteca Comunală din Giulvăz
- Biblioteca Comunală din Gottlob
- Biblioteca Comunală din Iecea Mare
- Biblioteca Comunală din Jamu Mare
- Biblioteca Comunală din Jebel
- Biblioteca Comunală din Lenauheim
- Biblioteca Comunală din Liebling
- Biblioteca Comunală din Lovrin
- Biblioteca Comunală din Mănăștiur
- Biblioteca Comunală din Margina
- Biblioteca Comunală din Moravița
- Biblioteca Comunală din Moșnița Nouă
- Biblioteca Comunală din Nădrag
- Biblioteca Comunală din Nițchidorf
- Biblioteca Comunală din Orțișoara
- Biblioteca Comunală din Pădureni
- Biblioteca Comunală din Periam
- Biblioteca Comunală din Pietroasa
- Biblioteca Comunală din Pișchia
- Biblioteca Comunală din Racovița
- Biblioteca Comunală din Remetea Mare
- Biblioteca Comunală din Săcălaz
- Biblioteca Comunală din Sacoșu Turcesc
- Biblioteca Comunală din Șag
- Biblioteca Comunală din Sânandrei
- Biblioteca Comunală din Șandra
- Biblioteca Comunală din Sânpetru Mare
- Biblioteca Comunală din Saravale
- Biblioteca Comunală din Satchinez
- Biblioteca Comunală din Secaș
- Biblioteca Comunală din Teremia Mare
- Biblioteca Comunală din Tomești
- Biblioteca Comunală din Topolovățu Mare
- Biblioteca Comunală din Tormac
- Biblioteca Comunală din Traian Vuia
- Biblioteca Comunală din Uivar
- Biblioteca Comunală din Valcani
- Biblioteca Comunală din Variaș
- Biblioteca Comunală din Victor Vlad Delamarina
- Biblioteca Centrală Universitară „Eugen Todoran” din Timișoara Pagina web
- Biblioteca Universității de Medicină și Farmacie „Victor Babeș” din Timișoara Pagina web
- Biblioteca Centrală a Universității Politehnica din Timișoara Pagina web
- Biblioteca Universității de Științe Agricole și Medicină Veterinară din Timișoara Pagina web
- Biblioteca Mitropoliei Banatului
- Biblioteca Casei Corpului Didactic a Județului Timiș
- Biblioteca Colegiului Național Bănățean din Timișoara
- Biblioteca Colegiului Național Pedagogic „Carmen Sylva” din Timișoara
- Biblioteca Colegiului Economic „Francesco Saverio Nitti” din Timișoara
- Biblioteca Colegiului de Silvicultură și Agricultură „Casa Verde” din Timișoara
- Biblioteca și Centrul de Documentare și Informare al Colegiului Tehnic „Henri Coandă” din Timișoara
- Biblioteca Liceului Teoretic „Nikolaus Lenau” din Timișoara
- Biblioteca Liceului Teoretic „William Shakespeare” din Timișoara
- Biblioteca Liceului „Grigore Moisil” din Timișoara
- Centrul de Documentare și Informare și Biblioteca Colegiului Național „C. D. Loga” din Timișoara
- Centrul de Informare și Documentare și Biblioteca Liceului Teoretic din Gătaia

## Tulcea
- Biblioteca Județeană „Panait Cerna” din Tulcea Pagina web
- Biblioteca Orășenească „Valentin Șerbu” din Babadag
- Biblioteca Orășenească din Isaccea
- Biblioteca Orășenească „Profesor Ion Buzea” din Măcin
- Biblioteca Orășenească „Jean Bart” din Sulina
- Biblioteca Comunală din Baia
- Biblioteca Comunală din Beidaud
- Biblioteca Comunală din Beștepe
- Biblioteca Comunală din C. A. Rosetti
- Biblioteca Comunală din Carcaliu
- Biblioteca Comunală din Casimcea
- Biblioteca Comunală din Ceamurlia de Jos
- Biblioteca Comunală din Ceatalchioi
- Biblioteca Comunală din Cerna
- Biblioteca Comunală din Chilia-Veche
- Biblioteca Comunală din Ciucurova
- Biblioteca Comunală din Crișan
- Biblioteca Comunală din Dăeni
- Biblioteca Comunală din Dorobanțu
- Biblioteca Comunală din Frecăței
- Biblioteca Comunală din Greci
- Biblioteca Comunală din Grindu
- Biblioteca Comunală din Hamcearca
- Biblioteca Comunală din Horia
- Biblioteca Comunală din I. C. Brătianu
- Biblioteca Comunală din Izvoarele
- Biblioteca Comunală din Jijila
- Biblioteca Comunală din Jurilovca
- Biblioteca Comunală din Luncavița
- Biblioteca Comunală din M. Kogălniceanu
- Biblioteca Comunală din Mahmudia
- Biblioteca Comunală din Maliuc
- Biblioteca Comunală din Mihai Bravu
- Biblioteca Comunală din Murighiol
- Biblioteca Comunală din Nalbant
- Biblioteca Comunală din Niculițel
- Biblioteca Comunală din Nufăru
- Biblioteca Comunală din Ostrov
- Biblioteca Comunală din Pardina
- Biblioteca Comunală din Peceneaga
- Biblioteca Comunală din Sarichioi
- Biblioteca Comunală din Sf. Gheorghe
- Biblioteca Comunală din Slava Cercheză
- Biblioteca Comunală din Smârdan
- Biblioteca Comunală din Somova
- Biblioteca Comunală din Stejaru
- Biblioteca Comunală din Topolog
- Biblioteca Comunală din Turcoaia
- Biblioteca Comunală din Valea Nucarilor
- Biblioteca Institutului de Cercetări Eco-Muzeale „Gavrilă Simion” din Tulcea Pagina web
- Biblioteca Casei Corpului Didactic a Județului Tulcea
- Biblioteca Colegiului Dobrogean „Spiru Haret” din Tulcea
- Biblioteca Colegiului Economic „Delta Dunării” din Tulcea
- Biblioteca Colegiului Tehnic „Henri Coandă” din Tulcea
- Biblioteaca și Centrul de Informare și Documentare al Colegiului „Brad Segal” din Tulcea
- Biblioteca Liceului de Artă „George Georgescu” din Tulcea
- Biblioteca Liceului Tehnologic Agricol „Nicolae Cornățeanu” din Tulcea
- Biblioteca Liceului Tehnologic „Anghel Saligny” din Tulcea
- Biblioteca Liceului Tehnologic „Ion Mincu” din Tulcea
- Biblioteca Liceului Teoretic „Grigore Moisil” din Tulcea
- Biblioteca Liceului „Ion Creangă” din Tulcea
- Biblioteca Seminarul Teologic „Sf. Ioan Casian” din Tulcea
- Biblioteca Școlii Gimnaziale „Constantin Găvenea” din Tulcea
- Biblioteca Școlii Gimnaziale „Elena Doamna” Tulcea
- Biblioteca Școlii Gimnaziale „Nifon Bălășescu” Tulcea
- Biblioteca Școlii Gimnaziale „Ioan Nenițescu” Tulcea
- Biblioteca Școlii „Alexandru Ciucurencu” din Tulcea
- Biblioteca Liceului Teoretic „Dimitrie Cantemir” din Babadag

## Vaslui
- Biblioteca Județeană „Nicolae Milescu Spătarul” din Vaslui Pagina web Arhivat în 11 mai 2012, la Wayback Machine.
- Biblioteca Municipală „Stroe Belloescu” din Bârlad
- Biblioteca Municipală „Mihail Ralea” din Huși
- Biblioteca Orășenească din Murgeni
- Biblioteca Orășenească „Constantin Macarovici” din Negrești
- Biblioteca Comunală din Albești
- Biblioteca Comunală din Alexandru Vlahuță
- Biblioteca Comunală din Arsura
- Biblioteca Comunală din Banca
- Biblioteca Comunală din Băcani
- Biblioteca Comunală din Băcești
- Biblioteca Comunală din Bălteni
- Biblioteca Comunală din Berezeni
- Biblioteca Comunală din Blăgești
- Biblioteca Comunală din Bogdana
- Biblioteca Comunală din Bogdănești
- Biblioteca Comunală din Bogdănița
- Biblioteca Comunală din Boțești
- Biblioteca Comunală din Bunești-Averești
- Biblioteca Comunală din Ciocani
- Biblioteca Comunală din Codăești
- Biblioteca Comunală din Coroiești
- Biblioteca Comunală din Costești
- Biblioteca Comunală din Cozmești
- Biblioteca Comunală din Crețești
- Biblioteca Comunală din Dănești
- Biblioteca Comunală din Deleni
- Biblioteca Comunală din Delești
- Biblioteca Comunală din Dimitrie Cantemir
- Biblioteca Comunală din Dodești
- Biblioteca Comunală din Dragomirești
- Biblioteca Comunală din Drânceni
- Biblioteca Comunală din Duda-Epureni
- Biblioteca Comunală din Dumești
- Biblioteca Comunală din Epureni
- Biblioteca Comunală din Fălciu
- Biblioteca Comunală din Ferești
- Biblioteca Comunală din Găgești
- Biblioteca Comunală din Gârceni
- Biblioteca Comunală din Gherghești
- Biblioteca Comunală din Grivița
- Biblioteca Comunală din Hoceni
- Biblioteca Comunală din Iana
- Biblioteca Comunală din Ibănești
- Biblioteca Comunală din Ivănești
- Biblioteca Comunală din Ivești
- Biblioteca Comunală din Laza
- Biblioteca Comunală din Lipovăț
- Biblioteca Comunală din Lunca Banului
- Biblioteca Comunală din Mălușteni
- Biblioteca Comunală din Miclești
- Biblioteca Comunală din Muntenii de Jos
- Biblioteca Comunală din Muntenii de Sus
- Biblioteca Comunală din Oltenești
- Biblioteca Comunală din Oșești
- Biblioteca Comunală din Pădureni
- Biblioteca Comunală din Perieni
- Biblioteca Comunală din Pochidia
- Biblioteca Comunală din Pogana
- Biblioteca Comunală din Poienești
- Biblioteca Comunală din Puiești
- Biblioteca Comunală din Pungești
- Biblioteca Comunală din Rebricea
- Biblioteca Comunală din Roșiești
- Biblioteca Comunală din Solești
- Biblioteca Comunală din Stănilești
- Biblioteca Comunală din Ștefan cel Mare
- Biblioteca Comunală din Șuletea
- Biblioteca Comunală din Tanacu
- Biblioteca Comunală din Tăcuta
- Biblioteca Comunală din Tătărăni
- Biblioteca Comunală din Todirești
- Biblioteca Comunală din Tutova
- Biblioteca Comunală din Văleni
- Biblioteca Comunală din Vetrișoaia
- Biblioteca Comunală din Viișoara
- Biblioteca Comunală din Vinderei
- Biblioteca Comunală din Voinești
- Biblioteca Comunală din Vulturești
- Biblioteca Comunală din Vutcani
- Biblioteca Comunală din Zăpodeni
- Biblioteca Comunală din Zorleni
- Biblioteca Casei Corpului Didactic a Județului Vaslui
- Biblioteca Colegiului Economic „Anghel Rugina” din Vaslui
- Biblioteca Liceului „Emil Racoviță” din Vaslui
- Biblioteca Liceului Teoretic „Mihai Eminescu” din Bârlad
- Biblioteca Liceului Teoretic „Mihail Kogălniceanu” din Vaslui
- Biblioteca Liceului „Ștefan Procopiu” din Vaslui
- Biblioteca Școlii Gimnaziale nr. 1 „Al. Ioan Cuza” Vaslui
- Biblioteca Școlii Gimnaziale „Alexandra Nechita” Vaslui
- Biblioteca Școlii Gimnaziale „Constantin Motaș” din Vaslui
- Biblioteca Școlii Gimnaziale „Constantin Parfenie” din Vaslui
- Biblioteca Școlii Gimnaziale „Dimitrie Cantemir” din Vaslui
- Biblioteca Școlii Gimnaziale „Elena Cuza” din Vaslui
- Biblioteca Școlii Gimnaziale „Mihai Eminescu” din Vaslui
- Biblioteca Școlii Gimnaziale „Mihail Sadoveanu” din Vaslui
- Biblioteca Școlii Gimnaziale „Ștefan cel Mare” din Vaslui
- Biblioteca Colegiului Național „Gheorghe Roșca Codreanu” din Bârlad
- Biblioteca Școlii Gimnaziale nr. 1 „Iorgu Radu” Bârlad
- Biblioteca Școlii Gimnaziale „Episcop Iacov Antonovici” din Bârlad
- Biblioteca Școlii Gimnaziale „George Tutoveanu” Bârlad
- Biblioteca Școlii Gimnaziale „M. C. Epureanu” din Bârlad
- Biblioteca Școlii Gimnaziale „Vasile Pârvan” din Bârlad
- Biblioteca Colegiului Național „Cuza Vodă” din Huși
- Centrul de Informare și Documentare „Ion Murgeanu” al Liceului Tehnologic „Marcel Guguianu” din Zorleni

## Vâlcea
- Biblioteca Județeană „Antim Ivireanul” din Râmnicu Vâlcea Pagina web
- Biblioteca Municipală din Drăgășani
- Biblioteca Orășenească din Băbeni
- Biblioteca Orășenească din Băile Govora
- Biblioteca Orășenească din Băile Olănești
- Biblioteca Orășenească din Bălcești
- Biblioteca Orășenească din Berbești
- Biblioteca Orășenească din Brezoi
- Biblioteca Orășenească „A.E.Baconsky” din Călimănești
- Biblioteca Orășenească „Ada Orleanu” din Horezu
- Biblioteca Orășenească din Ocnele Mari
- Biblioteca Comunală din Alunu
- Biblioteca Comunală din Amărăști
- Biblioteca Comunală din Bărbățești
- Biblioteca Comunală din Berislavești
- Biblioteca Comunală din Boișoara
- Biblioteca Comunală din Budești
- Biblioteca Comunală din Bunești
- Biblioteca Comunală din Cernișoara
- Biblioteca Comunală din Ciineni
- Biblioteca Comunală din Copăceni
- Biblioteca Comunală din Costești
- Biblioteca Comunală din Crețeni
- Biblioteca Comunală din Dăești
- Biblioteca Comunală din Dănicel
- Biblioteca Comunală din Diculești
- Biblioteca Comunală din Drăgoești
- Biblioteca Comunală din Fârtățești
- Biblioteca Comunală din Făurești
- Biblioteca Comunală din Frâncești
- Biblioteca Comunală din Galicea
- Biblioteca Comunală din Ghioroiu
- Biblioteca Comunală din Glavile
- Biblioteca Comunală din Golești
- Biblioteca Comunală din Grădiștea
- Biblioteca Comunală din Gușoeni
- Biblioteca Comunală din Ionești
- Biblioteca Comunală din Lăcusteni
- Biblioteca Comunală din Lădești
- Biblioteca Comunală din Lalosu
- Biblioteca Comunală din Lăpușata
- Biblioteca Comunală din Livezi
- Biblioteca Comunală din Lungești
- Biblioteca Comunală din Maciuca
- Biblioteca Comunală din Mădulari
- Biblioteca Comunală din Malaia
- Biblioteca Comunală din Mateești
- Biblioteca Comunală din Mihăești
- Biblioteca Comunală din Milcoiu
- Biblioteca Comunală din Mitrofani
- Biblioteca Comunală din Muereasca
- Biblioteca Comunală din Nicolae Bălcescu
- Biblioteca Comunală din Olanu
- Biblioteca Comunală din Oteșani
- Biblioteca Comunală din Păușești
- Biblioteca Comunală „Antim Petrescu” din Păușești-Măglași
- Biblioteca Comunală din Perișani
- Biblioteca Comunală din Pesceana
- Biblioteca Comunală din Pietrari
- Biblioteca Comunală din Popești
- Biblioteca Comunală din Prundeni
- Biblioteca Comunală din Racoviță
- Biblioteca Comunală din Roești
- Biblioteca Comunală din Roșiile
- Biblioteca Comunală din Runcu
- Biblioteca Comunală din Salatrucel
- Biblioteca Comunală din Scundu
- Biblioteca Comunală din Slătioara
- Biblioteca Comunală din Stănești
- Biblioteca Comunală din Ștefănești
- Biblioteca Comunală din Stoenești
- Biblioteca Comunală din Stoilești-Bulagei
- Biblioteca Comunală din Stroiești
- Biblioteca Comunală din Susani
- Biblioteca Comunală din Sinești
- Biblioteca Comunală din Șirineasa
- Biblioteca Comunală din Șutești
- Biblioteca Comunală din Titești
- Biblioteca Comunală din Tomșani
- Biblioteca Comunală din Tutoiu
- Biblioteca Comunală din Vaideeni
- Biblioteca Comunală din Valea Mare
- Biblioteca Comunală din Vlădești
- Biblioteca Comunală din Voicești
- Biblioteca Comunală din Voineasa
- Biblioteca Comunală din Zatreni
- Biblioteca Universității „Constantin Brâncoveanu” din Râmnicu Vâlcea
- Biblioteca Muzeului Județean „Aurelian Sacerdoțeanu” din Râmnicu Vâlcea Pagina web
- Biblioteca Eparhială din Râmnicu Vâlcea
- Biblioteca Mănăstirii Horezu
- Biblioteca Casei Corpului Didactic a Județului Vâlcea
- Biblioteca Colegiului Național „Alexandru Lahovari” din Râmnicu Vâlcea
- Biblioteca Colegiului Național de Informatică „Matei Basarab” din Râmnicu Vâlcea
- Biblioteca Liceului de Arte „Victro Giuleanu” din Râmnicu Vâlcea
- Biblioteca Liceului „Constantin Brâncoveanu” din Horezu
- Biblioteca „Vasile Roman” a Colegiului Național „Mircea cel Bătrân” din Râmnicu Vâlcea
- Biblioteca și Centrul de Documentare și Informare al Colegiului Național „Gib Mihăescu” din Drăgășani
- Centrul de Documentare și Informare a Liceului Teoretic din Brezoi
- Biblioteca Școlii Gimnaziale din Alunu
- Biblioteca Școlii Gimnaziale din Colțești

## Vrancea
- Biblioteca Județeană „Duiliu Zamfirescu” din Focșani Pagina web
- Biblioteca Municipală din Adjud
- Biblioteca Orășenească din Mărășești
- Biblioteca Orășenească din Panciu
- Biblioteca Orășenească din Odobești
- Biblioteca Comunală din Andreiașu de Jos
- Biblioteca Comunală din Bălești
- Biblioteca Comunală din Bârsești
- Biblioteca Comunală din Boghești
- Biblioteca Comunală din Bolotești
- Biblioteca Comunală din Bordești
- Biblioteca Comunală din Broșteni
- Biblioteca Comunală din Câmpineanca
- Biblioteca Comunală din Câmpuri
- Biblioteca Comunală din Cărligele
- Biblioteca Comunală din Chiojdeni
- Biblioteca Comunală din Ciorăști
- Biblioteca Comunală din Corbița
- Biblioteca Comunală din Cotești
- Biblioteca Comunală din Dumbrăveni
- Biblioteca Comunală din Dumitrești
- Biblioteca Comunală din Fitionești
- Biblioteca Comunală din Garoafa
- Biblioteca Comunală din Golești
- Biblioteca Comunală din Gugești
- Biblioteca Comunală din Gura Caliței
- Biblioteca Comunală din Homocea
- Biblioteca Comunală din Jariștea
- Biblioteca Comunală din Jitia
- Biblioteca Comunală din Măicănești
- Biblioteca Comunală din Mera
- Biblioteca Comunală din Milcovul
- Biblioteca Comunală din Movilița
- Biblioteca Comunală din Nănești
- Biblioteca Comunală din Năruja
- Biblioteca Comunală din Nereju
- Biblioteca Comunală din Nistorești
- Biblioteca Comunală din Paltin
- Biblioteca Comunală din Păunești
- Biblioteca Comunală din Poiana Cristei
- Biblioteca Comunală din Pufești
- Biblioteca Comunală din Răcoasa
- Biblioteca Comunală din Reghiu
- Biblioteca Comunală din Ruginești
- Biblioteca Comunală din Sihlea
- Biblioteca Comunală din Slobozia Bradului
- Biblioteca Comunală din Slobozia Ciorăști
- Biblioteca Comunală din Soveja
- Biblioteca Comunală din Straoane
- Biblioteca Comunală din Suraia
- Biblioteca Comunală din Tâmboiești
- Biblioteca Comunală din Tănăsoaia
- Biblioteca Comunală din Tătăranu
- Biblioteca Comunală din Tifești
- Biblioteca Comunală din Tulnici
- Biblioteca Comunală din Urechești
- Biblioteca Comunală din Valea Sării
- Biblioteca Comunală din Vânatori
- Biblioteca Comunală din Vârteșcoiu
- Biblioteca Comunală din Vidra
- [[Biblioteca Comunală din Vintileascaa]
- Biblioteca Comunală din Vizantea-Livezi
- Biblioteca Comunală din Vrâncioaia
- Biblioteca Comunală din Vulturu
- Biblioteca Casei Corpului Didactic „Simion Mehedinți” a Județului Vrancea
- Biblioteca Colegiului Național „Al. I. Cuza” Focșani
- Biblioteca Colegiului Național „Unirea” din Focșani
- Biblioteca Colegiului Economic „M. Kogălniceanu” din Focșani
- Biblioteca Colegiului Tehnic Auto „Traian Vuia” din Focșani
- Biblioteca Colegiului Tehnic „Edmond Nicolau” din Focșani
- Biblioteca și Centrul de Documentare și Informare al Colegiului Tehnic „Ion Mincu” din Focșani
- Bibloteca Liceului de Artă „Gh. Tattarescu” din Focșani
- Biblioteca Școlii Gimnaziale „Duiliu Zamfirescu” din Focșani
- Biblioteca Școlii Gimnaziale „Ion Basgan” din Focșani
- Biblioteca Școlii Gimnaziale „Oana Diana Renea” din Focșani
- Biblioteca Liceului Teoretic „Ioan Slavici” din Panciu
- Biblioteca Școlii Gimnaziale Vulturu
- Centrul de Formare și Documentare al Școlii cu clasele I-VIII nr. 1 din Paltin